# Armoriale dei comuni della provincia di Trento

Stemma della Provincia autonoma di Trento

Questa pagina contiene stemmi, gonfaloni e bandiere dei comuni della Provincia autonoma di Trento e delle Comunità di valle.
La generale competenza sull'ordinamento degli enti locali è collocata a livello regionale. Il codice degli enti locali del Trentino-Alto Adige disciplina le modalità di approvazione di emblemi e titoli dei comuni.
Ai sensi dell'articolo 7 del codice degli enti locali viene delegata alle giunte provinciali l'approvazione degli emblemi dei comuni che quindi vengono concessi con "Deliberazione della Giunta Provinciale" (D.G.P.) e divergono dai regolamenti nazionali su stemmi e gonfaloni. I titoli di Città e quello di Borgata sono deliberati dal presidente della regione verificate determinate condizioni. Sono poi gli statuti comunali a contenere la descrizione dei simboli del comune come concessa.
Le bandiere comunali sono invece semi-ufficiali, non è infatti disciplinata la loro concessione nel codice. Nei comuni ladini della regione è possibile l'esposizione della bandiera della Ladinia.
I simboli e gli emblemi delle Comunità di valle sono disciplinati dai relativi statuti approvati secondo le modalità espresse dalla legge provinciale 16 giugno 2006, n. 3 che ha istituito l'ente intermedio.

## Comuni

### Comuni attuali
| Stemma | Comune e blasonatura | Gonfalone | Bandiera |
| ------ | --- | --------- | -------- |
|        | Ala D'azzurro, al semivolo spiegato d'argento. Ornamenti esteriori da Comune. (D.C.G. 08/04/1929) Incongruenza tra disegno e blasonatura: la miniatura annessa al D.C.G. mostra la corona da città e un nastro di azzurro. (lo stemma è tradizionale, ma il colore dello scudo cambiava dal rosso al azzurro) Gonfalone: Drappo di colore azzurro al palo di bianco riccamente ornato di ricami d’oro e caricato dello stemma comunale con l’iscrizione centrata in oro: "CITTÀ DI ALA". Le parti di metallo ed i nastri saranno dorati. L’asta verticale sarà ricoperta di velluto azzurro con bullette dorate poste a spirale. Nella freccia sarà rappresentato lo stemma del Comune e sul gambo inciso il nome. Cravatta e nastri ricolorati dai colori nazionali frangiati d’oro. (R.D. 11/03/1937) (Retro del gonfalone: di azzurro) (N.B. la miniatura annessa al R.D. mostra lo stemma con Capo del Littorio) Bandiera: Drappo partito di bianco e azzurro. |           |          |
|        | Albiano D'azzurro, alla fascia d'argento, caricato di un castagno sradicato passante sul tutto, al naturale accostato al piede destro da un mucchio di cubetti di porfido, d'oro. Corona: Murale di Comune. Ornamenti: A destra una fronda d'alloro fogliata al naturale fruttifera di rosso; a sinistra una fronda di quercia fogliata e ghiandifera al naturale, legate da un nodo d'oro. (D.G.P. 25/01/1993) (versioni precedenti dello stemma: * D'azzurro alla fascia d'argento, con un albero di castagno sradicato, al naturale, attraversante sul tutto. (R.D. 24/06/1929) e * Scudo sormontato da corona, fregiato da un ramo di alloro e un ramo di quercia e così distinto: Pianta in campo arato con a fianco un mucchio di cubetti di porfido. (D.G.P. 21/04/1978) / Troncato d'argento e di rosso; all'albero di castagno sradicato al naturale, attraversante sulla troncatura, addestrato nel 2° da un cumulo di cubetti porfirici d'oro.) Gonfalone: Drappo rettangolare azzurro del rapporto di 5/8, fasciato di bianco, terminante al ventame in coda di rondine ed al bilico in 6 merli guelfi, bordato e frangiato d'argento, recante al centro lo stemma comunale munito dei suoi ornamenti. Il bilico sarà unito all'asta, fasciata da una guaina di velluto dai colori alternati bianco e azzurro disposti a spirale, mediante un cordone a nappe d'argento. (D.G.P. 25/01/1993) Bandiera: Drappo di bianco, con al centro lo stemma comunale munito dei suoi ornamenti, sopra la dicitura grigia "COMUNE DI ALBIANO". |           |          |
|        | Aldeno Blasonatura: Partito. Nel 1. d'oro all'albero di gelso sradicato al naturale, nel 2. d'azzurro alla colonna mozzata d'argento attraversante in palo sopra una serie di arcate del medesimo. Corona: Murale di Comune. Ornamenti: A destra una fronda d'alloro fogliata al naturale fruttifera di rosso; a sinistra una fronda di quercia fogliata e ghiandifera al naturale legate da un nodo d'oro sostenente un cartiglio o breve d'argento al recto e rosso al verso recante la scritta "Excelsior". (D.G.P. 23/03/1989) (derivato da elementi di tre stemmi/sigilli tradizionali) Gonfalone: Drappo rettangolare del rapporto di 5/8, palato di 4 di giallo e blu, terminante in tre pendoni, di cui più largo il centrale, bordato, frangiato d'argento, recante al centro lo stemma comunale munito dei suoi ornamenti, accostato in capo all'argentea dicitura "Comune" ed in punta da quella di "Aldeno", disposta su due righe; il drappo sarà unito al bilico mediante 4 merli quelfi; questo sarà appeso all'asta, ricoperta da una guaina di velluto dai colori azzurro e giallo disposti a spirale, con un cordone a nappe, il tutto d'argento. (D.G.P. 23/03/1989) (Retro del gonfalone: di giallo) |           |          |
|        | Altavalle Scudo inquartato: nel 1° di rosso alla fascia d'argento carica del monogramma “F. II” in lettere maiuscole di nero (Faver); nel 2° d’argento a tre abeti al naturale nodriti sul monte di tre cime di verde quella al centro più alta, il tutto fondato sulla campagna scaccata di due file di rosso e d'argento (Grauno); nel 3° d'azzurro al torrione d’argento merlato di tre alla ghibellina, murato di nero, aperto e finestrato al naturale, fondato su un monte scosceso di verde seminato di tre muri d'argento, murati di nero, posti due a destra e uno a sinistra e sormontato in capo da una stella a cinque punte d'oro (Grumes); nel 4° inquartato; nel 1° e nel 4° d’argento alla conifera al naturale, nel 2° e nel 3° d'azzurro all'albero ceduo d'oro; sul tutto uno scudetto di rosso a tre stelle di sei punte d’argento poste 2, 1 (Valda). Lo scudo è coronato dalla consueta corona muraria da Comune d'argento in guisa di muratura con quattro porte di nero di cui tre visibili con cordonature ai margini, sormontata da una cortina formata da 16 beccatelli ad arco di cui nove visibili ciascuno sormontato da un merlo ghibellino e ornato in basso da due serti uno d'alloro e l'altro di quercia uniti al centro da un nastro annodato. (D.G.P. 15/06/2018) Gonfalone: Drappo partito di bianco e di rosso, caricato dello scudo e corona civica dello stemma comunale con l'iscrizione recante la denominazione “Comune di Altavalle”; la parte "Comune di" in caratteri rossi sul bianco e "Altavalle" in caratteri bianchi sul rosso; le parti di metallo e il cordone saranno d'argento; l'asta verticale sarà ricoperta con velluto alternato a spirale rosso e bianco con bullette argentate poste a spirale.(D.G.P. 15/06/2018) (N.B. lo stemma sul gonfalone è senza fronde) |           |          |
|        | Altopiano della Vigolana Stemma usato, ma non approvato: Lo stemma del Comune “altopiano della Vigolana” è composto dai quattro stemmi dei Comuni (Bosentino, Centa S. Nicolò, Vattaro e Vigolo Vattaro) originari inseriti in ordine alfabetico a partire dall’alto a sinistra in uno scudo sormontato all'esterno da una corona: “murale di comune” e ornato “a destra una fronda d’alloro fogliata al naturale fruttifera di rosso e a sinistra da una fronda di quercia fogliata e fruttifera al naturale legata da un nodo d'oro”. (Statuto) Gonfalone (mai realizzato): Il gonfalone è il seguente: a) "drappo del rapporto di 5/8 formato da 3 teli, azzurro, bianco, rosso, alti rispettivamente 1/4, 1/2, 1/4 dell'altezza totale posti in fascia foggiati al bilico in una merlatura guelfa di sei pezzi ed al battente orizzontale. b) Il telo centrale sarà caricato dello stemma comunale munito dei suoi ornamenti sovrastante la scritta in oro "Comune Altopiano della Vigolana" orizzontalmente disposta su due livelli. Il drappo sarà bordato e frangiato d'oro come d'oro saranno cordoni e nappe. c) In basso (richiamando il logo Vigolana del Consorzio Turistico Vigolana) la pennellata verde scuro rappresenta la vegetazione di mezza montagna mentre la pennellata verde chiara rappresenta i prati dell’Altopiano, gli stessi prati e la stessa natura che racchiudono i suoi quattro paesi. Lo sfondo blu, che va dal lago in basso fino al cielo in alto racchiude tutti gli altri elementi senza imprigionarli (infatti le pennellate escono anche dal contorno blu, a rappresentare l’apertura anche all’esterno), simbolo di una coerenza di natura e di genti che vivono le diversità come ricchezza, non in contrapposizione ma in armonia reciproca. d) L'asta sarà ricoperta da una guaina dai colori argento avvolti a spirale". (Statuto) (N.B. la blasonatura del gonfalone è essenzialmente una copia verbatim di quella del gonfalone di Vigolo Vattaro) |           |          |
|        | Amblar-Don no stemma attuale, usa una combinazione degli stemmi dei comuni soppressi (Amblar e Don). |           |          |
|        | Andalo D'argento all'orso del Brenta passante al naturale. Corona: Civica di Comune, d'argento. Ornamenti: A destra una fronda d'alloro fogliata al naturale fruttata di rosso, a sinistra una fronda di quercia ghiandifera al naturale, il tutto legato da un nastro d'argento di rosso e di verde. (D.G.P. 18/03/1988) Gonfalone: Vessillo partito di bianco e di verde rabescato e bordato d'argento, caricato dello stemma comunale munito dei suoi ornamenti e sottostante la scritta, in argento: "Comune di Andalo". Il tutto sarà appeso ad un bilico, unito all'asta cimata di freccia, con cordoni argentei ed analoghe nappe. (D.G.P. 18/03/1988) (retro del gonfalone: partito di verde e di bianco) Bandiera: Drappo troncato di verde e di bianco, al centro lo stemma comunale con corona civica di comune. |           |          |
|        | Arco D'oro, all'arco di azzurro, posto in palo, con la corda a sinistra. Ornamenti esteriori da città. Motto: "SUMMA LIBERTAS". (D.C.G. 11/08/1931) (N.B. la miniatura nel D.C.G. mostra un nastro di azzurro (recto) e di oro (verso)) (lo stemma è tradizionale, dal 1614 blasonato così: Lo scudo è partito. Nel campo destro lo stemma di Arco antico, sopradescritto, nel campo sinistro il noto scudo con fascia d'Austria.) Gonfalone: Drappo di colore azzurro, riccamente ornato da ricami d’argento e caricato dello stemma del Comune con l’iscrizione centrata in argento: "CITTÀ DI ARCO" e sotto il motto: "SUMMA LIBERTAS". Le parti di metallo ed i nastri saranno argentati; l'asta verticale sarà ricoperta di velluto azzurro con bullette argentate poste a spirale. Nella freccia sarà rappresentato lo stemma della Città e sul gambo inciso il nome. (R.D. 29/12/1930) (Retro del gonfalone: di marrone) |           |          |
|        | Avio D'azzurro, alla croce d'oro; ornamenti esteriori da Comune (stemma tradizionale, riconosciuto con D.C.G. 20/06/1931) (N.B. la miniatura nel D.C.G. mostra un nastro di azzurro (recto) e di oro (verso)) Gonfalone (a foggia di bandiera): fatto a foggia di bandiera, con il drappo interzato in palo; di azzurro, di giallo, e di azzurro. Il giallo caricato dello stemma del Comune, con sotto l'iscrizione in nero, sopra lista bifida d'argento: "COMUNE DI AVIO" Il drappo attaccato ad un'asta ricoperta di velluto azzurro con bullette dorate poste a spirale; l'asta sormontata da una freccia di metallo dorato, sul gambo della quale sarà inciso il nome del Comune. Cravatta e nastri tricolorati dai colori nazionali, frangiati d'oro. (D.C.G. 20/06/1931) Gonfalone in uso da 2015 (a foggia regolare): Drappo cadente, interzato in palo, di azzurro, di giallo, e di azzurro, terminante al bilico in quattro merli guelfi, al ventame in tre pendoni a punta; al centro lo stemma comunale sotto la dicitura d'argento: "COMUNE DI AVIO". Bandiera: Drappo interzato in palo, di azzurro, di giallo, e di azzurro; il giallo caricato dello stemma del Comune, con sotto l'iscrizione in nero, "COMUNE DI AVIO". |           |          |
|        | Baselga di Piné Scudo con figura di pino, su sfondo azzurro cielo, dal cui tronco si dipartono dieci rami, con inferiormente tre fasce ondulate. (D.G.P. 25/03/1983) Lo stemma del Comune rappresenta uno scudo sormontato da una corona, ove campeggia un pino, su fondo azzurro cielo, dal cui tronco si dipartono 10 (dieci) rami, ad indicare le dieci frazioni, con inferiormente 3 (tre) fasce ondulate significanti il verde dell'Altopiano, il blù dell'acqua dei suoi laghi, il grigio del porfido. (Statuto) Campo di cielo all'albero di pino di cinque palchi al naturale, nodrito su una campagna fasciata ondata di verde, d'azzurro e d'argento. (N.B. blasonatura non contiene né corona né ornamenti; la miniatura annessa al D.G.P. mostra la corona di comune, ma no fronde) Gonfalone: Drappo del rapporto 1/2 di colore verde, recante al centro un riquadro bianco, caricato dello stemma comunale, munito dei suoi ornamenti, bordato e frangiato d'argento sovrastante la dicitura, pure in argento, "Comune di Baselga di Pinè" disposta in tre righe. Esso terminerà in punta in tre pendoni, di cui maggiore il centrale, recanti: quello di destra lo stemma della Regione Autonoma Trentino-Alto Adige, quello di centro un cippo d'argento con le iniziali nere M.C.P. - Magnifica Comunità di Pinè - e quello di sinistra lo stemma della Provincia Autonoma di Trento, in sommità sarà collegato ad un bilico mediante tre merli rettangolari ribassati. Il bilico sarà appeso ad un'asta, ricoperta da una guaina in velluto dai colori bianco e verde, disposti a spirale mediante un cordone a nappe, di argento. (D.G.P. 01/02/1993) (N.B. lo stemma sul gonfalone mostra corona e fronde) Bandiera (verticale): Drappo del rapporto 1/2 di colore verde, recante al centro un riquadro bianco, caricato dello stemma comunale, munito dei suoi ornamenti, sovrastante la dicitura, pure in bianco, "Comune di Baselga di Pinè" disposta in tre righe, sopra la dicitura "Trentino - Italia"; in punta tre emblemi: quello di destra lo stemma della Regione Autonoma Trentino-Alto Adige, quello di centro un cippo d'argento con le iniziali nere M.C.P. e quello di sinistra lo stemma della Provincia Autonoma di Trento. Bandiera (orizzontale): Interzato in palo di verde, di bianco e di verde; al centro lo stemma comunale, munito dei suoi ornamenti, sovrastante la dicitura in nero "Comune di Baselga di Pinè". |           |          |
|        | Bedollo Di rosso, all'albero di betulla al naturale; col capo d'argento, caricato di tre pine al naturale, poste in fascia. (R.D. 17/03/1930) (N.B. la miniatura annessa al R.D. mostra un nastro di azzurro; le fronde sono invertite) Gonfalone: Drappo rettangolare cadente, partito azzurro-bianco; lato inferiore con tre code; caricato nel centro dello stemma comunale contornato dall'iscrizione centrale "Comune di Bedollo" e da corona di rami di quercia e da rami di olivo uniti da nastro. Asta in metallo. (D.G.P. 28/10/1983) |           |          |
|        | Besenello Scudo sannitico: azzurro. Blasonatura: D'azzurro a quattro bocce d'argento disposte 2, 2. Corona: Murale di Comune. Ornamenti: A destra una fronda d'alloro fruttata di rosso. A sinistra una fronda di quercia ghiandifera al naturale, legata da un nastro d'oro. (D.G.P. 20/11/1987) (derivato dal sigillo tradizionale di Calliano) Gonfalone: Drappo del rapporto di 1:2 bordato d'oro, formato da tre teli, terminanti a pendoni ugualmente frangiati, il centrale rosso carminio, largo tre quinti della larghezza totale, i laterali azzurri larghi ciascuno un quinto di essa. Al centro lo stemma comunale munito dei suoi ornamenti, accostato in capo alla dicitura disposta ad arco "Comune" e in punta "di Besenello" a lettere d'argento. Il tutto pendente da un bilico appeso all'asta mediante cordoni a nappe d'oro. (D.G.P. 20/11/1987) (Retro del gonfalone: di azzurro) |           |          |
|        | Bieno Una croce patente circondata da due semicerchi ancorati ed aventi le caratteristiche d'argento, ad uno scudo artificiale ancorato in campo rosso, caricato di una croce patente. (D.G.P. 20/07/1984) D'argento, caricato nel cuore da uno scudetto rotondo di rosso alla croce patente scorciata del primo, bordato di nero,, accollato ad una croce ancorata del medesimo. (N.B. blasonatura non contiene né corona né ornamenti, mentre la miniatura annessa al D.G.P. mostra corona di comune e due fronde d'ulivo legate da un nastro d'oro) Gonfalone (non approvato con D.G.P.): Drappo del rapporto di 1x2, partito di due teli, bianco contornato di rosso e rosso, orizzontalmente disposti, lunghi rispettivamente tre quarti e un quarto del totale, terminante con tre bandoni, il centrale più lungo, di tutto bordato e frangiato d'argento. Sul telo bianco contornato di rosso sarà lo stemma comunale, sormontato da corona di Comune e recante in capo la denominazione in oro di: "Comune di Bieno" in tutte lettere maiuscole; sotto lo stemma, due rami d'alloro fogliato al naturale, fruttifero di rosso, annodate da un nastro rosso. D'argento sarà il cordone ed analoghe nappe che lega il bilico all'asta, questa foderata di rosso, con guarnizione a spirale d'argento. (D.C.C. 20/04/2007) (Retro del gonfalone: di rosso; N.B. nastro legando le fronde di rosso) |           |          |
|        | Bleggio Superiore Blasonatura: Troncato di rosso e d'azzurro alla croce patente aguzzata d'oro, attraversante. Corona: Murale di Comune. Ornamenti: A destra una fronda d'alloro fogliata al naturale fruttifera di rosso; a sinistra una fronda fogliata e ghiandifera al naturale legate da un nodo d'oro. (D.G.P. 02/02/1990) (originalmente stemma del comune di Bleggio, che comprendeva Bleggio Superiore e Bleggio Inferiore) Gonfalone: Vessillo rettangolare azzurro fasciato di bianco del rapporto di 5/9, bordato e frangiato d'argento, pendente da un bilico, recante al centro lo stemma comunale munito dei suoi ornamenti, sovrastato dalla argentea dicitura, convessamente disposta su tre righe Comune/di/Bleggio Superiore. Il bilico sarà unito all'asta, ricoperta da una guaina di velluto dai colori argento e azzurro disposti a spirale, mediante un cordone a nappe, d'argento. (D.G.P. 02/02/1990) (Retro del gonfalone: di azzurro) |           |          |
|        | Bocenago Blasonatura: D'oro al monte d'una cima di rosso nodrito di un abete al naturale. Corona: Murale di Comune. Ornamenti: A destra una fronda d'alloro fogliata al naturale fruttifera di rosso, a sinistra una fronda di quercia e ghiandifera al naturale, legate da un nodo d'oro. (D.G.P. 18/03/1988) D'oro all'abete al naturale nodrito su un monte di rosso movente dalla punta. Gonfalone: Vessillo formato da tre teli di cui gli esterni gialli e l'interno rosso di larghezza, questo, pari a due volte e mezzo uno degli esterni, terminante in tre pendoni bordati d'oro, caricato dello stemma con i suoi ornamenti, sovrastato dall'aurea dicitura "Comune di Bocenago", sospeso ad un bilico unito all'asta rossa a spirale d'oro - mediante un cordone con nappe dello stesso. (D.G.P. 18/03/1988) |           |          |
|        | Bondone Blasonatura: Troncato semipartito; superiormente d'argento al monte di verde sorgente da un lago d'azzurro caricati da una torre d'oro passante sul tutto, merlata alla ghibellina di 6 pezzi, chiusa di nero, finestrata e murata dello stesso, fondata su una campagna di verde sottostante il lago; inferiormente nel primo di rosso al leone d'argento posto in maestà, linguato del campo, la coda raccolta in nodo d'amore: nel secondo d'argento alla catasta cotta di una carbonaia lignea alluminata d'oro, forata del campo. Corona: Murale di Comune. Ornamenti: A destra una fronda d'alloro fogliata al naturale fruttifera di rosso; a sinistra una fronda di quercia fogliata e ghiandifera al naturale legate da un nastro d'argento e di rosso e d'oro e di nero. (D.G.P. 22/12/1988) Gonfalone: Drappo bianco rettangolare del rapporto di 5/8, bordato e frangiato d'argento, terminante al ventame in coda di rondine e al bilico in cinque merli guelfi, caricato al centro dallo stemma comunale munito dai suoi ornamenti sovrastato dalla dicitura "Comune di Bondone". Il bilico sarà unito all'asta foderata di velluto rosso ornato da spirale d'oro con un cordone d'argento ad analoghe nappe. (D.G.P. 22/12/1988) |           |          |
|        | Borgo Chiese Scudo sannitico moderno. In campo bianco avorio, nella metà inferiore, una grande stella di porpora con 10 punte, cimate ciascuna da una sferetta, ed aperta in cuore d'un piccolo bisante del campo; come dimostrano le linee di contorno, anch’esse del campo, si tratta di due stelle (5) sovrapposte: quella di fondo rovesciata. Sopra la stella, in fascia, una bassa onda di verde (muschio) volta in alto, le cui estremità acute non toccano i fianchi dello scudo. Poco sopra l'onda, seguendone in fascia l'andamento, il profilo in azzurro dei fianchi delle cime triangolari di tre montagne: quella di mezzo è più larga ed alta delle altre (pur senza toccare il capo), e con il terzo inferiore ne copre le metà inferiori (sn e dx). Dall'interno del profilo, le cui estremità acute non si estendono quanto quelle dell'onda e sembrano seguirne la tendenza, il colore azzurro penetra con triangoli nel corpo delle cime, a suggerire l’effetto d’una luce che viene da destra. (D.G.P. 10/08/2018) (N.B. blasonatura non contiene né corona né ornamenti) Gonfalone (mai realizzato): Drappo rettangolare, di colore bianco, riccamente ornato e frangiato d’argento, terminante al bilico in sei merli guelfi e al ventame in sette merli guelfi (con frange allungate), caricato nel centro dello stemma del nuovo Comune con i suoi ornamenti. Sotto lo stemma, centrate, in fascia, su quattro livelli sovrapposti, le maiuscole in amaranto “COMUNE DI”, in caratteri più grandi ed in colore nero le maiuscole “BORGO / CHIESE”, in nero ed in caratteri più piccoli e corsivi: “Provincia di Trento”. (D.G.P. 10/08/2018) |           |          |
|        | Borgo d'Anaunia no stemma, no gonfalone |           |          |
|        | Borgo Lares no stemma, no gonfalone |           |          |
|        | Borgo Valsugana Di rosso, alla croce patente d'oro. (stemma tradizionale, riconosciuto con D.C.G. 06/03/1930) Di rosso, alla croce patente d'oro, accostato ai lati della dicitura "Universitas Burgi Ausugi". Ornamenti esteriori da Comune. (D.G.C. 30/08/1994) (N.B. il nastro legando le fronde e di rosso e di oro) Gonfalone: Drappo rettangolare del rapporto di 1/2 interzato in palo di rosso, di giallo, di rosso riccamente ornato di ricami d'argento, bordato e frangiato dello stesso, caricato dello stemma comunale munito dei suoi ornamenti, accostato ai lati della dicitura "Universitas Burgi Ausugi", il tutto sovrastato dalla scritta "Comune" e sovrastante la scritta "di" "Borgo Valsugana" disposta su due righe, in filo d'argento, aperto al bilico di tre finestrelle rettangolari. Il bilico sarà unito all'asta, ricoperta di velluto rosso ornata di bullette argentate poste a spirale, mediante un cordone a nappe, pure d'argento. (D.C.C. 03/02/1994) / (D.G.P. 10/06/1994) (il precedente gonfalone, non ufficiale, usato da ca1929, fu partito di giallo e di rosso) Bandiera: Drappo interzato in palo di rosso, di giallo, di rosso. |           |          |
|        | Brentonico Di rosso, alla brenta di argento. (stemma tradizionale, riconosciuto con D.C.G. 09/09/1937) Lo stemma del Comune raffigura una brenta d'argento su sfondo porpora sormontata da un nastro tricolore su sfondo bordeaux che unisce un ramo d'alloro ad un ramo di quercia il tutto all'interno di uno scudetto con punta colore argento, circondato, in basso, da un ramo di quercia e uno di alloro annodati da un nastro a strisce rosse e bordeaux e, in alto, da una corona d'argento con l'interno di colore porpora. (Statuto) (lo stemma tradizionale mostrava soltanto la brenta; il riconoscimento di 1937 introdusse il Capo del Littorio, che dopo 1944 in realtà fu rimosso soltanto parzialmente; rimane un capo di rosso (porpora/bordeaux) a due rami di quercia e d’alloro, annodati da un nastro dai colori nazionali.) Gonfalone (a foggia di bandiera, come approvato): Drappo a tre teli verticali di colore rosso; caricato nel centro dello stemma comunale contornato dall'iscrizione centrale 'Comune di Brentonico'. Asta in metallo. (D.G.P. 12/12/1983) Il gonfalone è composto da un drappo con tre teli verticali rettangolari di uguale dimensione, gli estremi di colore rosso ed il centrale di colore bianco sul quale è lo stemma del Comune con la scritta "Comune di Brentonico". Il drappo è sostenuto da un'asta verticale con fiamma d'oro. (Statuto) Gonfalone (come usato): Drappo cadente rettangolare, interzato in palo di rosso, di bianco e di rosso, con al centro lo stemma comunale munito dei suoi ornamenti sotto la dicitura di nero "Comune di Brentonico". Bandiera: Drappo interzato in palo di rosso, di bianco, di rosso, caricato nella striscia centrale dallo stemma del comune sotto la dicitura di nero "Comune di Brentonico". |           |          |
|        | Bresimo Blasonatura: Troncato in scaglione di rosso e di nero allo scaglionetto d'oro sulla troncatura, in punto alla muraglia, attraversante, d'argento merlata alla ghibellina, murata di nero. Corona: Murale di Comune. Ornamenti: A destra una fronda d'alloro fogliata al naturale fruttata di rosso, a sinistra una fronda di quercia fogliata e ghiandifera al naturale legate da un nastro d'argento e di rosso. (D.G.P. 08/04/1988) Gonfalone: Drappo rettangolare del rapporto di 10/19, pendente da un bilico, formato da 20 teli ondulati, di cui 10 rossi e 10 bianchi disposti alternatamente a forma di raggera movente dal centro, caricato dallo stemma comunale munito dei suoi ornamenti sovrastante la scrittura in oro: "Comune di Bresimo". D'argento saranno la bordatura, le frange ed i cordoni con nappe che uniscono il bilico all'asta. Quest'ultima sarà foderata di velluto rosso, ornata da un nastro a spirale d'argento. (D.G.P. 08/04/1988) (Retro del gonfalone: di rosso) |           |          |
|        | Caderzone Terme Blasonatura: di rosso al giglio d'argento legato d'oro. Corona: Murale di Comune. Ornamenti: A destra una fronda d'alloro fogliata al naturale fruttifera di rosso a sinistra una fronda di quercia fogliata e ghiandifera al naturale legate da un nodo rosso e d'argento. (D.G.P. 29/07/1988) Gonfalone: Drappo a tre pendoni frangiato d'argento, partito di bianco e di rosso, caricato al centro dello stemma comunale, munito dei suoi ornamenti e accompagnato in capo dalla scritta in argento "Comune di Caderzone", appeso ad un bilico unito all'asta da un cordone a nappe, il tutto d'argento. (D.G.P. 29/07/1988) (Retro del gonfalone: di rosso) Bandiera (anche bandiera verticale): Drappo partito di bianco e di rosso, caricato al centro dello stemma comunale, munito dei suoi ornamenti. |           |          |
|        | Calceranica al Lago Blasonatura: D'azzurro, alla catena montuosa (Vigolana) d'argento attraversante sul tutto, nascente da un lago con l'acqua mareggiata del primo e del secondo, caricata da una navicella d'argento rivoltata, fermata da un rematore in piedi, vestito superiormente di verde ed inferiormente d'oro, armato di un remo al naturale. Corona: Murale di Comune. Ornamenti: A destra una fronda d'alloro fogliata al naturale fruttifera di rosso; a sinistra una fronda di quercia fogliata e ghiandifera al naturale, legate da un nodo d'oro e di verde. (D.G.P. 13/05/1994) (versione precedente concessa con D.P.G.R. 30/07/1965: Rematore retto in barca a poppa ricurva e prua lanciata in avanti; sfondo mare e cielo colore azzurro, onde sotto barca colore bianco e montagne colore grigio; contenuto in cerchio con scritta circolare esterna: Comune di Calceranica al Lago - Trento. / Scudo appuntato. D'oro alla barca di nero, con prua e poppa rilevate, navigante a sinistra, spinta da un rematore all'impiedi al naturale, sopra un lago d'azzurro posto in punta, increspato d'argento.) Gonfalone: Drappo rettangolare del rapporto di 5/8, terminante al ventame in coda di rondine, partito di giallo e di verde, bordato e frangiato d'argento, recante al centro lo stemma comunale munito dei suoi ornamenti, accostato dalla dicitura, ricamata in argento, "Comune di Calceranica al Lago" con "Comune" disposto in capo allo stemma e "di" "Calceranica al Lago" disposti in punta su due righe. Il drappo è appeso a un bilico mediante sei merli alla guelfa. Il bilico sarà unito all'asta, ricoperta da una guaina in velluto a spirali gialle e verdi, mediante un cordone a nappe d'argento. (D.G.P. 13/05/1994) (versione precedente concessa con D.P.G.R. 30/07/1965: Drappo rettangolare cadente, partito giallo e verde verticali; Lato inferiore a punte rientranti con frange argento; caricato dello stemma comunale. Asta in metallo argentato.) |           |          |
|        | Caldes D'oro, al liocorno di rosso, fasciato d'argento. Ornamenti esteriori da Comune. (R.D. 17/04/1930) (N.B. la miniatura allegata al R.D. non mostra fronde) Gonfalone: un drappo rosso, riccamente ornato di ricami d'argento e caricato dello stemma sopra descritto con l'iscrizione centrata in argento: COMUNE DI CALDES. Le parti di metallo e i nastri saranno argentati. L'asta verticale sarà ricoperta di velluto rosso con bullette argentate poste a spirale. Nella freccia sarà rappresentato lo stemma del Comune e sul gambo inciso il nome. Cravatta e nastri ricolorati dai colori nazionali frangiati d'argento. (R.D. 17/04/1930) |           |          |
|        | Caldonazzo Blasonatura: Di rosso alla torre scalare d'oro, merlata alla guelfa di 8 pezzi (4,4) chiusa dello stesso, finestrata e murata di nero accompagnata in punta da 4 fasce ondate d'argento e d'azzurro. Corona: Murale di Comune Ornamenti: A destra una fronda d'alloro fogliata al naturale fruttifero di rosso; a sinistra una fronda di quercia fogliata e ghiandifera al naturale legate da un nodo di rosso e d'oro. (D.G.P. 03/02/1989) (una versione precedente, derivata dal sigillo tradizionale, fu concessa con R.D. 18/07/1930) Gonfalone: Drappo giallo del rapporto di 5/8 accompagnato ai lati da 2 pali di rosso, ciascuna della larghezza di 1/6 del totale, bordato e frangiato d'argento, terminante in punta secondo 3 pendoni ed al bilico secondo 4 merli guelfi; caricato al centro dallo stemma comunale munito dei suoi ornamenti, accompagnato in capo dalla dicitura in argento "Comune" ed in punta da quella di "Caldonazzo" disposta su 2 righe. Il bilico sarà unito all'asta, ricoperta da una guaina a spirale gialla e rossa, da un cordone a nappe d'argento. (D.G.P. 03/02/1989) |           |          |
|        | Calliano Blasonatura: Troncato. Sopra d'azzurro al castello locale (Pietra) d'argento. Sotto partito: nel 1° il simbolo di Venezia che è di rosso al leone di S. Marco d'oro, nel 2° quello di Trento che è d'argento all'aquila spiegata di nero, linguata di rosso, beccuta, armata, nervata trifogliata d'oro, affiancati ad un palo di azzurro cucito sulla partizione. b) Corona: Murale del Comune. c) Ornamenti: A destra una fronda d'alloro fogliata al naturale fruttata di rosso, a sinistra una fronda di quercia ghiandifera al naturale, legate da un nodo azzurro breve con la scritta - Aquilam Leonemque Athesis in Pace Coniungit - . (D.G.P. 06/02/1987) Gonfalone: Drappo rettangolare bianco di seta grezza a tre code con frange, decorato al centro dallo stemma comunale sovrastato dalla scritta in oro "Comune di Calliano". (D.G.P. 06/02/1987) |           |          |
|        | Campitello di Fassa / Ciampedél Scudo ovale, suddiviso in quattro quarti con le seguenti figurazioni: nel primo quarto superiore tre conchiglie al bianco su rosso cinabro; nel secondo quarto superiore incudine al nero e zampa di gallina parzialmente sovrappostavi al bianco e al rosso cinabro su bianco; nei due quarti inferiori due capri rampanti in atteggiamento di lotta fra di loro rispettivamente al rosso cinabro su bianco ed al bianco su rosso cinabro; sormontato da un capro rampante al grigio, al giallo cadmio, al nero ed al rosso cinabro; decorato al grigio, nero, al giallo cadmio ed all'ocra bruciata e con un'appendice a conchiglia al grigio con scritta in nero "defener sia resons". (D.G.P. 15/06/1984) (Scudo accartocciato. Inquartato rialzato di rosso e d'argento: nel 1° a tre conchiglie di san Michele del secondo ordinate in banda; nel 2° all incudine di nero, caricata d'una zampa di gallina del secondo attraversante in palo e debordante del primo al campo; nel 3° e nel 4° al capro dell'uno nell'altro, addossati e cozzanti sulla partizione.) Gonfalone: Drappo rettangolare d'azzurro chiaro ricadente perpendicolarmente con il lato inferiore ritagliato con tre strisce terminanti ad angolo e frangiate al color argento. Nel centro lo stemma comunale con scritta superiore "Comune di Campitello" e decorazioni al color oro. (D.G.P. 15/06/1984) (N.B. la scritta sul gonfalone rimane "Comune di Campitello") |           |          |
|        | Campodenno Blasonatura: Trinciato. Nel I d’argento al leone di rosso linguato dello stesso, armato d’oro salente una gradinata (9) di nero posta sulla trinciatura, reggente con le branchie (sic!) una stella (5), d’oro per inchiesta; nel II una scacchiera di rosso e d’argento originati da tre trinciature e otto troncature. Corona: Murale di Comune. Ornamenti: A destra una fronda di alloro fogliata al naturale fruttifera di rosso, a sinistra una fronda di quercia fogliata e ghiandifera al naturale legate da un nodo d’oro. (D.G.P. 08/04/1988) Gonfalone (non approvato von D.G.P.): Drappo di colore azzurro con merlatura frangiata, bordato argento. Al centro lo stemma del Comune come descritto nell’allegato A), con la scritta “COMUNE DI” posta sopra lo stemma e “CAMPODENNO” posta sotto lo stemma, di colore argento. (Retro del gonfalone: di bianco) Bandiera: Drappo di azzurro, con al centro lo stemma del Comune munito dei suoi ornamenti. |           |          |
|        | Canal San Bovo Di rosso, alla lontra d'oro, posta in palo; accostata da due palme dello stesso. Ornamenti esteriori da Comune. (D.C.G. 02/10/1929) (N.B. nastro legando le fronde è di rosso) Gonfalone: Drappo rettangolare del rapporto di 5/9 partito di giallo e d'azzurro, bordato e frangiato d'argento, caricato al centro dello stemma comunale munito dei suoi ornamenti, accostato in capo dalla argentea dicitura COMUNE DI CANAL SAN BOVO convessamente disposta, terminante in punta secondo tre pendoni, di cui maggiore il centrale, ed al bilico secondo tre bassi merli guelfi. Il bilico sarà unito all'asta - ricoperta da una guaina di velluto rosso ornata da una serie di bullette d'argento disposte a spirale e recante sotto la lancia una cravatta tricolore mediante un cordone a nappe, d'argento. (D.G.P. 31/05/1990) |           |          |
|        | Canazei / Cianacéi Blasonatura: D'azzurro al monte roccioso d'argento fondato su una campagna di verde, caricato di un camoscio di nero nella posizione d'allerta. Corona: Murale di Comune. Ornamenti: A destra una fronda d'alloro fogliata al naturale fruttifera di rosso; a sinistra una fronda di quercia fogliata e ghiandifera al naturale; legate da un nodo di verde, d'argento, d'azzurro". (D.G.P. 05/10/1992) Gonfalone: Drappo rettangolare del rapporto di 1/2, interzato in fascia d'azzurro, di bianco, di verde, appeso al bilico mediante 5 merli guelfi ribassati, terminante al ventame in grande punta centrale, bordato e frangiato d'argento; la fascia bianca è caricata dello stemma comunale munito dei suoi ornamenti la cui corona, nascente dalla medesima, figura nella fascia azzurra; la dicitura orizzontale COMUNE DI CANAZEI è collocata nella parte superiore della fascia verde; il tutto è appeso all'asta - ricoperta da una guaina in velluto dai colori azzurro, bianco, verde, disposti a spirale - mediante un cordone a nappe, d'argento. (D.G.P. 05/10/1992) |           |          |
|        | Capriana D'azzurro, alla mitria d'oro, sopra un pastorale ed una spada d'argento con la punta in basso, le infule attraversanti il pastorale, la spada e pastorale posti in decusse. (D.C.G. 23/03/1930) (N.B. nastro legando le fronde è di rosso) Gonfalone: Drappo di azzurro (...). (R.D. 23/01/1930) |           |          |
|        | Carisolo Pergamena d'oro sormontata in capo da fiori di carice e in basso da un artiglio d'aquila. (D.G.P. 11/10/1979) (N.B. blasonatura non contiene né corona né ornamenti) (Scudo accartocciato, campo appuntato. Di rosso, ad un cartiglio d'oro accollato ad un ramoscello tripartito di càrice al naturale aperto a ventaglio, nascente da un artiglio d'aquila del primo.) Gonfalone: Drappo rettangolare cadente, partito d'oro (sic!); lato inferiore con cinque code; caricato nel centro dello stemma comunale contornato dall'iscrizione - Comune di Carisolo. (D.G.P. 14/12/1979) (N.B. gonfalone in uso mostra due fronde d'olivo, ma no corona) |           |          |
|        | Carzano Blasonatura: Troncato. Nel 1° d'argento incalzato di rosso. Le partizioni caricate rispettivamente d'un'ascia e d'un arpione da fluitazione d'argento posti in croce di Sant'Andrea; di una Croce patente, rossa; di un fusto di cardo fiorito, d'oro, posto in sbarra; nel 2° d'azzurro al ponte ligno coperto, d'oro, sostenuto da due spalle ed un pilastro in murata dello stesso, posto sopra una riviera scorrente, d'argento. Corona: Murale di Comune. Ornamenti: A destra una fronda d'alloro fogliata al naturale fruttifera di rosso; a sinistra una fronda di quercia fogliata e ghiandifera al naturale legate da un nastro d'oro e d'azzurro. (D.G.P. 02/06/1989) Gonfalone: Drappo trinciato di rosso e di bianco del rapporto di 5/8, bordato e frangiato d'argento, terminante in punta a tre pendoni ed al bilico con due aperture quadrate, caricato al centro dello stemma comunale munito dei suoi ornamenti accostato in capo dalla dicitura "Comune" ed in punta da quella di "Carzano", disposta su due righe, il tutto d'argento. Il bilico sarà unito all'asta, munita della cravatta dai colori nazionali e ricoperta di una fodera di velluto dai colori giallo e blu alternativi, disposti a spirale, mediante un cordone a nappe, d'argento. (D.G.P. 02/06/1989) |           |          |
|        | Castel Condino Blasonatura: Partito di rosso e d'argento alla muraglia attraversante dell'uno all'altro torricellata di due pezzi merlati alla ghibellina aperta e finestrata (4) del campo, murata di nero. Corona: Murale di Comune. Ornamenti: A destra una fronda d'alloro fogliata al naturale fruttifera di rosso; a sinistra una fronda di quercia fogliata e ghiandifera al naturale legate da un fiocco d'argento e di rosso. (D.G.P. 13/12/1988) Gonfalone: Drappo rettangolare inquartato di bianco e di rosso del rapporto di 5/8 bordato e frangiato d'argento unito al bilico da 6 merli guelfi, terminante in 3 pendoni appuntiti al ventame, recante al centro lo stemma comunale munito dei suoi ornamenti sovrastante alla dicitura, ricamata in argento, disposta su 3 righe concave - Comune di Castel Condino. Il bilico sarà unito all'asta, foderata da una guaina di velluto rosso ornata da un nastro d'argento elicoidalmente disposto, da un cordone a nappe dello stesso. (D.G.P. 13/12/1988) |           |          |
|        | Castel Ivano Blasonatura: di rosso, al castello d’argento, formato da una cortina centrale e da due torri laterali; la cortina merlata di quattro alla guelfa, aperta del campo e sostenente la torre, più bassa e più larga, coperta, finestrata di tre pezzi aperti del campo in fascia, la copertura cimata dalla cella aperta del campo con il tetto cuspidale munito di freccia segnavento; le due torri merlate di tre alla guelfa e finestrate di due del campo in fascia. Corona: Corona formata da una cerchia di mura aperta da otto porte (di cui quattro visibili), che sostengono una cinta di mura aperta da sedici porte (nove visibili), ciascuna sormontata da merli alla ghibellina, il tutto d’argento e murato di nero. Ornamenti: a destra una fronda d’alloro fogliata al naturale di venti foglie, fruttifera di sette bacche rosse a destra e sei bacche gialle a sinistra; a sinistra una fronda di quercia fogliata al naturale di ventuno foglie, ghiandifera al naturale di quindici ghiande, legate da un nastro rosso. (D.G.P. 16/11/2017) Gonfalone: Drappo di bianco bordato e frangiato d’argento, terminante al bilico in quattro merli guelfi e al ventame in quattro merli guelfi allungati, bordato e frangiato d’argento, caricato dello stemma del Comune con la sua corona e i suoi ornamenti, recante in capo l’iscrizione COMUNE DI CASTEL IVANO, centrata in nero, convessa verso l’alto, in tutte lettere maiuscole; le parti di metallo e i cordoni argentati; l’asta verticale ricoperta di velluto dei colori dello stemma, alternati, con bullette argentate poste a spirale; nella freccia lo stemma del Comune e sul gambo inciso il nome; cravatta e nastri tricolorati dai colori nazionali frangiati d’argento. (D.G.P. 16/11/2017) |           |          |
|        | Castello Tesino Troncato di verde e di rosso: il 1º caricato di un globo di argento crociato di azzurro; il 2º caricato della lettera T d'oro; alla fascia di argento attraversante sulla troncatura, caricata di una burella ondata di azzurro. (adottato dopo 1900, concesso con R.D. 27/05/1929) (N.B. nastro legando le fronde è d'oro) Gonfalone (non approvato con D.G.P.): Drappo rettangolare partito di rosso e di verde, unito al bilico da 6 merli guelfi, terminante in 3 pendoni appuntiti al ventame, recante al centro lo stemma comunale munito dei suoi ornamenti sotto la dicitura di argento "Comune di Castello Tesino". Bandiera (verticale): Drappo cadente, partito di verde e di rosso. |           |          |
|        | Castello-Molina di Fiemme Mulino d'oro ad acqua, composto da una casa con porta, da canale in legno per trasporto dell'acqua e da ruota esterna, sormontato in capo da castello d'oro torricellato fondato su un monte verde. Il tutto accompagnato dagli ornamenti dell'araldica comunale, la corona civica. (D.G.P. 07/12/1978) (N.B. blasonatura non contiene fronde) (Troncato: nel 1° di rosso; nel 2° fasciato d'argento e di rosso; caricato sulla troncatura d'un castello d'oro torricellato di tre pezzi merlati alla guelfa, murato di nero ed aperto d'oro, fondato su un monte di verde caricato d'un molino ad acqua d'oro, aperto dello stesso e murato di nero.) (una versione precedente dello stemma fu concessa con R.D. 28/09/1929:Troncato: nel 1° di rosso, al castello d'oro, toricellato di tre pezzi, fondato su d'un monte di verde; nel 2° fasciato d'argento e di rosso.) Gonfalone: Interzato in palo di rosso, di giallo e di verde. (R.D. 28/09/1929) (Retro del gonfalone: di giallo) |           |          |
|        | Castelnuovo Blasonatura: Partito d'argento e di verde, al castello dell'uno all'altro, torricellato di due pezzi, merlato di quattro alla guelfa, chiuso e finestrato di nero. Corona: Murale di Comune. Ornamenti: A destra una fronda d'alloro di nero, a sinistra una fronda di quercia d'oro legate da un nastro d'argento e di rosso. (D.G.P. 15/06/1990 / D.G.P. 25/01/1993) (derivato dallo stemma tradizionale) Gonfalone: Drappo del rapporto di 5/8, pendente da un bilico, costituito da due teli verticali, uno bianco a sinistra per chi guarda, seguito da uno rosso a destra; bordato e frangiato d'argento, recante al centro lo stemma comunale, munito dei suoi ornamenti, sottostando la scritta in argento COMUNE DI CASTELNUOVO in gotico. Il bilico sarà unito all'asta, nera ornata da una spirale d'oro, mediante un cordone a nappe d'argento. (D.G.P. 15/06/1990 / D.G.P. 25/01/1993) |           |          |
|        | Cavalese D'argento, alla croce patente di rosso. (stemma tradizionale, riconosciuto con D.C.G. 03/09/1929) (N.B. blasonatura non contiene fronde) Gonfalone: Il Gonfalone ha forma di bandiera con drappo a sette fasce verticali uguali rosse e bianche che richiama il vessillo a nove bande con i colori della casata tirolese dell'antica Regola. Al centro riporta lo stemma del Comune. Bandiera: Fasciato di sette pezzi di rosso e di bianco, caricato dello stemma comunale. |           |          |
|        | Cavareno D'argento, all'ara romana di rosso, posta su terrazza di verde. (R.D. 19/07/1929) (N.B. blasonatura non contiene fronde) Gonfalone: Interzato in palo di bianco, di rosso e di bianco. (R.D. 19/07/1929) |           |          |
|        | Cavedago D'argento a tre arcate sovrapposte di ponti, mattonate di rosso, la prima in alto posta in banda e sostenente sei paracarri. Ornamenti esteriori da Comune. (D.P.R. 16/03/1956) (N.B. nella miniatura allegate al D.P.R. le fronde sono invertite) Gonfalone: Drappo partito di rosso e di bianco, riccamente ornato di ricami d'argento e caricato dello stemma sovredescritto con l'iscrizione centrata in argento: Comune di Cavedago. Le parti di metallo ed i cordoni sono argentati. L'asta verticale è ricoperta di velluto dai colori del drappo alternati, con bullette argentate poste a spirale. Nella freccia è rappresentato lo stemma del Comune e sul gambo inciso il nome. Cravatta e nastri tricolorati dai colori nazionali frangiati d'argento. (D.P.R. 16/03/1956) (N.B. miniatura allegata al D.P.R. mostra tre pendoni lunghi rettangolari al ventame e tre merli guelfi al bilico; retro del gonfalone partito di bianco e di rosso) |           |          |
|        | Cavedine Blasonatura: Interzato in fascia di rosso, d'azzurro, d'argento, al destrocherio di carnagione, uscente dal lato sinistro dello scudo, posto dull'ultima fascia, tenente un fascio di cinque spighe d'oro aperto a ventaglio sulle due fascie superiori. Corona: Murale di Comune. Ornamenti: A destra una fronda d'alloro fogliata al naturale fruttifera di rosso; a sinistra una fronda di quercia fogliata e ghiandifera al naturale legate da un nodo d'argento e di rosso. (D.G.P. 29/12/1989) (una versione precedente dello stemma tradizionale fu riconosciuto con D.C.G. 22/04/1939; la prima fascia, di rosso, dello stemma attuale è derivata dal Capo del Littorio) Gonfalone: Drappo rettangolare interzato in fascia di rosso, di azzurro e di bianco, del rapporto di 5/8 terminante al bilico ed al ventame - qui rovesciata - in una merlatura guelfa di sei pezzi, bordato e frangiato d'argento, recante al centro lo stemma comunale munito dei suoi ornamenti, sovrastante la dicitura in argento, concavemente disposta Comune di Cavedine. Il bilico sarà unito all'asta, foderata da una guaina di velluto dai colori d'argento e di rosso disposti a spirale, mediante un cordone a nappe, d'argento. (D.G.P. 29/12/1989) |           |          |
|        | Cavizzana Blasonatura: D'argento al San Martino nella sua rappresentazione iconografica, posto su una campagna di verde. Corona: Murale di Comune. Ornamenti: A destra una fronda d'alloro fogliata al naturale fruttifera di rosso; a sinistra una fronda di quercia fogliata e ghiandifera al naturale legate da un nastro d'oro. (D.G.P. 29/04/1988) Gonfalone: Drappo azzurro del rapporto di 2/3 bordato e frangiato di nero e d'argento appeso ad un bilico mediante una merlatura guelfa di 8 pezzi, caricato al centro dallo stemma comunale munito dei suoi ornamenti, accostto (sic!) in capo ed in punta dall dicitura: "Comune di Cavizzana, il tutto sovrastato da un tralcio di vite al naturale orizzontalmente disposto. Il bilico sarà unito ad un'asta, con guaina di velluto azzurro ornata da una spirale d'argento, mediante un cordone nero e d'argento terminante in analoghe nappe. (D.G.P. 29/04/1988) |           |          |
|        | Cembra Lisignago Partito, nel 1° di rosso al grappolo d'uva moscatella fogliato e pampinoso al naturale (Cembra), nel 2° d’oro alla pala d'altare d’argento, sagomata da una cornice in legno naturale, recante al centro la figura di San Biagio in abiti vescovili, il volto di carnagione, il piviale di rosso guarnito d'oro, la mitria di rosso decorata d'oro, la tunica d'argento, e impugnante con la mano sinistra il bastone pastorale d’oro posto in sbarra e con la mano destra la spada d’argento manicata d'oro posta in banda (Lisignago). Ornamenti esteriori da Comune. (D.G.P. 18/01/2018) / (D.G.P. 13/04/2018) Gonfalone: Drappo partito di giallo e rosso caricato sulla linea di partizione dello stemma di Cembra Lisignago sopra descritto e recante in alto la scritta a caratteri maiuscoli d’argento “Comune di Cembra Lisignago”. L’asta orizzontale argentata, quella verticale ricoperta di velluto giallo e di rosso alternato a spirale. (D.G.P. 18/01/2018) / (D.G.P. 13/04/2018) |           |          |
|        | Cimone Scudo d’argento alla torre al naturale, merlata e finestrata, con portone aperto, al capo di rosso caricato da colomba recante nel becco ramoscello d'ulivo. Esternamente corona da Comune, ramo d’alloro fruttato, ramo di quercia fruttato con nastro azzurro legante con fiocco i due rami e recante la scritta “in pace omnes artes”. (D.G.P. 07/06/1985) (Scudo lavorato. D'argento alla torre quadrata prospettica al naturale, merlata alla ghibellina, murata di nero, aperta del campo, finestrata dello stesso di quattro (2, 2) nel fusto e di due al terreno; col capo di rosso alla colomba posata tenente nel becco una fronda d'olivo non fruttata, tutto al naturale.) Gonfalone: Drappo rettangolare cm. 100 x 200, a tre code con frange, caricato nel centro dallo stemma comunale con sopra scritto "Comune di Cimone" di colore verde. (D.G.P. 07/06/1985) (in addizione, il comune utilizza anche un gonfalone di bianco.) |           |          |
|        | Cinte Tesino Di rosso ad un monte scosceso di verde nascente dalla punta nodrito di un abete al naturale verde chiaro. (D.G.P. 08/03/1985) (N.B. blasonatura non contiene fronde) (derivato dallo stemma tradizionale: Di azzurro, all'abete su fondo di verde.) Gonfalone (non approvato con D.G.P.): Drappo cadente di azzurro, terminante al ventame in tre pendoni a punta e al bilico in quattro merli guelfi, con al centro lo stemma comunale munito di corona e fronde, con la dicitura di argento "Comune di" sopra e "Cinte Tesino" sotto lo stemma. Bandiera: Drappo di azzurro, al centro lo stemma comunale munito di corona e fronde, con la dicitura in lettere bianche "COMUNE DI" e "CINTE TESINO". |           |          |
|        | Cis Blasonatura: Partito di rosso e di verde al castello d'oro, murato di nero, nascente da uno scaglione ondoso d'argento, rovesciato e ribassato, posto in punta, sovrastato da due destrocheri d'oro, disposti in fascia, moventi dai fianchi dello scudo, uniti in una stretta di mano nel punto d'onore. Corona: Murale di Comune. Ornamenti: A destra una fronda d'alloro fogliata al naturale fruttifera di rosso; a sinistra una fronda di quercia fogliata ghiandifera al naturale legate da un nodo d'oro e d'azzurro. (D.G.P. 03/02/1992) Gonfalone: Drappo del rapporto di 5/9, di bianco accostato da due pali, rosso a destra, verde a sinistra, pendente da un bilico e terminante in cinque merli guelfi rovesciati, bordato e frangiato d'argento. Al centro sarà caricato dello stemma comunale munito dei suoi ornamenti, sovrastante la dicitura argentea "Comune di Cis". Il bilico sarà unito all'asta, foderata da una guaina di velluto grigio, da un cordone a nappe, d'argento. (D.G.P. 03/02/1992) (Retro del gonfalone: di bianco accostato da due pali, verde a destra, rosso a sinistra) |           |          |
|        | Civezzano Stemma: Blasonatura: d'azzurro alla muraglia d'argento di tre corsi caricata di tre colonne, la centrale più alta, con zoccolo, base e capitelli dorici dello stesso. Corona: civica di Comune con le porte arcate d'oro. Ornamenti: a destra una fronda d'alloro frastagliata al naturale fruttata di rosso, a sinistra una fronda di quercia fogliata e fruttifera al naturale, entrambe legate da un anello d'oro. (D.G.P. 04/01/1985) (derivato dello stemma tradizionale: troncato di argento e di azzurro, a tre colonne di rosso poste su terrazza di marrone (forse meglio: di verde)) Gonfalone: Drappo rettangolare del rapporto di 5/8, troncato di bianco e d'azzurro, appeso direttamente al bilico e terminante in coda di rondine; bordato e frangiato d’argento; caricato dello stemma comunale munito dei suoi ornamenti, accostato in capo e in punta dalla dicitura argentea Comune di Civezzano disposta su tre righe. Il bilico sarà unito all’asta, foderata da una guaina dai colori argento e azzurro disposti a spirale, mediante un cordone, a nappe, d'argento. (D.G.P. 29/12/1989) |           |          |
|        | Cles Partito di argento e di rosso alla chiesa attraversante dell’uno nell’altro. [Capo del Littorio: di rosso (porpora) al Fascio Littorio d’oro circondato da due rami di quercia e d’alloro annodati da un nastro dai colori nazionali.] Ornamenti esteriori da Comune. (derivato dal sigillo di 1882, riconosciuto con D.C.G. 09/01/1939) (la blasonatura del D.C.G. originale contiene il Capo del Littorio, ma la miniatura allegata al D. Lt. di 12/10/1945 rimosse il capo; il nastro legando le fronde è di argento e di rosso) Gonfalone: Drappo partito di rosso e di bianco riccamente ornato di ricami d’argento e caricato dello stemma sopra descritto con l’iscrizione centrata in argento: “Comune di Cles”. Le parti di metallo ed i nastri saranno argentati. L’asta verticale sarà ricoperta di velluto rosso con bullette poste a spirale. Nella freccia sarà rappresentato lo stemma del Comune e sul gambo inciso il nome. Cravatta e nastri ricolorati dai colori nazionali frangiati d’argento. (D.C.G. 09/01/1939) Bandiera: Drappo partito di rosso e di bianco. |           |          |
|        | Comano Terme Troncato d’oro e di rosso, alla fascia (burella) ondata d’argento caricata di due burelle d’azzurro; sul tutto, il palo d’una croce patente aguzzata, d’oro, caricato in ciascun lobo di una gemma che ne segue il profilo: sopra di rosso e sotto d’argento. Ornamenti esteriori di Comune: le fronde in decusse legate da un nastro d’azzurro con svolazzi ritorti. Sopra lo stemma, in fascia, le maiuscole moderne in nero: COMUNE DI COMANO TERME. (D.G.P. 19/08/2011) Gonfalone (come approvato): Su fondo bianco riproduce lo stemma, gli ornamenti e la scritta. Le decorazioni si adeguano alla normativa. Quanto a dimensioni e forma, corrisponde in sostanza alle disposizioni del D.P.C.M. 28 gennaio 2011, pur proponendo un rettangolo che nella parte inferiore è delineato come se ne fosse stata tagliata la punta. (D.G.P. 19/08/2011) Incongruenza tra disegno e blasonatura: effettivamente in uso è un gonfalone di azzurro. |           |          |
|        | Commezzadura Abete in campo azzurro, nascente da una terrazza di verde ed accostato in capo allo scudo da cinque stelle di argento di sei raggi posti quattro ai due lati in palo due a due ed una in capo a centro con segni esterni del comune. (D.G.P. 20/01/1978) (N.B. disegno accompagnando il D.G.P. mostra un cartiglio d'azzurro e d'argento, recante la scritta COMMEZZADURA in maiuscole d'oro) Gonfalone: Drappo bianco rettangolare del rapporto di 5/9 accostato lateralmente da due pali di rosso, caricato al centro dallo stemma comunale munito dei suoi ornamenti e della scritta COMUNE DI COMMEZZADURA disposta in capo e in punta. Il drappo sarà appeso superiormente ad un bilico e terminerà al ventame in 4 brevi pendoni rettangolari. Il bilico sarà unito all'asta, ricoperta da una guaina in velluto bianco e rosso disposti a spirale, mediante un cordone a nappe, d'argento. (D.G.P. 05/04/1991) |           |          |
|        | Contà - Blasonatura: Partito diritto. A destra bandato a quattro pezze in smalto blu alternate a smalti bianchi. A sinistra in smalto rosso. Caricato – in cuore – da testa crinita di leone rampante, strappata e stilizzata, linguata in rosso, con branche anteriori aperte tenenti due uguali coppe d’oro sovrapposte e tra loro specchiate. Bordura in smalto nero. - Corona: Murale di Comune, stilizzata. - Ornamenti: A destra una fronda d’alloro incurvata e fogliata al naturale, a sinistra una fronda di quercia specchiata alla prima, fogliata al naturale, entrambe stilizzate e unite in basso da un nastro tricolorato dei colori nazionali, poggiato a cavallo ad invisibili steli e stilizzato. (D.G.P. 08/03/2019) (le fronde sono derivate da quelle usuali, ma blasonate e disegnate in un modo più stilizzato) Gonfalone: Drappo verticale con rapporto 1:2, verde, frangiato d’argento sul battente dritto, caricato inferiormente dello stemma comunale munito di corona e ornamenti, sormontato dall’argentea scritta a epigrafe “Comune di Contà” disposta su due righe diritte. Il drappo, appeso a un bilico mobile mediante quattro bretelle di ugual misura sagomate in merli alla guelfa, è unito all’asta mediante un cordone a nappe d’argento, ornato nel punto di sospensione da una cravatta frangiata in argento, tricolorata dai colori nazionali.(D.G.P. 08/03/2019) |           |          |
|        | Croviana Blasonatura: D'argento alla torre scalare di rosso, coperto dello stesso cimata di analoga croce astile, murata di nero, munita di cinque merli ghibellini alla balconata, aperta del campo, fondata su una collina di verde. Corona: Murale di Comune. Ornamenti: A destra una fronda d'alloro fogliata al naturale fruttata di rosso, a sinistra una fronda di quercia fogliata e fruttifera al naturale legate da un nodo d'oro. (D.G.P. 17/04/1987) Gonfalone: Drappo del rapporto di 1:2, partito d'azzurro e di rosso, terminante in tre code appuntite, frangiate d'argento, pendente da un bilico sospeso mediante argentei cordoni ornati di analoghe nappe, caricato al centro dello stemma comunale munito dei suoi ornamenti sovrastato dalla dicitura in argento, convessamente disposta "Comune di Croviana". L'asta, munita di lancia dorata, sarà foderata di velluto verde ed adornata di un nastro a spirale d'argento. (D.G.P. 17/04/1987) |           |          |
|        | Dambel Blasonatura: Troncato nel 1° d'azzurro a 12 stelle (5) d'oro centrate a semicerchio convesso; nel 2° di verde al ponte di pietra di una sola arcata, d'argento murato di nero, posto sopra una riviera scorrente in banda, fluttuosa d'argento e d'azzurro, balustrato sulla troncatura. Corona: Murale di Comune. Ornamenti: A destra una fronda d'alloro fogliata al naturale fruttifera di rosso: a sinistra una fronda di quercia fogliata e ghiandifera al naturale legate du un nodo d'oro. (D.G.P. 07/06/1991) Gonfalone (mai realizzato): Drappo rettangolare bianco del rapporto di 1 a 2 bordato e frangiato d'argento, caricato dello stemma comunale munito dei suoi ornamenti, sovrastante l'argentea scritta Comune di Dambel concavemente disposta, appeso ad un bilico unito all'asta mediante un cordone a nappe dello stesso. L'asta sarà ricoperta da una guaina in velluto dai colori giallo e azzurro disposti a spirale. (D.G.P. 07/06/1991) Bandiera: Drappo di bianco, caricato dello stemma comunale munito dei suoi ornamenti, sovrastante l'argentea scritta Comune di Dambel concavemente disposta. |           |          |
|        | Denno Interzato in banda d'argento, d'azzurro e d'argento al castello d'oro, attraversante sul tutto; ornamenti esteriori da Comune. (R.D. 20/01/1930) Incongruenza tra disegno e blasonatura: la miniatura annessa al R.D. non contiene le fronde. Gonfalone: Il gonfalone della forma prescritta, avente il drappo di colore azzurro riccamente ornato di ricami d'argento e caricato dello stemma sopra descritto con l'iscrizione centrata in argento: "COMUNE DI DENNO". Le parti di metallo ed i nastri saranno argentati. L'asta verticale sarà ricoperta di velluto azzurro con bullette argentate poste a spirale. Nella freccia sarà rappresentato lo stemma del Comune e sul gambo inciso il nome. Cravatti e nastri tricolorati dai colori nazionali frangiati d'argento. (R.D. 20/01/1930) |           |          |
|        | Dimaro Folgarida • Fascia superiore: cinque stelle giallo-oro (corrispondenti ai cinque paesi) su sfondo blu (cielo); • Fascia centrale: sole e ruota su sfondo bianco • Fascia inferiore: montagna con quattro abeti (quattro ASUC) e una quercia centrale (la saggezza); • Corona: Murale di Comune. • Ornamenti: a destra una fronda d’alloro fogliata al naturale fruttifera di rosso; a sinistra una fronda di quercia fogliata e ghiandifera al naturale legate da un nastro d’argento e di nero. (D.G.P. 24/03/2017) Incongruenza tra disegno e blasonatura: nel disegno allegato al D.G.P. il nastro legando le fronde è d'oro. Gonfalone: • Dimensioni: cm 90 per cm 140; • Fascia verticale del colore giallo-oro come le stelle della fascia superiore dello stemma; • Fascia verticale di colore blu come la fascia superiore dello stemma; • È sospeso mediante un bilico mobile ad un'asta ricoperta di velluto dello stesso colore, con bullette poste a spirale e terminata in punta da una freccia, sulla quale sarà riprodotto lo stemma e il nome dell'ente. • Il drappo, riccamente ornato e frangiato sarà caricato, nel centro, dello stemma dell'ente, sormontato dall'iscrizione del comune in basso. Le parti metalliche, i ricami, i cordoni, l'iscrizione e le bullette a spirale del gonfalone sono argentate. (D.G.P. 24/03/2017) |           |          |
|        | Drena Fascia trasversale rossa-bianco-rossa sormontata da un arco e riportante in basso castello, con una lettera C a sinistra e alla destra la lettera D, sorgente dal bosco sottostante. (D.G.P. 10/09/1981) (N.B. blasonatura non contiene né corona né fronde; sul gonfalone ci sono due fronde, a destra di castagno, a sinistra d'ulivo, legato da un nastro d'azzurro) Gonfalone: Drappo rettangolare cadente, partito rosso-bianco; lato inferiore con tre code ornate da arabeschi e di frange; caricato nel centro dello stemma comunale contornato dall'iscrizione centrale "Comune di Drena" e da corona di rami di castagno e di rami di olivo uniti dal nastro. Asta in metallo. (D.G.P. 12/02/1982) Bandiera: Drappo partito di rosso e di bianco, al centro lo stemma comunale. |           |          |
|        | Dro Campo di cielo, all'albero di ulivo fruttato, nodrito su pianura erbosa il tutto al naturale. (D.C.G. 11/08/1931) Gonfalone: Drappo di color verde, riccamente ornato di ricami d'argento e caricato dello stemma del Comune, con l'iscrizione centrata in argento: "COMUNE DI DRO". Le parti di metallo ed i nastri saranno argentati, l'asta verticale sarà ricoperta di velluto verde con bullette argentate poste a spirale. Nella freccia sarà rappresentato lo stemma del Comune e sul gambo inciso il nome. Cravatta e nastri ricolorati dai colori nazionali frangiati d'argento. (R.D. 09/10/1930) (N.B. nastro legando le fronde nella miniatura allegata al R.D. è di azzurro) |           |          |
|        | Fai della Paganella Scudo sannitico interzato in pergola rovesciata caricato a destra di un faggio sradicato d'argento, a sinistra scoscendimenti di monte d'argento, al centro castello d'argento merlato a doppia torre e finestrato con portone chiuso; il tutto sotto un colmo d'oro carico di una corona merlata di rosso. (D.G.P. 08/03/1985) (N.B. blasonatura contiene né corona né fronde) Gonfalone: Drappo rettangolare contromerlato, di colore rosso, ornato in oro con al centro lo stemma comunale, sostenuto da due esili ramoscelli di ulivo e di quercia con iscrizione Comune di Fai della Paganella in oro. Parti di metallo e nastri argentati e asta verticale ricoperta di velluto rosso. Cravatta e nastri dei colori nazionali frangiati in argento. (D.G.P. 08/03/1985) |           |          |
|        | Fiavé Blasonatura: Troncato nel 1° di verde alla ninfea d'argento, nel 2° d'oro al caratteristico reperto preistorico noto come Tazza di Fiavé, di nero. Corona: Murale di Comune. Ornamenti: A destra una fronda d'alloro fogliata al naturale fruttifera di rosso; a sinistra una fronda di quercia fogliata e ghiandifera al naturale legate da un nodo d'oro. (D.G.P. 07/06/1991) Gonfalone: Drappo del rapporto di 5/9 troncato di giallo e di verde, caricato al centro dello stemma comunale munito dei suoi ornamenti sovrastante la dicitura in argento "Comune di Fiavé", concavemente disposta, bordato e frangiato dello stesso, terminante in punta in 4 pendanti rettangolari e unito al bilico con 4 merli guelfi. Il bilico sarà appeso all'asta, foderata da una guaina di velluto verde ornato con bullette d'argento disposte a spirale, mediante un cordone del medesimo arricchito alle estremità di analoghe nappe. (D.G.P. 07/06/1991) Bandiera: Drappo di bianco, bordato di giallo, verde, bianco (dall'interno verso l'esterno), caricato nel centro dallo stemma comunale sopra la dicitura "COMUNE DI FIAVÉ" di nero. |           |          |
|        | Fierozzo / Vlarötz Blasonatura: Bandato d'azzurro e d'argento, caricato di un abete al naturale nodrito sopra un monte di verde sorgente dalla punta, scavato d'una miniera d'argento, armato al naturale, sovrastata da due martelli da minatore d'oro posti in croce di Sant'Andrea, alla stella a sei raggi d'argento posta nel cantona sinistro del capo. Corona: Murale di Comune. Ornamenti: A destra una fronda di alloro fogliata al naturale fruttifera di rosso; a sinistra una fronda di quercia fogliata e ghiandifera al naturale legate da un nastro d'argento e rosso. (D.G.P. 02/06/1989) (derivato dal sigillo tradizionale) Gonfalone: Vessillo bianco accostato da due pali di rosso, del rapporto di 5/9, bordato e frangiato d'argento, terminante in punta secondo tre pendoni - maggiore il centrale - appeso ad un bilico mediante 4 merli guelfi, recante al centro lo stemma comunale munito dei suoi ornamenti, accostato in punta dall'argentea dicitura "Comune di Fierozzo" disposta su tre righe. Il bilico sarà unito all'asta, ricoperta da una guaina dai colori alternati d'argento e rosso avvolti a spirale, mediante un cordone a nappe, d'argento. (D.G.P. 02/06/1989) Vessillo bianco accostato da due pali di rosso, del rapporto di 5/9, bordato e frangiato d'argento, terminante in punta secondo tre pendoni - maggiore il centrale - appeso ad un bilico mediante 4 merli guelfi, recante al centro lo stemma del comunale munito dei suoi ornamenti accostato, nella parte superiore dalla dicitura argentea GAMOA' VA VLAROTZ e nella parte inferiore dalla dicitura argentea COMUNE DI FIEROZZO. Il bilico sarà unito all'asta, ricoperta da una guaina dai colori alternati d'argento e rosso avvolti a spirale, mediante un cordone a nappe, d'argento. |           |          |
|        | Folgaria D'argento, a tre alberi di abete al naturale, nodriti su tre colli di un monte di verde, l'abete centrale sormontato dalla lettera maiuscola M, quello di destra dalla lettera C, e quello di sinistra della lettera F. (stemma tradizionale, riconosciuto con D.C.G. 15/08/1929) Gonfalone: Drappo del rapporto di 5/8 interzato in fascia di verde, di bianco e di rosso, caricato sulla troncatura fra bianco e rosso, dello stemma comunale, accostato in capo dalla dicitura: "Magnifica Comunità" convessamente disposta ed in punta da quella: "Folgaria" concavemente disposta; la fascia verde inoltre sarà caricata a destra dello stemma regionale e a sinistra di quello provinciale con la corona. Il tutto bordato e frangiato d'argento sarà unito al bilico mediante 5 merli guelfi e terminerà in punta a gradino rovesciato. Un cordone argenteo con analoghe nappe collegherà il bilico all'asta. (D.G.P. 20/01/1989) |           |          |
|        | Fornace D'oro, alla torre merlata alla ghibellina, al naturale, aperta e finestrata del campo. (D.C.G. 24/09/1931) blasonatura «d’oro alla torre, scalare di uno, in porfido, murata di nero, merlata alla ghibellina, di sei pezzi alla balconata e di quattro in sommità, aperta del campo ai piani terreno e primo», «dalla corona murale di Comune» e da ornamenti «a destra una fronda d’alloro fruttata di rosso, a sinistra una fronda di quercia ghiandifera al naturale, legate sotto la punta dello scudo ad un nastro azzurro». Gonfalone: Drappo del rapporto di 1/2 tagliato di rosso e di bianco; caricato al centro dallo stemma comunale munito dei suoi ornamenti sottostante l’aurea scritta «Comune di Fornace»; bordato e frangiato d'oro appeso ad un bilico unito ad un'asta foderata di velluto rosso di spirale di oro mediante un cordone a nappe d’oro. (D.G.P. 30/10/1987) |           |          |
|        | Frassilongo / Garait Scudo sannitico d'argento all'albero di frassino al naturale, nodrito da prato di verde muschio. Ornamenti: superiormente corona civica da Comune d'argento, sotto la punta fronde di olivo e di quercia fruttato al naturale legate da nastro d'argento, inferiormente cartiglio azzurro con scritta Frassilongo in nero. (D.G.P. 11/04/1986) Gonfalone: Drappo rettangolare cadente a coda di rondine, bordato e frangiato d'argento, partito in bianco e verde caricato al centro con lo stemma del Comune munito dei suoi ornamenti e denominazioni di colore argento, nella parte superiore cartiglio beige con scritta GAMOA' VA GARAIT e nella parte inferiore cartiglio beige con scritta FRASSILONGO. Il bilico sarà unito all'asta mediante un cordone a nappe, d'argento. (D.G.P. 07/04/2006) (una versione precedente del gonfalone fu approvata con D.G.P. 11/04/1986: Drappo rettangolare cadente a coda di rondine, partito in bianco e verde, caricato nel centro con lo stemma del Comune e denominazione «Comune di Frassilongo», colore nero nella parte inferiore.) |           |          |
|        | Garniga Terme Blasonatura: Partito semitroncato. Nel 1° di Garniga Antico che è d'oro all'abete al naturale accostato da tre stelle (6) rosse, due in capo ed una in punta; nel secondo d'azzurro al monte (Bondone) d'argento col sole di 12 raggi d'oro orizzontale a sinistra; nel terzo di rosso alla pianticella d'arnica al naturale, fiorita d'oro. Corona: Murale di Comune. Ornamenti: A destra una fronda d'alloro fogliata al naturale fruttifera di rosso; a sinistra una fronda di quercia fogliata e ghiandifera al naturale, legate da un nodo d'oro e di rosso. (D.G.P. 13/05/1994) (lo stemma precedente fu approvato con D.G.P. 23/03/1989: Blasonatura: D'oro all'abete al naturale accostato da tre stelle (6) due ai lati ed una in punta. Corona: Murale di Comune. Ornamenti: A destra una fronda d'alloro fogliata al naturale fruttifera di rosso; a sinistra una fronda di quercia fogliata e ghiandifera al naturale legate da un nodo di rosso e di verde.) Gonfalone: Drappo rettangolare rosso a due pali di verde, del rapporto di 5/8, a tre pendoni, bordato e frangiato d'argento, caricato al centro dallo stemma comunale munito dei suoi ornamenti sovrastante la dicitura in argento disposta su tre righe "Comune di Garniga Terme" appeso al bilico mediante tre merli guelfi. Il bilico sarà unito all'asta, ricoperta da una guaina in velluto a spirali rosse e verdi, mediante un cordone a nappe, d'argento. (D.G.P. 23/03/1989) / (D.G.P. 13/05/1994) |           |          |
|        | Giovo Scudo accartocciato troncato - semipartito, nel primo di bianco il pellicano, al naturale, con la sua pietà; nel secondo partito di verde e di rosso; superiormente una corona d'argento. (D.G.P. 30/08/1985) (una versione precedente dello stemma tradizionale fu riconosciuto con D.C.G. 28/02/1930: Troncato: nel 1° d'argento, al pellicano, al naturale, con la sua pietà; nel 2° partito di verde e di rosso.) Gonfalone: Drappo di colore rosso e verde di cm 90 x 140, terminante superiormente in merli guelfi ed inferiormente con coda a festone, esso sarà bordato con frange dorate. Al centro porterà lo stemma comunale, munito dei suoi ornamenti e della corona. Sopra lo stemma campeggerà la scritta Comune di e sotto la scritta Giovo, il tutto ricamato a lettere d’oro. Nella parte inferiore troveranno posto gli stemmi della Regione Trentino-Alto Adige, della Repubblica italiana e della Provincia di Trento. Il tutto sarà appeso, tramite i merli, ad una traversa con pomoli in ottone, la quale a sua volta sarà appesa ad un’asta cromata con lancia in sommità. Il retro del vessillo riporterà i colori della bandiera italiana, verde, bianco e rosso. (D.G.P. 01/09/2006) (una versione precedente del gonfalone fu concesso con R.D. 23/01/1930) Bandiera: Drappo troncato di rosso e di verde. |           |          |
|        | Giustino Figura dell'arrotino con campanile Parrocchiale con sfondo che raffigura la cima Presanella sovrastante il territorio di questo Comune. (D.G.P. 06/05/1983) Gonfalone: Drappo rettangolare cadente, inquartato nel 1° e 4° campo di rosso, nel 2° e 3° di bianco, caricato nel centro dello stemma comunale, sovrastante la dicitura Comune di Giustino. (D.G.P. 07/06/1985) |           |          |
|        | Grigno D'argento, alla croce latina trifogliata, di rosso, posta sopra un monte all'italiana di 11 cime (5, 4, 2) di verde, movente dalla punta, accostata dalle lettere maiuscole C e G di nero. (D.C.G. 25/09/1929) Gonfalone: Drappo troncato di verde e di rosso… (D.C.G. 06/11/1937) |           |          |
|        | Imer Blasonatura: Fasciato d’azzurro, d’argento, di rosso, la fascia centrale caricata d'una lontra passante al naturale. Corona: Civica di Comune. Ornamenti: A destra una fronda d'alloro fogliata al naturale fruttata di rosso, a sinistra una fronda di quercia ghiandifera al naturale legate da un nastro rosso. (D.G.P. 06/02/1987) Gonfalone: Drappo del rapporto di 1/2 rabescato e frangiato d'oro pendente da un bilico cui è unito da un cordone a nappa dello stesso, terminante a tre punte scalari, la maggiore a destra, caricato dallo stemma comunale munito dei suoi ornamenti, sovrastante la scritta in oro “Comune di Imer” disposta su tre righe. (D.G.P. 06/02/1987) |           |          |
|        | Isera D'argento al palazzo comunale di rosso, calzato ritondato d'azzurro, caricato a destra da uno scudetto d'argento al grappolo d'uva di Marzemino, a sinistra da un'aquila aperta d'argento, rostrata e armata d'oro, linguata di rosso; Corona: Civica di Comune. Ornamenti: A destra una fronda d'alloro fruttata di rosso, a sinistra una fronda di quercia ghiandifera al naturale. (D.G.P. 27/09/1985) (parzialmente derivato da un sigillo tradizionale: al grappolo d'uva di azzurro fogliato di verde) Gonfalone: Drappo rettangolare bianco, incalzato d'azzurro, del rapporto di 5/8 appeso ad un bilico, terminante in fondo a coda di rondine aperta, bordato e frangiato d'oro, caricato al centro dello stemma comunale, completo dei suoi ornamenti, sovrastato dalla scritta in oro, disposta ad arco "Comune di Isera". Il tutto sostenuto da un'asta ricoperta di velluto azzurro, ornata da un nastro a spirale, cui il bilico sarà appeso mediante un cordone terminante a nappe, il tutto d'oro. (D.G.P. 27/09/1985) Bandiera: Drappo di bianco, con al centro lo stemma comunale sotto la dicitura "COMUNE DI ISERA". |           |          |
|        | Lavarone Troncato: nel 1º di rosso, alla lettera maiuscola M d'argento; nel 2º fasciato ondato nebuloso di quattro pezzi d'argento e di verde. (D.C.G. 19/05/1930) Gonfalone (non approvato con R.D. / D.C.G. / D.P.R. / D.G.P.): Drappo cadente partito di bianco e di rosso, con al centro lo stemma comunale munito dei suoi ornamenti, sotto la dicitura d'argento "Comune di Lavarone". |           |          |
|        | Lavis Troncato d'azzurro e di rosso, a tre verghe d'oro, legate da un nastro d'argento, attraversanti. (D.C.G. 09/08/1929) (derivato dal sigillo tradizionale) Gonfalone (come approvato): Drappo rettangolare di cm. 90 x cm 180, del colore di due smalti dello stemma, l’azzurro e il rosso, divisi in due campi sovrapposti e di eguale altezza, aventi le seguenti caratteristiche: 1. il drappo è sospeso mediante un bilico mobile ed un’asta metallica e terminata in punta da una freccia; 2. il gonfalone ornato e frangiato è caricato, al centro, dallo stemma del Comune sormontato dall’iscrizione centrata e convessa verso l’alto, con lettere maiuscole romane, COMUNE Dl LAVIS; 3. la cravatta frangiata consiste in nastri tricolorati dai colori nazionali; 4. le parti metalliche del gonfalone sono argentate, come lo sono analogamente i ricami (che vogliono rappresentare la vite quale coltura storicamente caratterizzante il territorio), i cordoni e l’iscrizione. (D.G.P. 11/04/2014) Gonfalone (come usato da ca1980): Drappo rettangolare cadente, troncato di azzurro e di rosso, appeso al bilico mediante 6 merli guelfi, terminante al ventame in grande punta centrale; il centro è caricato dello stemma comunale con corona murale; la dicitura orizzontale COMUNE DI LAVIS (in due righe) è collocata nella parte inferiore della fascia rossa. Bandiera: Drappo troncato di azzurro e di rosso, nel centro un riquadro bianco con lo stemma comunale munito dei suoi ornamenti. |           |          |
|        | Ledro Scudo ovale caricato all’apice lungo la curvatura marginale dalla scritta COMUNITAS LEUDRI contornante un cartiglio di carta pecora arricciato ai bordi a significare i poteri giudiziario e legislativo esercitati dal governo della Comunitas. Al centro del cartiglio troneggia una pianta di pino silvestre dal verde fogliame e tronco unico eretto con al suolo un tappeto di felci ad indicare le selve nostrane ed all'orizzonte una linea leggermente ondulata di colore blu che attraversa lo spazio raccolto dal cartiglio per rappresentare il lago di Ledro. Lo scudo sarà bordato in oro ed oro sarà la scritta COMUNITAS LEUDRI”. (D.G.P. 23/12/2010) (derivato dal sigillo tradizionale: nello scudo troncato un albero frondifero) Gonfalone: Drappo di formato standard 5/8 tagliato in diagonale risalente verso destra, di colore verde la parte superiore ed azzurra l’inferiore, ove il verde sta ad indicare il bosco e la civiltà delle persone e l’azzurro il colore del lago nostro, intagliato superiormente in 6 merli ghibellini. Nella parte centrale sarà caricato dallo stemma con i suoi ornamenti, stemma sormontato dalla denominazione COMUNITAS LEUDRI. Intorno allo stemma, posti a cerchio, sono posti gli stemmi degli ex comuni della Valle di Ledro: da sinistra risalendo in senso orario: Molina di Ledro, Pieve di Ledro, Bezzecca, Concei, Tiarno di Sotto e Tiarno di Sopra. Nella parte inferiore (ventone), il drappo terminerà intagliato in tre bandoni, il centrale più lungo. Il drappo sarà bordato e frangiato in oro e d’oro saranno le lettere maiuscole componenti la scrittura di denominazione COMUNE DI LEDRO. Il bilico, che attraversa i merli, sarà unito all’asta con cordone d’oro ed analoghe nappe. (D.G.P. 23/12/2010) |           |          |
|        | Levico Terme Blasonatura: D'azzurro, a tre colonne d'ordine dorico di calcare rosa al naturale poste una accanto all'altra, cimato da un crescente montante figurato d'argento, accollate ad un ramo di alloro ed uno di olivo, fruttati, al naturale, decussati, legate da una lista bifida svolazzante, d'argento, con la scritta PAX in nero; Corona: Murale di città. Ornamenti: A destra una fronda d'alloro fogliata al naturale, fruttifera di rosso; a sinistra una fronda di quercia fogliata e ghiandifera al naturale, legate da un nastro d'argento e d'azzurro. Motto: "DONEC AUFERATUR LUNA" scritto in nero su un breve d'argento appeso alle fronde. (D.G.P. 13/05/1994) (versioni precedenti dello stemma usato da ca1533 furono approvati con Deliberazione Imperiale 01/04/1894 e D.C.G. 31/01/1929) Gonfalone: Drappo del rapporto di 5/9, azzurro interzato di giallo terminante in coda di rondine, aperto al bilico di quattro finestrelle rettangolari, ornato e frangiato d'oro, caricato al centro dello stemma munito dei suoi ornamenti posto sulla fascia gialla, con la corona nella fascia azzurra superiore: il tutto accompagnato in capo dalla dicitura "CITTÀ" e in punta "DI LEVICO TERME". Il bilico sarà unito all'asta, ricoperta da una guaina in velluto a spirali alternate gialle e azzurre mediante un cordone, a nappe, d'oro. (D.G.P. 13/05/1994) (un gonfalone precedente fu approvato con D.G.P. 01/10/1982: Drappo rettangolare cadente, partito oro e azzurro, lato inferiore con tre code caricato da un lato dello stemma comunale contornato da corona di rami di quercia e dall'altro lato della iscrizione centrata "Comune di Levico Terme" - asta in metallo.) |           |          |
|        | Livo Blasonatura: D'argento, al basilisco spiegato di nero armato e nervato d'oro, la cresta, le fauci, la lingua, i lumi di rosso. Corona: Murale di Comune. Ornamenti: A destra una fronda d'alloro fogliata al naturale fruttata di rosso, a sinistra una fronda di quercia fogliata e fruttifera al naturale; entrambe legate da un anello d'oro. (D.G.P. 14/04/1988) Gonfalone: Vessillo rosso del rapporto di 5/8 terminante in coda di rondine, caricato al centro da una rosa araldica a doppio giro di 6 petali, con i sepali del calice, d'oro, caricata a sua volta dello stemma comunale completo dei suoi ornamenti e sovrastante la scritta in oro: "Comune di Livo". Il tutto, bordato a frangiato d'oro, unito all'asta, foderata di rosso e avvolta d'argento, mediante un cordone a nappe anch'essi d'oro. (D.G.P. 14/04/1988) Bandiera: Drappo di bianco, alla banda di nero, con al centro lo scudo dello stemma comunale. |           |          |
|        | Lona-Lases Forma di Scudo sannitico: Troncato: nel primo d'azzurro al cubetto di porfido d'oro con il quartier franco d'argento caricato di una pigna di cembro al naturale; nel secondo d'argento a due fasce ondate spigolose d'azzurro; il tutto attraversato da una fascia di rosso posta sulla troncatura. Corona: Civica di Comune. Ornamenti: A destra una fronda d'alloro fogliata al naturale fruttata di rosso, a sinistra una fronda di quercia fogliata e ghiandifera al naturale, legate da un nodo d'oro. (D.G.P. 31/08/1984) Gonfalone: Drappo rettangolare azzurro del rapporto di 5/9, appeso ad un bilico mediante tre merli guelfi e terminante a ventame a coda di rondine, caricato al centro di un quadrato bianco recante al centro lo stemma comunale, munito dei suoi ornamenti, il tutto sovrastante la scritta: Comune / di / Lona-Lases disposta su tre righe. Passamaneria, frange, scritta, saranno d'argento. Il bilico sarà appeso all'asta, ricoperta da una guaina di velluto dai colori bianco ed azzurro disposti a spirale, mediante un cordone, a nappe, d'argento. (D.G.P. 05/09/1994) |           |          |
|        | Luserna / Lusérn Punta e mazzuolo su sfondo rappresentante pietra bocciardata delimitata da una cornice della stessa pietra e sormontata in alto dalla scritta - Lusern -. (D.G.P. 26/03/1982) Gonfalone: Drappa che rispecchia la forma semplice dello scudo che ricomprende lo stemma comunale. I colori del gonfalone sono: azzurro nella metà divisa in diagonale verso l'angolo in alto a sinistra, e bianco nell'altra metà, con richiamo ai colori della Baviera, terra di remote origini degli abitanti e della lingua locale, ma anche al luminoso azzurro dell'aria pura dei monti ed al candore delle nevi della lunga stagione invernale di Luserna. Il drappo è completato dalla dizione del comune in entrambe le lingue ufficial mente riconosciute: KAMOU VO LUSERN e COMUNE DI LUSERNA. (D.C.C. 13/05/2005) |           |          |
|        | Madruzzo Troncato d'azzurro e di rosso da una fascia ondata partita d’argento e d’azzurro: nel 1° alla torre quadrata d’argento, merlata alla guelfa di 4 pezzi e finestrata di due del campo, fondata sulla partizione; nel 2° al grappolo d'uva (4, 3, 2, 1) d’oro stilizzato. Ornamenti esteriori da Comune; attorno all'incontro delle fronde si avvolge un nastro tricolore, non annodato. (D.G.P. 07/12/2017) Gonfalone: Drappo bianco di cm. 180×90, bordato e frangiato d’argento e caricato dello stemma comunale con l’iscrizione centrata e convessa verso l’alto in argento: COMUNE DI MADRUZZO, sospeso mediante un bilico mobile ad un’asta ricoperta di velluto dello stesso colore del drappo, fissato a spirale con bullette. L’asta termina in alto con una freccia sulla quale è riprodotto l’emblema della Repubblica ed è ornata da una cravatta frangiata in nastro tricolorato dai colori nazionali. Le parti metalliche del gonfalone, le frange, i cordoni, le bullette, oltre che l’iscrizione, sono argentati. (D.G.P. 07/12/2017) |           |          |
|        | Malé D'argento, all'albero di melo sradicato e fruttato di otto, al naturale, coi rami passati in doppia croce di Sant'Andrea. (stemma tradizionale, riconosciuto con D.C.G. 09/09/1929) Gonfalone: Drappo rettangolare cadente, partito azzurro, lato inferiore con tre code ornate di arabeschi e frange; caricato al centro dello stemma comunale contornato dall'iscrizione centrale "Comune di Malè" e da corona di rami di ghiande uniti dal nastro. Asta in metallo. (D.G.P. 08/06/1984) |           |          |
|        | Massimeno Scudo partito e tagliato, il primo d'azzurro alla cascata di Lares d'argento e il secondo di verde al Lilium Martago al naturale. Ornamenti esterni da Comune: superiormente corona merlata alla ghibellina; inferiormente a destra e a sinistra un ramo fruttato di alloro entrambi legati sotto la punta da un nastro d'oro. (D.G.P. 13/06/1986) Gonfalone: Campo diviso verticalmente in n. 2 settori di uguali dimensioni, quello di sinistra di colore verde e quello di destra di colore bianco, con bordo inferiore merlato. Al centro sovrastato dalla scritta "Comune di Massimeno", è riprodotto lo stemma comunale costituito da: scudo partito e tagliato, il primo d'azzurro alla cascata di Lares d'argento ed il secondo di verde al Lilium Martago naturale, ornato superiormente da corona merlata alla ghibellina ed inferiormente a destra ed a sinistra da un ramo fruttato di alloro entrambi legati sotto la punta da un nastro d'oro. (D.G.P. 06/02/1987) (retro del gonfalone: di verde.) |           |          |
|        | Mazzin / Mazin Blasonatura: Lo scudo appuntito è interzato in contro pergola, al cuore si divide in tre campi, uno al cantone destro della punta, uno al cantone sinistro della punta ed uno al capo. Alla mezza punta su campo smaltato azzurro comparirà in ¾ una ruota di mulino di porpora. Al cantone destro su campo Argento un Trollius europaeus L. (Botton d’oro) tronco, di giallo il fiore e di verde il gambo. Al cantone sinistro su campo giallo una Campanula Scheuchzeri Vill. (Campanella di Scheuchzeri) tronca, di azzurro il fiore e di verde il gambo. Corona: Murale di Comune con tre merletti (simbolo delle tre comunità del Comune). Ornamenti: A destra una fronda di quercia fogliata di verde o al naturale e ghiandifera di giallo, a sinistra una fronda d’alloro fogliata di verde o al naturale fruttifera di rosso. Le fronde troncate sono avvinte alla base da un’annodatura di azzurro ed argento alla destra e verde ed argento alla sinistra. (Azzurro, bianco e verde sono i colori della Bandiera Ladina) Compare un cartiglio in argento con dicitura in lingua ladina, tripartita da sinistra a destra “Fontanac Mazin Ciampestrin”. (D.G.P. 03/10/2008) (stemma precedente: Scudo suddiviso verticalmente in due parti: a sinistra, su campo argento, un abete su pendio al verde; a destra, su campo azzurro, una vetta stilizzata all'argento. (D.G.P. 21/04/1978)) Gonfalone: Drappo: Il campo del drappo riprenderà la sequenza dei colori della bandiera storica del Comune di Mazzin – Mazin. In bande verticali da destra porpora, giallo, azzurro, bianco, verde, rosso, ocra, azzurro, porpora. Al capo le bande minori da destra giallo, azzurro, porpora, verde, bianco, azzurro, rosso, bianco, ocra. Al cuore lo Stemma comunale con ornamenti. Schiena campo di bianco. (D.G.P. 03/10/2008) (gonfalone precedente: Drappo rettangolare cadente, partito azzurro e argento; lato inferiore con tre code ornate di arabeschi e di frange; caricato nel centro dello stemma comunale contornato dall'iscrizione centrata "Comune di Mazzin" e da corona do rami di lauro e di rami di quercia - asta in metallo argentato. (D.G.P. 21/04/1978))) Bandiera: Drappo palato di nove strisce di porpora, giallo, azzurro, bianco, verde, rosso, ocra, azzurro, porpora; al centro lo stemma comunale munito dei suoi ornamenti sopra la dicitura di bianco "Comune di Mazzin". |           |          |
|        | Mezzana Blasonatura: Scudo angolato in campo azzurro con torre rotonda color mattone, con tre merli alla sommità, con tre finestre aperte e con porta medesimamente aperta, una stella a sei punte per parte di detta torre e nella sommità della medesima una bandiera mezza bianca e mezza rossa, dintorno rami di quercia ed alloro fruttati, trattenuti da nastro bianco. Corona superiore da Comune. (D.G.P. 19/10/1984) Gonfalone: Drappo di color rosso carminio, riccamente ornato di ricami d'oro e caricato dello stemma sopra descritto con l'iscrizione centrale in oro: "COMUNE DI MEZZANA". Le parti di metallo ed i nastri saranno dorati. L'asta verticale sarà ricoperta da velluto rosso carminio, con bullette dorate poste a spirale. Nella freccia sarà rappresentato il nome. Cravatta e nastri tricolori da i colori nazionali frangiati d'oro. (D.G.P. 19/10/1984) |           |          |
|        | Mezzano Blasonatura: Partito d’azzurro e d’argento. Nel primo la caratteristica lontra del Primiero, d’argento; nel secondo S. Giorgio, nella sua iconografia, appiedato, armato d’oro, ornato da un mantello fiammeggiante di rosso, trafiggente il dragone di verde crestato di rosso. Corona: Murale di Comune. Ornamenti: A destra una fronda d’alloro fogliata al naturale fruttifera di rosso; a sinistra una fronda di quercia fogliata e ghiandifera al naturale legate da un nodo d’argento e d’azzurro. (D.G.P. 07/07/1989) (derivato dallo stemma tradizionale: di azzurro alla salamandra) Gonfalone: Drappo partito d’azzurro e di bianco, ornato e frangiato d’argento, terminante al ventame in tre pendoni, caricato dallo stemma comunale munito dei suoi ornamenti, accompagnato in capo dalla dicitura “Comune” e in punta “di Mezzano” disposta su due righe, ricamata in argento, pendente da un bilico. Il bilico sarà unito all’asta, ricoperta da una guaina in velluto dai colori azzurro e bianco disposti a spirale, da un cordone a nappe, d’argento. (D.G.P. 07/07/1989) |           |          |
|        | Mezzocorona D'azzurro, allo scaglione d'argento, accompagnato in punta da un monte di tre colli di verde, sormontato da una corona d'oro. (stemma tradizionale, riconosciuto con D.C.G. 10/09/1929) Gonfalone: Drappo interzato in fascia di verde, di bianco e di giallo… (R.D. 27/05/1929) Bandiera: Drappo interzato in palo di verde, di bianco e di giallo, con al centro lo stemma comunale. |           |          |
|        | Mezzolombardo D'azzurro, a due chiavi decussate d'oro, sormontate da una corona all'antica dello stesso ed accompagnate nell'angolo destro, in capo e nell'angolo sinistro dalle iniziali M.S.P. d'argento. (stemma tradizionale, riconosciuto con D.C.G. 06/03/1930) Gonfalone: Drappo cadente rettangolare, partito di bianco e di azzurro; al centro lo stemma comunale munito dei suoi ornamenti sopra la dicitura d'argento "Comune di Mezzolombardo". (D.C.C. 23/05/1996) Bandiera: Drappo troncato di bianco e di azzurro. |           |          |
|        | Moena Partito di rosso e di argento, al rematore su barca, il tutto al naturale, vogante in una campagna mareggiata di azzurro e di argento, sormontato da una croce pomata d'oro. Ornamenti esteriori da Comune. (D.C.G. 13/08/1929) Gonfalone: Sul gonfalone comunale, costituito da un drappo partito di panno bianco e rosso, ornato con ricami d'argento e da fronde di quercia e d'alloro, è caricato lo stemma, sormontato dalla corona civica di Comune, che rappresenta un barcaiolo, impegnato a traghettare dalla notte al giorno, rispettivamente indicati col colore rosso e bianco e sormontati dalla croce. (R.D. 04/07/1929) |           |          |
|        | Molveno Inquartato: nel 1° e 4° troncato d'argento e di verde, l'argento caricato di una stella di rosso; nel 2° di rosso, ad un crescente volo d'argento; nel 3° pure di rosso, al crescente rivoltato d'argento. Lo scudo sarà sormontato dalla Corona di Comune. (D.C.G. 22/05/1929) Gonfalone: Il gonfalone consistente in un drappo di colore azzurro della foggia regolamentare caricato dello stemma sopradescritto, sormontato dalla iscrizione centrata in argento: "COMUNE DI MOLVENO". (D.C.G. 22/05/1929) Bandiera: Drappo di azzurro, con al centro lo stemma comunale sotto la dicitura d'argento "Comune di Molveno". |           |          |
|        | Mori Blasonatura: D'argento al moro al naturale fruttifero di nero, radicato in campagna di verde. Corona: Murale di Borgata. Ornamenti: A destra una fronda d'alloro fogliata al naturale fruttifera di rosso; a sinistra una fronda di quercia fogliata e ghiandifera al naturale. (D.G.P. 13/12/1988) (stemma tradizionale, riconosciuto con D.C.G. 17/12/1936) Gonfalone: Drappo rettangolare del rapporto di 5/8 costituito da due teli verdi al bilico ed al battente e da uno bianco centrale, interzati in fascia, caricato al centro dello stemma comunale munito dei suoi ornamenti. Il tutto bordato e frangiato d'argento. Un cordone ad analoghe nappe unirà il bilico all'asta, che sarà foderata di velluto verde ornato da un nastro a spirale d'argento. (D.G.P. 13/12/1988) |           |          |
|        | Nago-Torbole Scudo araldico sannitico spaccato, nel primo di rosso a due torri in argento poste di spigolo aperte e finestrate, merlate alla guelfa. Le torri sono sormontate da un cavallo bianco rampante. Il secondo spaccato dello scudo è costituito da un lago ondato in azzurro e argento. Il tutto sormontato da corona murale e segni esterni di Comune (fronde di lauro e di quercia). (D.G.P. 22/10/1982) (derivato dallo stemma tradizionale) Gonfalone: Drappo rettangolare cadente con lato superiore merlato; campo spaccato in bianco-argento ed in rosso, caricato dello stemma comunale contornata dalla scritta Comune di Nago-Torbole in oro. (D.G.P. 20/01/1983) |           |          |
|        | Nogaredo D'azzurro, all'albero di noce al naturale, nascente da prato verde, accostato dalle lettere maiuscole C N. (D.G.P. 27/01/1984) Gonfalone: Vessillo rettangolare del rapporto di 2 a 1 appeso ad un bilico il cui drappo rettangolare rosso carminio sarà caricato al centro dello stemma comunale sovrastato dalla scritta d'oro disposta ad arco su tre righe "Comune di Nogaredo." Il tutto sostenuto da un’asta foderata in velluto rosso carminio, ornata di un nastro a spirale, il cui bilico sarà appeso mediante un cordone terminante a nappe, il tutto dorato. (D.G.P. 06/02/1987) Bandiera: Drappo di bianco, con al centro lo stemma comunale munito dei suoi ornamenti. |           |          |
|        | Nomi Blasonatura: Di rosso al fiore d'argento gambuto, aperto di sei petali lanceolati, accompagnato da due foglie dello stesso frastagliate, nascenti dal piede del gambo. Corona: Murale di Comune. Ornamenti: A destra una fronda d’alloro fogliata al naturale fruttifera di rosso; a sinistra una fronda di quercia fogliata e ghiandifera al naturale legate da un nodo d’argento e di rosso. (D.G.P. 07/07/1989) (derivato dal sigillo tradizionale: fiore simile a una stella alpina) Gonfalone: Drappo rosso del rapporto di 1/2 recante al centro un riquadro bianco caricato dello stemma comunale munito dei suoi ornamenti sovrastante la dicitura "Comune di Nomi" disposta su tre righe, bordato, ricamato, frangiato d'argento terminante al ventame in tre pendoni appuntiti ed al bilico in quattro merli guelfi. Il bilico sarà unito all'asta, foderata da una guaina di velluto dai colori alternati bianco e rosso disposti a spirale, mediante un cordone di nappe d'argento. (D.G.P. 07/07/1989) |           |          |
|        | Novaledo Blasonatura: Di rosso al castello d'argento sorgente da una palude d'azzurro murato di nero, turrito di due pezzi merlati alla guelfa, finestrati del campo, uniti da una cortina aperta di un portale antistante un ponte d'oro proteso sull'acqua. Corona: Murale di Comune. Ornamenti: A destra una fronda d'alloro fogliata al naturale fruttifera di rosso; a sinistra una fronda di quercia fogliata e ghiandifera al naturale legate da un nastro bianco e rosso. (D.G.P. 03/02/1989) Gonfalone: Drappo rettangolare bianco del rapporto di 5/8 bordato d'argento caricato al centro da un palo di giallo largo 1/11 del totale accostato a ciascun lato da un palo rosso (2/11) terminante in punta in sei merli guelfi capovolti frangiati d'argento, recanti al centro lo stemma comunale munito dei suoi ornamenti sormontato dalla scritta "Comune" e sovrastante quella di "Novaledo" pure in argento. Il tutto appeso ad un bilico legato all'asta - foderata da guaina a spirale rossa gialla bianca - mediante un cordone a nappe d'argento. (D.G.P. 03/02/1989) |           |          |
|        | Novella no stemma, no gonfalone |           |          |
|        | Ospedaletto Blasonatura: D'argento alla croce passante di rosso accantonata d'azzurro caricato di un crescente d'oro nel 1° e di nero ad un sole d'oro nel 2°. Corona: Murale di Comune. Ornamenti: A destra una fronda d'alloro fogliata al naturale fruttifera di rosso, a sinistra una fronda di quercia fogliata e ghiandifera al naturale. (D.G.P. 14/04/1988) Gonfalone: Drappo del rapporto di 5/9 composto da tre teli, bianco, rosso, bianco, larghi rispettivamente 1/4, 1/2, 1/4 della larghezza totale, verticalmente disposti, terminante a coda di rondine in punta, aperto di due finestrelle quadrate in capo al palo rosso, il tutto bordato e frangiato d'argento. Al centro sarà lo stemma comunale, composto dei suoi ornamenti, sovrapposto alla scritta in oro: "Comune di Ospedaletto" disposta su tre righe. D'argento sarà anche il cordone ad analoghe nappe che lega il bilico all'asta, questa foderata di rosso con guarnizione a spirale, d'argento. (D.G.P. 14/04/1988) |           |          |
|        | Ossana Campo di cielo, al castello torricellato di un pezzo, merlato alla ghibellina, di rosso, fondato su pianura di verde, aperto e finestrato del campo, murato di nero. (R.D. 23/08/1929) Gonfalone: Drappo rettangolare del rapporto di 5/9, terminante in quattro merli guelfi capovolti; bianco, chiuso ai lati da due pali d'azzurro, caricato al centro da un palo troncato di rosso e di verde; il tutto pendente da un bilico, sarà bordato e frangiato d'argento e recherà al centro lo stemma comunale munito dai suoi ornamenti, sovrastante l'argentea dicitura: "COMUNE DI OSSANA", concavemente disposta. Il bilico sarà appeso all'asta, coperta da una guaina di velluto verde mediante un cordone a nappe, d'argento. (D.G.P. 02/03/1992) Bandiera (verticale): Drappo pendente di bianco, chiuso ai lati da due pali d'azzurro, caricato al centro da un palo troncato di rosso e di verde; al centro lo stemma comunale con la corona da Comune. |           |          |
|        | Palù del Fersina / Palai en Bersntol Blasonatura: D'argento all'aquila spiegata di nero seminata d'oro beccuta e armata dello stesso, linguata di rosso, sormontata da una stella radiosa a cinque punte, d'oro. Corona: Murale di Comune. Ornamenti: A destra una fronda d'alloro fogliata al naturale fruttifera di rosso, a sinistra una fronda di quercia fogliata e ghiandifera al naturale legate da un nastro tricolore. (D.G.P. 17/04/1987) / (D.G.P. 06/05/2005) Gonfalone: Vessillo del rapporto di 1:2, partito di bianco e di giallo, unito al bilico da tre merli guelfi ribassati, terminante in coda di rondine, recante al centro lo stemma comunale munito dei suoi ornamenti sovrastante la scritta: “PALAI EN BERNSTOL” e sottostante la scritta “PALU’ DEL FERSINA”. (D.G.P. 06/05/2005) (la versione precedente del gonfalone fu approvato con D.G.P. 17/04/1987: Vessillo del rapporto di 1:2, partito di bianco e di giallo, unito al bilico da tre merli guelfi ribassati, terminante in coda di rondine, recante al centro lo stemma comunale munito dei suoi ornamenti sovrastante la scritta «Comune di Palù del Fersina».) |           |          |
|        | Panchià Blasonatura: Trinciato di rosso e di verde alla cotissa ondata d'argento, caricato di una pianta di miglio d'oro fruttata d'argento, attraversante in palo sul tutto; il capo d'azzurro al monte di tre cime d'argento. Corona: civica di Comune. Ornamenti: A destra una fronda d'alloro, fogliata al naturale, fruttata di rosso, a sinistra una fronda di quercia, ghiandifera al naturale; entrambe legate da un nodo d'oro. (D.G.P. 05/10/1984) Gonfalone: Parte anteriore: drappo di seta rettangolare terminante a tre punte, frangiato d'argento, di colore blu, ornato di ricami d'argento e caricato al centro dello stemma comunale. Nella parte superiore della corona civica l'iscrizione "Comune di Panchià". Parte posteriore: drappo di seta, suddiviso in sette banche verticali: colorate, da sinistra nell'ordine: arancione, verde, rosso, azzurro, arancione, giallo, verde. (D.G.P. 07/06/1985) |           |          |
|        | Peio Colonna-piedistallo di color oro von ombreggiatura in rosso, sormontato in alt da capitello dorico di argento tratteggiato nero; doppia vasca per raccolta acqua di colore oro tratteggiato nero con ai lati due cascatelle d'acqua azzurra cadenti dalle due vasche e al centro una cascatella che sfiora dalla vasca superiore. (D.G.P. 12/12/1982) Gonfalone: Drappo: di seta rettangolare terminante a tre punte, frangiato d'argento, suddiviso in due bande verticali di cui quelle a destra di colore azzurro, quella a sinistra di colore giallo, riccamente ornato di ricami d'argento e caricato nel centro dello stemma comunale contornato dall'iscrizione su svolazzo pergamenato di colore rosa "De admirando dei Dono", inserita fra i rami fruttati di quercia e alloro. Nella parte superiore della corona civica l'iscrizione "Comune di Pejo". L'asta verticale sarà ricoperta da velluto azzurro con bulette argentate poste a spirale. Cravatta e nastri dai colori nazionali, frangiato d'argento. (D.G.P. 18/01/1985) |           |          |
|        | Pellizzano D'argento sormontato di rosso, ai tre campanili al naturale, sostenuti di verde; d'azzurro alle tre stelle, al giglio ed al cane rampante. (D.P.G.R. 19/11/1969) Gonfalone (non approvato con D.P.G.R. / D.G.P.): Drappo cadente terminante a tre punte, interzato in sbarra di rosso, di bianco e di verde, con al centro lo stemma comunale sotto la dicitura d'argento "Comune di Pellizzano". Retro: di verde. |           |          |
|        | Pelugo Scudo sannitico - d'azzurro al colle di verde broccato sul quale sorgono una torre, un campanile ed un tempio diroccato, tutti d'oro con ai piedi la scritta in nero in fascia d'oro "Penes lucum". (D.G.P. 15/06/1984) Gonfalone: Drappo rettangolare cadente frangiato in basso d'oro, di colore marrone chiaro, caricato nel centro dello stemma comunale con sopra la scritta in oro "Pelugo" e ornamento di rami fruttati. Asta di metallo. (D.G.P. 15/06/1984) |           |          |
|        | Pergine Valsugana Scudo sannitico troncato, di rosso alla lettera P oro in caratteri gotici di verde alla fascia azzurra increspata di onde d'argento. Ornamenti: corona civica di Comune colore oro e fronde di quercia laterali pendenti colore oro. (stemma tradizionale, riconosciuto con D.G.P. 11/04/1986) Gonfalone: Drappo rettangolare cadente a coda di rondine, partito di bianco e rosso, caricato nel centro con lo stemma del Comune e denominazione «Comune di Pergine Valsugana» colore oro, nella parte inferiore. (D.G.P. 11/04/1986) |           |          |
|        | Pieve di Bono-Prezzo Sopra una campagna di rosso, una montagna di verde che entra in un cielo d'azzurro con due cime identiche, stilizzate in forma di bassi triangoli che toccano i fianchi, caricate quella a destra d'un trifoglio d'argento e quella a sinistra d'una ruota di carro a 12 raggi, d'argento. Sulla campagna, posato in fascia, è cucito un colonnato di 6 colonne, con basamenti e capitelli, che reggono 5 archi a tutto sesto ed un architrave rettangolare: il tutto al naturale. Ornamenti esteriori di Comune: le fronde in decusse legate da un nastro tricolore con svolazzi intagliati. (D.G.P. 02/02/2018) Gonfalone: Drappo rettangolare, di colore bianco avorio, riccamente ornato e frangiato, caricato nel centro dello stemma del nuovo Comune. Sopra lo stemma, in colore rosso, le maiuscole: "COMUNE DI PIEVE DI BONO-PREZZO" su due linee arcuate, le prime due parole in caratteri minori. Sotto lo stemma, in posizione centrale ed in fascia, la scritta in nero ed in caratteri piccoli: "Provincia di Trento". (D.G.P. 02/02/2018) |           |          |
|        | Pieve Tesino Di rosso, a tre torri d'oro, aperte e finestrate del campo, murate di nero e sormontate da una crocetta, pure d'oro, poste sopra un monte di tre colli di verde, movente dalla punta. Motto: "Fortes in fide". (stemma tradizionale, riconosciuto con D.C.G. 23/10/1928) Gonfalone: Drappo rettangolare di stoffa rossa nella parte superiore e gialla in quella inferiore, terminata a tre bandoni a forma di vaio irregolare, il centrale più lungo, riccamente ornato con ricami d'argento e caricato dello stemma del Comune, sormontato dall'iscrizione centrata Comune di Pieve Tesino e sotto, il motto Fortes in Fide. La stoffa sarà inchiodata per il lato corto superiore ad un'asta orizzontale con pomi artisticamente argentati alle due estremità e sospesa, mediante lacci dello stesso, con fiocchi simili pendenti dai due lati del gonfalone, ad altra asta verticale ricoperta di velluto rosso con bullette di metallo bianco poste a spirale e cimata da una freccia con gambo di metallo argentato con lo stemma del Comune stesso. Cravatta e nastri tricolorati dai colori nazionali, frangiati d'argento. (D.C.G. 23/10/1928) |           |          |
|        | Pinzolo D'argento, al rododendro, fiorito di tre al naturale. Lo scudo sarà fregiato di ornamenti da Comune. (R.D. 28/06/1928) Gonfalone (non approvato con D.G.P.): Drappo cadente, terminante al bilico in sei merli guelfi e al ventame in quattro pendoni rettangolari, di rosso carminio, con al centro lo stemma comunale munito dei suoi ornamenti sotto la dicitura "Comune di Pinzolo". |           |          |
|        | Pomarolo Blasonatura: D'argento al melo al naturale fruttato d'oro; nodrito su una campagna di verde. Corona: Murale di Comune. Ornamenti: A destra una fronda d'alloro fogliata al naturale fruttifera di rosso, a sinistra una fronda di quercia e ghiandifera al naturale sostenente un breve d'oro con il motto in lettere nere: "Ex fructibus arbos". (D.G.P. 08/04/1988) (versioni precedenti dello stemma erano stati concesse/approvate con R.D. 20/11/1930 e D.G.P. 08/03/1985: Scudo gotico antico - D'azzurro alla pianura di verde nascente in punta e nodrita di un albero di melo fogliato e fruttato. Al tronco è accostata la scritta maiuscola EX.FRUCTI-BUS.ARBOS.) Gonfalone: Drappo rettangolare del rapporto di 5/9, di colore azzurro, bordato e frangiato d'oro, caricato al centro dello stemma comunale sovrastato dalla scritta aurea: "Comune di Pomarolo", pendente da un bilico appeso - mediante cordone a nappe dorati - ad un'asta ricoperta di velluto azzurro, ornata da un nastro a spirale d'argento. (D.G.P. 08/04/1988) |           |          |
|        | Porte di Rendena D’azzurro, ad un grande bisante color panna, caricato nella metà inferiore d’una montagna d’azzurro dal profilo caratteristico, che con la cima raggiunge il centro del bisante, attraversata in banda da un nevaio che si allarga ondoso dalla cima fino al basso. Poco sopra la cima, una grande aquila spiegata e rivolta, stilizzata e tutta d’oro, che si sovrappone all’orlo del bisante ed entra con la metà superiore nel campo. Ornamenti esteriori di Comune; le fronde legate da un nodo di rosso. Sotto lo stemma, la scritta in nero: “Comune di / Porte di Rendena”. (D.G.P. 26/05/2017) Gonfalone: Drappo quadrangolare in velluto di formato standard (1 metro per 2), diviso verticalmente; metà color oro e metà color panna, bordato e frangiato, sospeso al bilico da 5 merli ghibellini; il bilico è unito all'asta con cordone ed analoghe nappe argentate. Nella freccia metallica è riprodotto lo stemma del Comune e sul gambo la scritta "Porte di Rendena": sotto la freccia, una cravatta frangiata tricolore. L'asta è ricoperta di velluto dei colori del drappo con bullette metalliche d’argento disposte a spirale. Nella parte inferiore il drappo termina intagliato in 5 bandoni rettangolari ornati di frange. Al centro la riproduzione dello stemma, con gli ornamenti esteriori, sovrastata dalla scritta in nero curvata verso l'alto: “Comune di / Porte di Rendena”. (D.G.P. 26/05/2017) |           |          |
|        | Predaia Scudo interzato in pergola rovesciata: d'oro, d'azzurro e di verde caricato di cinque stelle d'argento, sormontato da uno scaglione d'argento dal quale in punta nasce la lettera P maiuscola di nero. Corona: Murale di Comune. Ornamenti: a destra una fronda d'alloro fogliata al naturale fruttifera di rosso; a sinistra una fronda di quercia fogliata e ghiandifera al naturale legate da un nastro di rosso contornato di nero. (D.G.P. 15/09/2017) Gonfalone: • Dimensioni: cm 90 per cm 180, • Drappo rettangolare cadente, di colore bianco, terminante con bordo a due angoli rientranti con frangia argentata e con barre laterali rosse e caricato al centro dello stemma comunale ed in basso della scritta dorata COMUNE DI PREDAIA, sospeso mediante un bilico mobile ad un’asta"Dimensioni: cm 90 per cm 140. (D.G.P. 15/09/2017) (Retro del gonfalone: di rosso) |           |          |
|        | Predazzo Scudo troncato: al primo d'argento, agli attrezzi da muratore, costituiti da una livella al naturale, attraversata da una squadra diritta, e da due mazze poste in croce, tutti e tre i pezzi legati al centro da un nastro rosso svolazzante da tutte le parti; al secondo di blu, alla rondine in volo al naturale; lo scudo è circondato da una cornice arabescata in oro. (traduzione della blasonatura originale tedesca) (Ein von Silber über Blau quer getheilter Schild. In dem oberen Felde eine hölzerne Schrothwage, von einem aufrechten Winkelmaße, dann schrägrechts von einem schneidigen Schlägel und schräglinks von einem Fäustling durchsteckt, alles eisern, beide letzteren an verschränkten Holzstielen, alle drei Stücke in Mitten umbunden von einem rothen jederseits abflatternden Bande. Im unteren Felde eine fliegende Rauchschwalbe. Den Schild umgiebt eine goldene Arabeskeneinfassung. (i. Lettera Patente 08/06/1888)) Scudo accortocciato, campo ovale. Troncato di bianco e d'azzurro: nel 1° all'archipenzolo d'oro intrecciato a due martelli [da minatore e da scalpellino] al naturale in decusse e ad una squadra d'argento in palo; nel 2° ad una rondine al naturale al volo abbassato. è costituito da due campi: in quello superiore gli strumenti ivi rappresentati si riferiscono al lavoro delle miniere, delle cave di pietra e dei muratori, mentre in quello inferiore la rondine richiama l'emigrazione. (Statuto) Gonfalone (non approvato con R.D./D.C.G./D.P.R./D.P.G.R./D.G.P.): Drappo rettangolare, appeso al bilico mediante 7 merli guelfi, terminante al ventame in grande punta centrale, partito di bianco e di azzurro, con al centro lo stemma comunale sovrastata dalla dicitura, in oro: "Comune di Predazzo" convessamente disposta. Bandiera: Drappo partito di azzurro e di bianco, con al centro lo stemma comunale. (anche in uso sono bandiere troncate, azzurro/bianco o bianco/azzurro) |           |          |
|        | Primiero San Martino di Castrozza Troncato d’argento e di rosso alla rosa a sei petali, tre e tre, dell’uno nell’altro, con il talamo del campo. (Statuto) Gonfalone: È costituito da drappo rettangolare suddiviso in due bande verticali, bianco a sinistra e rosso a destra, frangiato, ricamato d’oro, terminante, nel basso con quattro liste, caricato dello stemma comunale con scritta Comune di Primiero San Martino di Castrozza su due righe, la prima, Comune di Primiero, sopra lo stemma e ricurva verso il basso e la seconda, San Martino di Castrozza, sotto lo stemma e ricurva verso l’alto, rapportate in lunghezza di ugual misura, appeso al bilico mediante 6 stracciali. Il bilico sarà unito all’asta, ricoperta da una guaina a colori alternati bianco e rosso disposti a spirale, mediante un cordone a nappe d’oro. (Statuto) Bandiera: Drappo partito di bianco e di rosso, con al centro lo stemma comunale. |           |          |
|        | Rabbi Di verde alla coppa d'oro, dalla quale rigurgita il liquido d'argento. (R.D. 03/04/1930) Gonfalone: Il gonfalone è costituito da un drappo rettangolare di colore blu delle dimensioni di cm. 100 X 160 ricamato a macchina e finiture a mano, merlato in alto, con frange in oro in basso e con bordature in oro. Al centro del drappo viene riprodotto lo scudo dello stemma comunale con sopra la scritta, in bianco ed a caratteri classici "COMUNE DI RABBI" in forma semicircolare. Lo stemma risulta contenuto tra due ramoscelli recanti foglie di colore verde e frutti di colorazione rossa e attorno ai quali viene disegnato un motivo di contorno ricamato in colore argento. Lo stemma reca su sfondo verde un calice d'oro spumeggiante con allusione al verdeggiare del territorio boscoso ed alle sorgenti di acqua minerale che sgorgano in Val di Rabbi. (D.G.P. 31/01/1997) |           |          |
|        | Riva del Garda Blasonatura: "troncato. Nel primo di rosso a due torri d'argento, la seconda maggiore, merlate di cinque pezzi alla ghibellina, chiuse, finestrate di nero, unite da una scala su volta, movente da una porta laterale della prima a medesima finestra della seconda, il tutto murato di nero; nel secondo d'argento a due fasce nebulose di rosso". b) corona: "Murale di città". c) ornamenti: "a destra una fronda d'alloro fogliata al naturale fruttata di rosso, a sinistra una fronda di quercia ghiandifera al naturale, legate da un nodo d'oro, reggenti un breve dorato recante in caratteri neri il motto "Currit Benacum libere Ripa lacum". Sovrapposta alla corona murale di città, la barca a vele spiegate con la bandiera a poppa ed il motto: "Liberaliter". (Statuto) (una versione precedente dello stemma tradizionale fu riconosciuta con D.C.G. 12/02/1928: Troncato: sopra di rosso a due torri d'argento finestrate di nero, merlate di cinque alla ghibellina, con scala su volta che dalla torre di destra porta alla finestra superiore di quella di sinistra di altezza maggiore; sotto di argento, a due bande innestate di rosso.) Gonfalone: un drappo rettangolare verde, bordato e frangiato d'oro, caricato al centro dello stemma comunale munito dei suoi ornamenti, sovrastante la dicitura ricamata in oro "Riva del Garda". Il bilico è unito ad un'asta pure ricoperta da una guaina di velluto verde. (Statuto) Bandiera: Drappo di verde, caricato al centro dello stemma comunale munito dei suoi ornamenti. |           |          |
|        | Romeno Di verde al portone campestre d'argento movente dai lati dello scudo, incardinato e ferrato di nero, caricato in fascia da una chiave antica dello stesso, gli ingegni rivolti in alto, soprastante una sbarra ondosa d'oro nascente dalla sua base sinistra. (D.G.P. 30/04/1984) (una versione precedente dello stemma fu concessa con R.D. 06/05/1940) Gonfalone (a foggia di bandiera): Drappo di forma quadrata, composto di tre teli disposti orizzontalmente: il telo superiore e quello inferiore di colore verde, il telo centrale di colore bianco caricato nel centro dello stemma comunale con scritta inferiore "Comune di Romeno". (D.G.P. 15/03/1985) Bandiera: Drappo interzato in fascia di verde, di bianco e di verde, caricato nel centro dello stemma comunale con scritta inferiore "Comune di Romeno". |           |          |
|        | Roncegno Terme Blasonatura: D'azzurro alla croce patente d'argento accantonata dalle maiuscole C, R, V, M d'oro. Corona: Murale di Borgata. Ornamenti: A destra una fronda d'alloro fogliata al naturale e fruttifera di rosso; a sinistra una fronda di quercia fogliata e ghiandifera al naturale legate da un nodo d'azzurro. (D.G.P. 22/12/1988) (una versione precedente dello stemma tradizionale fu riconosciuta con D.C.G. 31/03/1930: D'azzurro, alla croce patente di argento, accantonata dalle lettere maiuscole C. R. V. M. pure di argento.) Gonfalone: Drappo rettangolare, partito di bianco e di azzurro, del rapporto di 5/8 a 3 pendoni scalari unito al bilico mediante 3 merli guelfi, bordato, frangiato arricchito di ricami d'argento caricato dello stemma comunale munito dei suoi ornamenti sormontato dall'argentea dicitura – Comune di Roncegno - convessamente disposta. Il bilico è unito all'asta, recante una cravatta tricolore da Comune, foderata da una guaina di velluto azzurro ornata da spirale d'argento mediante un cordone a nappe dello stesso. (D.G.P. 22/12/1988) (N.B. con l'aggiunta di "Terme" al nome del comune in 2005 cambiava anche la dicitura sul gonfalone) Bandiera: Drappo troncato di bianco e di azzurro, con al centro lo stemma comunal munito dei suoi ornamenti. |           |          |
|        | Ronchi Valsugana Blasonatura: Troncato; nel 1. d'oro al fagiano di monte su una cappaia d'abete, il tutto al naturale; nel 2. scaccato di 28 pezzi di nero e d'argento. Corona: Murale di Comune. Ornamenti: A destra una fronda d'alloro fogliata al naturale fruttifera di rosso; a sinistra una fronda di quercia fogliata e ghiandifera al naturale legate da un nodo d'argento e nero. (D.G.P. 13/04/1990) Gonfalone: Drappo in tessuto bicolore bianco e rosso misure 90x150 cm. fregio con fondo dorato e scacchi argento e nero portante al centro lo stemma Comunale unito dai suoi ornamenti, corona in argento con inserto in rosso, asta in metallo rivestito in velluto bicolore rosso bianco completa di traversa, puntale, pomoli e cordoneria argento. (D.G.P. 14/11/2019) (il precedente gonfalone, mai realizzato, fu approvato con D.G.P. 13/04/1990: Drappo rettangolare del rapporto di 5/8 scaccati di 15 pezzi di cui nero e giallo e giallo e nero nelle prime 2 righe e nero e bianco, bianco e nero, nero e bianco nelle 3 successive, bordato e frangiato d'argento, portante al centro lo stemma comunale munito dei suoi ornamenti, pendente da un bilico unito ad un'asta, ricoperta di guaina di velluto nero, ornata da una spirale d'oro, mediante un cordone a nappe d'argento.) |           |          |
|        | Ronzo-Chienis D’azzurro al monte cuspidato d’argento, sormontato da un'ombra di sole d'oro movente dal cantone destro del capo e da un cristallo di neve d’argento movente dal cantone sinistro, caricato d'un abete al naturale nodrito sulla meridiana di un monte di cinque cime di verde attraversante, bordato di nero e caricato d’un ramoscello d’oro, con inserti d’argento, fogliato di cinque movente dalla punta. (D.G.P. 12/06/2009) / (D.G.P. 24/07/2009) (lo stemma fu precedentemente approvato con la blasonatura: Abete nero in campo azzurro, nascente da cime montane con pianta orticola, sormontato in capo a sinistra da un quarto di sole con raggi e a destra da un cristallo di neve, circondato da due rami di quercia e d'alloro, annodati da un nastro color d'oro. Ornamenti esteriori da comune. (D.G.P. 08/02/1980)) Gonfalone: Drappo bianco panna rettangolare del rapporto di 5/8, bordato e frangiato d'oro, terminante al ventame con tre bandoni, il centrale più lungo, e al bilico in tre merli guelfi; caricato al centro dello stemma comunale, sormontato da corona di comune color oro e recante in capo la denominazione di Comune di Ronzo-Chienis in tutte le lettere maiuscole color oro; contornato a destra da un ramo d’alloro fogliato al naturale fruttifero di rosso e a sinistra da un ramo di quercia fogliato e ghiandifero al naturale, decussati sotto la punta dello scudo e annodati da un nastro azzurro. (D.G.P. 12/06/2009) / (D.G.P. 24/07/2009) |           |          |
|        | Ronzone Blasonatura: Partito; nel primo d'argento all'abete al naturale; nel secondo d'oro al pozzo completo della sua attrezzatura, al naturale; in capo una R maiuscola, rossa in stampatello posta sulla partizione. Corona: Murale di Comune. Ornamenti: A destra una fronda d'alloro fogliata al naturale fruttifera di rosso; a sinistra una fronda di quercia fogliata e ghiandifera al naturale legate da un nodo tricolore verde, rosso, argento. (D.G.P. 13/04/1990) Gonfalone: Drappo bianco, affiancato da due pali purpurei, del rapporto di 5/9, bordato e frangiato d'argento, terminante al ventame in tre pedoni di cui il centrale quadrato ed i laterali rettangolari e minori, pendente da un bilico – unito all'asta, ricoperta da una guaina di velluto dai colori bianco e porpora disposti a spirale – da un cordone a nappe, d'argento. (D.G.P. 13/04/1990) Bandiera: Drappo interzato in palo di porpora, di bianco e di porpora, la fascia centrale di bianco 3/7 della lunghezza, con al centro lo stemma comunale munito dei suoi ornamenti. |           |          |
|        | Rovereto Blasonatura: D'oro, alla rovere sradicata e fruttata, al naturale, accostata dalle lettere maiuscole in oro C.R. Corona: Murale di Città. Ornamenti: "A destra una fronda d'alloro fogliata al naturale fruttifera di rosso; a sinistra una fronda di quercia fogliata e ghiandifera al naturale legate da un nastro d'oro, reggenti un breve d'argento con il motto: magno. cum. robore. quercus. ingentes. tendet. ramos. (D.G.P. 20/09/1991) (stemma tradizionale, precedentemente riconosciuto con corona da comune: D'oro alla rovere sradicata e fruttata, al naturale, accostata dalle lettere maiuscole in oro C.R. Lo scudo sarà fregiato da ornamenti da Comune. Motto: Magno cum robore quercus ingentes, tendet ramos. (D.C.G. 17/02/1929)) Gonfalone: Drappo rettangolare del rapporto di 1/2 partito di giallo e di verde, bordato e frangiato d'oro, caricato al centro dello stemma comunale munito dei suoi ornamenti sovrastante la dicitura ricamata in oro "Città di Rovereto" disposta su tre righe, terminante al ventame in 6 code alla veneziana ed al bilico in 8 merli guelfi. Il bilico sarà unito all'asta, ricoperta da una guaina di velluto verde ornata da una serie di bullette d'argento disposte a spirale e recante in sommità una cravatta tricolore dai colori nazionali, da un cordone a nappe, d'oro. (Statuto) Bandiera: Drappo partito di verde e di giallo, con al centro lo stemma comunale munito dei suoi ornamenti. (anche in uso sono bandiere partite o troncate di verde e di giallo, ambidue senza stemma) |           |          |
|        | Roveré della Luna Scudo trinciato, il primo d’oro, il secondo d’azzurro caricato da un quarto di luna. Il centro della scudo è caricato da una pianta di rovere sorgente da pianura solcata dal fiume Adige. Ornamenti all’interno, il primo ramo fruttato, il secondo tralcio d’uva. Ornamento superiore da Comuni. (D.G.P. 23/03/1984) (lo stemma fu precedentemente riconosciuto con la blasonatura: Trinciato di azzurro e d'oro, alla rovere fruttata e sradicata, al naturale, attraversante sulla partizione, sormontata da un crescente d'oro. (D.C.G. 25/04/1929) Gonfalone: - Drappo: disteso per tutta la larghezza ad un pennone. - Foggia: drappo a forma di rettangolo, in basso frangia a tre punte, più lunga quella centrale; l'intero perimetro è bordato d'oro. - Misura: larghezza cm. 75, lunghezza cm. 120. - Colorazione: il drappo riprendendo i colori di fondo dello stemma, è diviso verticalmente in due colorazioni (per chi guarda): a destra d'oro e a sinistra i azzurro. Esso reca la riproduzione dello stemma, approvato con deliberazione n. 10 di data 31 gennaio 1984. - Ornamenti: all'intorno: a sinistra il ramo fruttato di rovere, a destra il tralcio d'uva. - Ornamento superiore: corona da Comune. - In sito la denominazione ufficiale da Comune: "Comune di Roveré della Luna". (D.G.P. 08/03/1985) Bandiera: Drappo partito di azzurro e di giallo, con al centro lo scudo dello stemma comunale. |           |          |
|        | Ruffré-Mendola Scudo sannitico, partito, il primo di rosso rigato verticalmente d'oro caricato da lettera "R" maiuscola d'oro; il secondo d'azzurro all'abete d'oro sorgente da un pendio verde solcato da rivo d'argento. Sopra lo scudo la civica corona. (D.G.P. 20/07/1984) No gonfalone |           |          |
|        | Rumo Blasonatura: Partito di rosso e d'argento, caricato nel cuore da uno scudo dell'uno all'altro, evente nel cantone sinistro del capo un fascio di 5 verghe d'oro legate in fascia dello stesso, attraversato in banda da una aquila rivoltata, partita d'azzurro e d'argento inchiavata in 12 pezzi, spiegata in volo, debordante d'argento al rosso, d'azzurro all'argento. Corona: Murale di Comune. Ornamenti: A destra una fronda d'alloro fogliata al naturale fruttata di rosso, a sinistra una fronda di quercia fogliata e fruttifera al naturale legate da un nastro d'oro. (D.G.P. 24/04/1987) Gonfalone: Drappo del rapporto di 2 a 1 e delle misure di cm 100 x 200 costituito da tre teli di uguali dimensioni di cui bianco centrale e azzurri l'inferiore e il superiore. Il telo superiore sarà caricato dalla dicitura in oro "Comune di Rumo" e della corona murale di comune; il telo centrale dello stemma coi suoi ornamenti e il telo inferiore di un breve, d'argento al dritto e di rosso al verso, con la scritta in nero "Magnae nives". Il tutto sarà riquadrato da una passamaneria d'oro mentre il lembo al ventame sarà sagomato in tre merli guelfi equipollenti. (D.G.P. 24/04/1987) (Retro del gonfalone: interzato in fascia di verde, di bianco e di rosso) |           |          |
|        | Sagron Mis Blasonatura: Semipartito, troncato: nel primo d'azzurro alla chiesetta d'argento, nel secondo di rosso alla seggiola impagliata del medesimo, nel terzo trinciato d'argento e di verde a due dischi posti in sbarra, dall'uno nell'altro. Corona: Murale di Comune. Ornamenti: A destra una fronda d'alloro fogliata al naturale fruttifera di rosso, a sinistra una fronda di quercia fogliata e ghiandifera al naturale legate da un nodo agli smalti dello stemma. (D.G.P. 13/04/1990) Gonfalone (mai realizzato): Drappo rettangolare trinciato di verde e di bianco del rapporto di 5/7, coronato al bilico da 5 merli guelfi e terminante al ventame con 5 analoghi piccoli pendoni, bordato e frangiato d'argento, recante al centro lo stemma comunale, munito dei suoi ornamenti sovrastante la dicitura ricamata in argento "Comune di Sagron Mis" disposta su tre righe. Il bilico unito all'asta, ricoperta da una guaina in velluto alternativamente bianco e verde disposto a spirale, da un cordone a nappe, d'argento. (D.G.P. 13/04/1990) |           |          |
|        | Samone Blasone: Scudo partito, il primo di bianco e il secondo di azzurro, caricato nel centro di un gufo d’oro. Ornamenti: Superiormente corona civica di comune. Inferiormente a destra e a sinistra un ramo fruttato di alloro entrambi legati sotto la punta da un nastro d’oro. (D.G.P. 07/06/1985) Gonfalone: Bandiera in rosso cardinale. (D.G.P. 07/06/1985) |           |          |
|        | San Giovanni di Fassa / Sèn Jan Scudo sannitico moderno. In campo d’azzurro una grande montagna di bianco, il cui profilo riproduce, stilizzato, quello delle note "Torri del Vajolet". Alla base, sale ondoso (3) in barra dalla metà destra della punta fino alla metà sinistra, e ne discende completando l'ultima curva fino al fianco; sopra, dal mezzo del fianco destro sale in sbarra fino ad 1/8 del campo, poi s'impenna obliquo leggermente a sinistra ed entra nel capo; nell'alta vetta ritaglia tre basse cime trapezoidali accostate e digradanti verso sinistra; dal sommo dell'ultima scende incurvato verso il basso e da poco sotto la metà del campo continua parallelo alla base fino a toccare il fianco sinistro. A mezzo tra la vetta e la base, la montagna è caricata di tre stelle (6) d'oro poste in sbarra: vetta e stelle stanno nella metà destra del campo. Sotto la base della montagna, il resto della punta è una campagna di verde. La base è inoltre caricata di una sbarra ondosa (3) d'azzurro che sale dalla metà destra della punta, si avvicina al profilo e nella metà sinistra lo segue parallela. Sul tutto, nella metà sinistra, nascente dalla punta, il sommo della caratteristica torre campanaria della “Pieve di san Giovanni” di bianco, che con la slanciata guglia ombreggiata di nero tocca il capo. Sul corpo della torre, al naturale, dall'alto al basso, una bifora, una quadrifora, una grande bifora. • Corona Murale di Comune • Ornamenti: A destra una fronda d'alloro fogliata al naturale fruttifera di rosso; a sinistra una fronda di quercia fogliata e ghiandifera al naturale; legate da un nodo di verde, d'argento, d’azzurro. (D.G.P. 12/03/2018) Gonfalone: Drappo rettangolare del rapporto di ½ interzato in fascia d'azzurro, di bianco, di verde, appeso al bilico mediante 5 merli guelfi ribassati, terminante al ventame in grande punta centrale, bordato e frangiato d'argento; la fascia bianca è caricata dello stemma comunale munito dei suoi ornamenti la cui corona, nascente dalla medesima, figura nella fascia azzurra; la denominazione del comune, di colore oro, è collocata nella parte superiore della fascia verde, con dicitura disposta su tre righe, sulla prima: COMUNE DI; sulla seconda: SAN GIOVANNI DI FASSA; sulla terza: SÈN JAN; il tutto è appeso all'asta – ricoperta da una guaina in velluto dai colori azzurro, bianco, verde, disposti a spirale – mediante un cordone a nappe, d’argento. (D.G.P. 03/09/2021) (versione precedente del gonfalone: Drappo rettangolare del rapporto di ½ interzato in fascia d'azzurro, di bianco, di verde, appeso al bilico mediante 5 merli guelfi ribassati, terminante al ventame in grande punta centrale, bordato e frangiato d’argento; la fascia bianca è caricata dello stemma comunale munito dei suoi ornamenti la cui corona, nascente dalla medesima, figura nella fascia azzurra; la dicitura orizzontale COMUN DE SÈN JAN, di colore oro, è collocata nella parte superiore della fascia verde; il tutto è appeso all’asta – ricoperta da una guaina in velluto dai colori azzurro, bianco, verde, disposti a spirale – mediante un cordone a nappe, d'argento. (D.G.P. 12/03/2018)) |           |          |
|        | San Lorenzo Dorsino Semipartito troncato. Sopra: nel primo d’oro a tre archi d’azzurro sovrapposti in fascia; nel secondo troncato, di rosso all’orso (Ursus Arctos arctos), rappresentato come passante, stilizzato. Sotto: d’azzurro seminato di sette bisanti d’argento, attornianti tre conifere rosse a triangolo discendente. Su tutto, lo stemma vescovile. - Corona: Murale di Comune. - Ornamenti: a destra una fronda d’alloro fogliata al naturale fruttifera di rosso; a sinistra una fronda di quercia fogliata e ghiandifera al naturale legate da un nastro d’argento e di nero. (D.G.P. 16/03/2015) No gonfalone |           |          |
|        | San Michele all'Adige Partito: nel 1° di nero, alla mezzaluna figurata d’argento; nel 2° di azzurro, alla stella di sei raggi movente dalla partizione d’oro. (R.D. 27/05/1929) (N.B. senza ornamenti) (il sigillo tradizionale mostrava San Michele l'Arcangelo) Gonfalone (non approvato con R.D./D.P.R./D.G.P.): Drappo partito di azzurro e di nero, terminante al ventame in coda di rondine ed al bilico in 3 merli guelfi, con al centro lo stemma comunale munito dei suoi ornamenti; sopra lo stemma la dicitura "COMUNE", sotto lo stemma "DI" "SAN MICHELE ALL'ADIGE; retro del gonfalone di azzurro. Bandiera (verticale): Drappo cadente, partito di azzurro e di nero, con al centro lo stemma comunale. |           |          |
|        | Sant'Orsola Terme D'argento, alla fascia centrata d'azzurro, accompagnata in capo dalla lettera maiuscola V di rosso sormontata da una corona all'antica d'oro, ed in punta da due martelli da muratore, al naturale, posti in decusse. (R.D. 05/02/1930) Gonfalone: Drappo rettangolare bianco fasciato d'azzurro del rapporto di 5/9 bordato d'argento e d'azzurro, frangiato del primo, terminante al ventame ed al bilico in 5 merli guelfi, caricato al centro dello stemma comunale munito dei suoi ornamenti, accostato in capo dalla dicitura «Comune» ed in punta «di» «S. Orsola Terme» disposta su tre file trapunta d'argento. Il bilico sarà unito all'asta, foderata da una guaina d'argento e d'azzurro disposti a spirale, mediante un cordone a nappe, d'argento. (D.G.P. 01/03/1991) (una versione precedente del gonfalone fu riconosciuto con D.C.G. 06/11/1937) |           |          |
|        | Sanzeno Di rosso, a tre colombe al naturale in atto di posarsi sopra l'antenna di un carroccio che sporge dalla punta dello scudo. Ornamenti esteriori da Comune. (R.D. 17/04/1930) No gonfalone |           |          |
|        | Sarnonico Blasonatura: D'oro al contrafiletto dello stesso accostato da due contrafiletti di rosso, il tutto caricato da un mastino rampante dei secondi, col capo rivoltato, collarinato di nero bordato d'oro. Corona: Murale di Comune. Ornamenti: A destra una fronda d'alloro fogliata al naturale fruttifera; a sinistra una fronda di quercia fogliata e ghiandifera al naturale legate da un nastro d'oro e di rosso. (D.G.P. 03/02/1989) Gonfalone: Drappo rettangolare giallo, fasciato di rosso, del rapporto di 5/8, terminante in punta, a coda di rondine, bordato e frangiato d'argento, caricato al centro dello stemma comunale munito dei suoi ornamenti, sormontato dalla dicitura in argento "Comune" e soprastante quella di "Sarnonico" disposta su due righe, appeso ad un bilico mediante 5 merli guelfi. Il bilico sarà unito all'asta, foderata da una guaina di velluto rosso ornata da spirale d'oro, mediante un cordone a nappe d'argento. (D.G.P. 03/02/1989) |           |          |
|        | Scurelle D’azzurro, a cinque vette cuspidali, al naturale, degradanti verso la punto, quella di centro più alta e le due in base intercalate fra le altre; sormontate da due crocette latine d’argento, poste in fascia. Ornamenti esteriori da Comune. (D.P.C.M. 01/10/1955) Gonfalone: Drappo troncato di azzurro e di verde, riccamente ornato di ricami d'argento e caricato dello stemma comunale con l'iscrizione centrata in argento: Comune di Scurelle. Le parti di metallo ed i cordoni saranno argentati. L'asta verticale sarà ricoperta di velluto dai color del drappo alternati, con bullette argentate poste a spirale. Nella freccia sarà rappresentato lo stemma del Comune e sul gambo inciso il nome. Cravatta e nastri tricolorati dai colori nazionali frangiati d'argento. (D.P.R. 24/01/1956) (retro del gonfalone: partito di verde e di bianco.) Bandiera: Drappo troncato di bianco e di verde, con al centro lo stemma comunale. |           |          |
|        | Segonzano Partito di rosso e d'azzurro, al segone al naturale. (R.D. 03/08/1930) Gonfalone: Drappo rettangolare partito di rosso e d'azzurro del rapporto di 5/8, unito all' asta mediante un bilico sostenuto da cordone a nappe, di tutto d'oro, terminante al battente in coda di rondine, bordato e grangiato d'oro, caricato al centro dello stemma comunale completo dei suoi ornamenti e sovrastante la scritta in oro, concavamente disposta, "Comune di Segonzano". (D.G.P. 06/12/1985) |           |          |
|        | Sella Giudicarie Blasonatura: Scudo sannitico con il Cimitero monumentale austroungarico inquartato nel 1° di azzurro, d’argento con contorni neri, affiancato a sinistra del fiume ondoso azzurro e superiore al verde, porzione della sella; inquartata nel 2° di rosso, la dea Runcina di carnagione, il peplo giallo oro, la destra recante un fascio di messi, la sinistra un falcetto, entrambi al naturale, superiore al verde e azzurro, porzione della sella e del lago; inquartato nel 3° di giallo oro, il giglio di San Giovanni di rosso e verde, nascente dal luogo d’intersezione fra martello e pala da minatore, questi posizionati in decusse, entrambi d’argento con contorni neri; inquartato nel 4° di azzurro, il castello medievale di smalto rosso, turrito di due pezzi merlati alla guelfa con contorni neri, si affianca al forte austroungarico di smalto argento, a sinistra del fiume ondoso azzurro e, in capo, una stella a cinque punte giallo oro con contorni neri. Corona: formata da un cerchio aperto da quattro pusterle (tre visibili), con due cordonate a muro sui margini, sostenente una cinta, aperta da sedici porte (nove visibili), ciascuna sormontata da una merlatura a coda di rondine, il tutto d'argento e murato di nero. Ornamenti: due fronde: d’alloro (in araldica l'alloro è ritenuto la figura vegetale più nobile; esso era infatti utilizzato per i serti con cui si incoronavano gli imperatori di Roma, i guerrieri vittoriosi, i poeti e i vincitori dei giochi olimpici) e quercia (assunto come simbolo di forza, potenza, nobiltà, animo forte, antico dominio) poste in decusse che rinserrano lo scudo dal basso. La fronda di destra e di alloro, quella di sinistra di quercia. (D.G.P. 23/10/2020) Gonfalone (mai realizzato): Il drappo, di colore bianco avorio, riccamente ornato e frangiato sarà caricato nel centro dello stemma del nuovo Comune di Sella Giudicarie. L’iscrizione centrata e regolarmente posizionata in orizzontale, sormontata all’immagine con la scritta in stampatello “COMUNE” verrà completata nella parte inferiore allo stemma con le scritte “SELLA GIUDICARIE” – “Provincia di Trento”, che si avvarranno di caratteri in stampatello e in alto-basso di due misure diverse, su due linee orizzontali e sovrapposte. La stampa è di colore nero con tracciature in colore oro. (D.G.P. 23/10/2020) |           |          |
|        | Sfruz Scudo sannitico trinciato: il primo di blu caricato di un fiore di Solanus tuberosus (sic!) al naturale, il secondo di verde caricato da stufa in ceramica “a muletto” bianca. S'intorno ornamenti da Comune. Sotto la punta nastro con scritta “Ab condita terra benigna”. (D.G.P. 05/10/1984) Gonfalone: Drappo rettangolare trinciato a tre corde con frange, il primo di azzurro, il secondo di verde, caricato nel centro dello stemma comunale con sopra scritto “Comune di Sfruz”. (D.G.P. 05/10/1984) |           |          |
|        | Soraga di Fassa / Soraga Blasonatura: D'argento a sette conifere verdi, tre piantate su una terrazza di rosso, nascente dalla metà inferiore di una traversa ondata, d'azzurro, quattro piantate su una terrazza di rosso movente dalla punta dello scudo; al capo di rosso caricato dalle chiavi legate da un cordone con fiocchi, d'oro e d'argento. Corona: Murale di Comune. Ornamenti: A destra e a sinistra una fronda d'alloro fogliata al naturale fruttifera di rosso, legate da un nastro dai colori argento, azzurro e verde. (D.G.P. 02/03/1992) Gonfalone (a foggia di bandiera): Drappo rettangolare a sette fasce porpora, bianco, celeste, giallo, azzurro, rosso (vessillo ladino) del rapporto di 5/7, caricato al centro dello stemma comunale munito dei suoi ornamenti, sovrastante la dicitura in argento "COMUNE DI SORAGA" posta sulla fascia azzurra. Il drappo sarà munito all'asta, rivestita di una guaina a spirale d'argento e di rosso, secondo il lato minore. (D.G.P. 02/03/1992) (N.B. nella blasonatura ufficiale manca la seconda fascia, di verde) Bandiera: Interzato in fascia di azzurro, di bianco e di verde, con al centro lo stemma comunale. |           |          |
|        | Sover D'argento al monte di tre cime di verde nascente dalla punta, sormontato da una graticola di rosso, accostata da due palme d'alloro dello stesso, fruttate d'oro. Esso sarà fregiato dai normali ornamenti di Comune, cioè la corona muraria comunale e le palme d'alloro e di quercia legate da un nastro d'oro. (D.G.P. 27/01/1984) / (D.G.P. 31/08/1984) (uno stemma precedente fu approvato con D.G.P. 14/11/1980: Ramo di pino cimbro, su campo verde, sormontato da cime montane.) Gonfalone: Drappo pendente da una barra avente forma rettangolare con punta a coda di rondine; il rapporto fra larghezza e lunghezza sarà di 5/9, cioè per una larghezza di cm. 90 avrà una lunghezza di cm. 153 (+ 9 di frangia) con rientro delle punte di cm. 45; sarà inquartato nel 1° e 4° campo di verde, nel 2° e 3° di bianco, bordato e frangiato di rosso e d'oro, porterà al centro lo stemma comunale con la relativa corona e ornamenti, sovrastante la dicitura ricamata in oro "Comune di Sover". (D.G.P. 07/06/1985) |           |          |
|        | Spiazzo Tagliato: nel 1° d'azzurro alla mitra vescovile d'argento guarnita d'oro; nel 2° di rosso all'effige del Dio Saturno d'argento. Ornamenti esteriori di Comune: le fronde legate da un nodo d'azzurro, di rosso e d'argento con nastri bifidi agli estremi. (D.P.R. 14/06/1953) Gonfalone: Drappo troncato di azzurro e di rosso, riccamente ornato di ricami d'argento e caricato dello stemma sopra descritto con la iscrizione centrata in argento: Comune di Spiazzo. Le parti in metallo ed i cordoni saranno argentati. L'asta verticale sarà ricoperta di velluto dai colori azzurro e rosso, alternati, con bullette argentate poste a spirale. Nella freccia sarà rappresentato lo stemma del Comune e sul gambo inciso il nome. Cravatta e nastri ricolorati dai colori nazionali frangiati di argento. (D.P.R. 14/06/1953) Bandiera: Drappo partito di rosso e di azzurro, con al centro lo stemma comunale munito dei suoi ornamenti (alternativamente: senza stemma). |           |          |
|        | Spormaggiore D'argento, al leone di rosso, tenente con le branche anteriori una coppa d'oro, e sormontato da una stella pure di rosso. (D.C.G. 12/02/1930) Gonfalone: Drappo rettangolare del rapporto di 5/9, inquartato di rosso e di bianco, pendente da un bilico mediante 4 merli guelfi, terminante al ventame in tre pendoni appuntiti di cui più lungo il centrale, caricato al centro dello stemma comunale munito dei suoi ornamenti, accostato in capo e in punta dall'argentea dicitura Comune di Spormaggiore disposta su tre righe. Il drappo sarà frangiato e bordato d'argento. Il bilico sarà unito all'asta, ricoperta da una fodera dai colori argento e rosso disposti a spirale, mediante un cordone a nappe, d'argento. (D.G.P. 30/03/1990) |           |          |
|        | Sporminore Blasonatura: Di rosso al monte di verde nascente da due torrenti d'azzurro e d'argento posti in punta, caricato da una torre diroccata d'argento, accostata da una stella d'oro (5) posta nel cantone sinistro. Il capo d'azzurro alla corona murale di cinque merli, d'oro. Corona: Murale di Comune. Ornamenti: A destra una fronda d'alloro fogliata al naturale fruttifera di rosso; a sinistra una fronda di quercia ghiandifera e fogliata al naturale legate da un nastro d'oro. (D.G.P. 20/11/1987) Gonfalone: Telo rettangolare d'azzurro bordato e frangiato d'oro a tre pendoni appuntiti, più lungo il centrale, superiormente unito ad un bilico secondo una merlatura guelfa allargate e ribassata di tre pezzi. Il tutto caricato dallo stemma comunale munito dei suoi ornamenti, accostato in capo e in punta dalla scritta in oro - Comune di Sporminore -. Il bilico sarà appeso all'asta mediante due cordoni a nappe tutto d'oro. (D.G.P. 20/11/1987) |           |          |
|        | Stenico Di rosso, al cervo rampante d'oro. (R.D. 26/04/1930) Gonfalone: Drappo rosso, caricato dello stemma araldico, con l'asta, cravatta e nastri tricolorati dai colori nazionali. (R.D. 26/04/1930) Bandiera: Drappo di bianco, con al centro lo stemma comunale. |           |          |
|        | Storo D'azzurro, al castello di sette torri. (stemma tradizionale, riconosciuto con R.D. 03/10/1929) Gonfalone: Drappo azzurro rettangolare del rapporto di 5/8, bordato e frangiato d’oro, terminante al ventame con tre bandoni, il centrale più lungo, e al bilico in tre merli guelfi; caricato al centro dello stemma comunale, sormontato da corona di comune e recante in capo la denominazione di Comune di Storo in tutte lettere maiuscole; contornato a sinistra da un ramo d’alloro fogliato al naturale fruttifero di rosso e a destra da un ramo di quercia fogliato e ghiandifero al naturale, decussati sotto la punta dello scudo e annodati da un nastro rosso. Il drappo è riccamente ornato con filamenti d’oro. Il bilico è unito all’asta ornata da spirale d’oro, con cordone d’oro e analoghe nappe. (D.G.P. 21/09/2001) |           |          |
|        | Strembo D'oro, al camoscio al naturale, sopra un monte di tre cime di verde. (R.D. 03/04/1930) Gonfalone: interzato in palo di giallo, di verde e di giallo... (R.D. 03/04/1930) Bandiera: Drappo interzato in palo di giallo, di verde e di giallo, con al centro lo stemma comunale munito dei suoi ornamenti. |           |          |
|        | Telve Blasonatura: Di verde alla croce latina d'oro, patente nei tre bracci superiori birostrata in quello inferiore. Corona: Murale di Comune. Ornamenti: A destra una fronda d'alloro fogliata al naturale fruttifera di rosso, a sinistra una fronda di quercia fogliata e ghiandifera al naturale. (D.G.P. 14/04/1988) Gonfalone: Drappo del rapporto di 5/8, pendente da un bilico, costituito da tre teli bianchi e tre teli rossi posti in banda; bordato e frangiato d'oro recante al centro lo stemma comunale, munito dei suoi ornamenti, sovrastante la scritta in oro: "Comune di Telve". Il bilico sarà unito all'asta, rossa ornata da una spirale d'oro, mediante un cordone a nappe d'oro. (D.G.P. 14/04/1988) (Retro del gonfalone: di rosso) Bandiera: Tre teli bianchi e tre teli rossi posti in banda, recante al centro lo stemma comunale, munito dei suoi ornamenti, sovrastante la scritta in oro: "Comune di Telve". |           |          |
|        | Telve di Sopra Trinciato d'argento e d'azzurro, al filetto d'oro sulla partizione: il PRIMO d'argento all'aquila in volo rivolta, al naturale; il SECONDO d'azzurro alla croce latina scorciata d'oro. (D.P.R. 09/01/1959) Gonfalone: Drappo rettangolare cadente, terminante con bordo a tre frange, trinciato di azzurro e di bianco, raffigurante lo stemma. (D.P.R. 09/01/1959) |           |          |
|        | Tenna D'argento al grappolo d'uva di porpora, gambuto al naturale, fogliato di due di verde al capo di verde, caricato della stella d'oro di otto raggi. Ornamenti esterni da Comune: Corona civica d'argento; Fronda di albero di verde con bacche d'oro; Fronda di quercia di verde con ghiande d'oro unite sotto la punta del nastro tricolore. (D.G.P. 30/08/1985) Gonfalone: Drappo rettangolare cadente, frangiato d'argento, partito il primo di giallo, il secondo di verde – caricato nel centro dello stemma civico. Superiormente la scritta Comune di Tenna; nella parte inferiore ricami d'argento. Parti metalliche d'argento, cravatta tricolore; l'asta ricoperta di velluto giallo e verde alternati. (D.G.P. 30/08/1985) |           |          |
|        | Tenno Blasonatura: Di rosso alla torre aperta merlata (5) alla guelfa, ritorricellata merlata della prima, finestrata di uno, il tutto d'argento murato di nero, accollato a due spade dello stesso passate in croce di S. Andrea. Corona:Murale di Comune. Ornamenti: A destra una fronda d'alloro fogliata al naturale fruttifera di rosso, a sinistra una fronda di quercia fogliata e ghiandifera al naturale legate da un nastro rosso. (D.G.P. 17/04/1987) (una versione precedente dello stemma fu riconosciuto con D.C.G. 16/02/1943) Gonfalone: Drappo rettangolare del rapporto di 1:2, di colore celeste bordato d'oro, a tre pendoni frangiati dello stesso al battente e quattro merli guelfi al bilico collegato all'asta - foderata di velletu rosso ornato da spirale d'argento - mediante un cordone con nappe, il tutto d'oro, caricato al centro dallo stemma comunale munito dei suoi ornamenti sottostante la scritta in oro Comune di Tenno. (D.G.P. 17/04/1987) (una versione precedente del gonfalone fu concesso con R.D. 07/06/1930) |           |          |
|        | Terragnolo Blasonatura: Troncato. Di rosso all'ascia e alla vanga d'oro, manicate dello stesso, poste in Croce di S. Andrea; d'argento il Tarabuso al naturale fermo in uno specchio d'acqua d'azzurro posto in punta. Corona: Murale di Comune. Ornamenti: A destra una fronda d'alloro fogliata al naturale fruttata di rosso, a sinistra una fronda di quercia ghiandifera al naturale legate da un nodo d'oro. (D.G.P. 24/04/1987) Gonfalone: Drappo, nella metà superiore di bianco mantellato di rosso, nella metà inferiore di bianco incalzato d'argento con banda e sbarra d'azzurro sopra le partiture recante, al centro lo stemma comunale munito dei suoi ornamenti, sovrastante la scritta "Comune di Terragnolo", terminante a coda di rondine, frangiato d'oro e di azzurro ed appeso ad un bilico con cinque merli guelfi mediante un cordone d'argento guarnito di analoghe nappe. (D.G.P. 24/04/1987) |           |          |
|        | Terre d'Adige Blasone trinciato ondato composto da due riquadri: il primo riquadro bandato ondato di argento ed azzurro caricato di una barca d’oro posta di tre quarti vogante, a piombo, con vento in poppa con vela quadra dello stesso colore oro; nel secondo riquadro d’argento si colloca una torre rossa murata di nero, merlata alla guelfa di tre, aperta e finestrata del campo, fondata su una montagna pietrosa al naturale. Lo stemma è rappresentato in uno scudo sannitico moderno. (D.G.P. 31/03/2023) Gonfalone: Drappo rettangolare verticale con rapporto 1:2, trinciato ondato di argento ed azzurro frangiato d’argento sul battente diritto, caricato nel centro dello stemma araldico civico sormontato dall’iscrizione centrata convessa verso l’alto “Comune di Terre d’Adige” disposta su due righe. Mediante un bilico mobile il drappo è sospeso con quattro bretelle di ugual misura sagomate in merli alla guelfa a un’asta avente bullette poste a spirale; il bilico termina in punta con una freccia, sulla quale viene riprodotto lo stemma; il drappo è unito all’asta mediante un cordone a nappe d’argento, ornato nel punto di sospensione da una cravatta frangiata riportante i colori nazionali. Le parti metalliche, i ricami, i cordoni, l’iscrizione e le bullette a spirale sono argentate. (D.G.P. 31/03/2023) |           |          |
|        | Terzolas Scudo fregiato da rami di melo e così distinto: Palazzo della Torraccia con smalto d'oro in campo nero. (D.G.P. 05/11/1982) Gonfalone: Drappo rettangolare color perla con sbarra a tre colori: verde, nero, giallo del rapporto di 1/2, bordato e frangiato in argento caricato al centro dello stemma comunale, munito dei suoi ornamenti, posto entro un disco di colore del drappo, con sovrastante la dicitura - Comune di Terzolas - terminante in tre pendoni appuntiti al ventame. Esso verrà unito da un bilico appeso all'asta con un cordone a nappe d'argento, mediante cinque merli guelfi. L'asta verrà ricoperta da una guaina di velluto verde. (D.G.P. 02/06/1989) |           |          |
|        | Tesero Di rosso, alla pianta di abete al naturale, nodrita su terrazza di verde, movente dalla punta con due leoni d’oro, affrontati e controrampanti sul fusto dell’albero. (D.C.G. 12/02/1930) Gonfalone: Il gonfalone ha forma di bandiera con drappo e riporta in campo blu lo stemma del Comune. Bandiera: Fasciato di sette pezzi di azzurro, di bianco, di giallo, di bianco, di rosso, di azzurro, di giallo; nella striscia bianca centrale l'emblema comunale (alla pianta di abete al naturale, nodrita su terrazza di verde, movente dalla punta con due leoni d’oro, affrontati e controrampanti sul fusto dell’albero) sopra la dicitura in oro "R.D.T.". Bandiera (verticale): Palato di sette pezzi di azzurro, di bianco, di giallo, di bianco, di rosso, di azzurro, di giallo; caricato nel centro dallo stemma comunale munito dei suoi ornamenti sopra la dicitura in nero "Comune di Tesero". |           |          |
|        | Tione di Trento Tagliato: nel 1° d'argento, caricato di un solo nascente, d'oro; nel 2° d'oro, all'abete, al naturale; con la sbarra scalinata di azzurro e di rosso, attraversante sulla partizione. (concesso 29/11/1908, riconosciuto con D.C.G. 30/12/1928) Gonfalone (come approvato): A forma di bandiera, troncato di azzurro e di rosso. (D.C.G. 30/12/1928) Gonfalone (in uso): Il gonfalone del Comune è composto da un drappo a due bande verticali di colore rosso e azzurro, di cui la banda rossa a destra è più corta, con riprodotto al centro lo stemma e la scritta: “Comune di Tione di Trento”. Bandiera: Troncato di azzurro e di rosso. |           |          |
|        | Ton Scudo sannitico interzato in fascia: il primo partito d'argento all'aquila tirolese di rosso; il secondo d'oro allo scudo sannitico interzato in fascia di rosso e di bianco; il terzo interzato in fascia di blu e di bianco al triangolo d'argento. D'intorno rami fruttati sormontati da corona alla guelfa. (D.G.P. 08/06/1984) Gonfalone: Drappo rettangolare cadente di colore bianco e azzurro con il lato in fondo in cinque corde, caricato nel centro dello stemma comunale con scritta "Comune di Ton". (D.G.P. 08/06/1984) |           |          |
|        | Torcegno Blasonatura: D'azzurro alla torre d'argento, merlata alla guelfa, chiusa, finestrata, murata di nero, passante su una catena di monti attraversante di rosso, fondata su una campagna rialzata di verde caricata di una fascia ondosa di argento. Corona: Murale di comune. Ornamenti: A destra una fronda d'alloro fogliata al naturale fruttifera di rosso; a sinistra una fronda di quercia fogliata e ghiandifera al naturale legate da un nodo d'azzurro, d'argento, di verde. (D.G.P. 02/06/1989) Gonfalone: Drappo rettangolare bianco del rapporto di 5/8, appeso ad un bilico e terminante in tre pendoni appuntiti, di cui più lungo il centrale, inquartato in capo in Croce di S. Andrea coi quarti rispettivamente rosso, azzurro, verde e bianco prolungatesi, quest'ultimo, nel rettangolo del vessillo, che sarà bordato, frangiato, ricamato in argento, ombreggiato ai colori dello stemma, caricato al centro dello stemma comunale munito dei suoi ornamenti sovrastante la dicitura in argento "Comune di Torcegno" concavemente disposta. Il bilico sarà unito all'asta, foderata da una guaina di velluto a spirali alternate verde, rossa, blu, mediante un cordone a nappe, d'argento. (D.G.P. 02/06/1989) |           |          |
|        | Trambileno Blasonatura: Troncato, nel primo d'azzurro a due monti d'argento contrapposti; nel secondo di verde ad una pergola ondosa d'argento, carciato nel cuore del caratteristico Santuario della Madonna delle Salette, di oro. Sul tutto un ponte in pietra attraversante dello stesso. Corona: Murale di Comune Ornamenti: A destra una fronda d'alloro fogliata al naturale di rosso; a sinistra una fronda di quercia fogliata e ghiandifera al naturale legate da un nodo d'argento. (D.G.P. 08/04/1988) Gonfalone: Drappo rettangolare del rapporto di 100 x 170, composto da tre teli giallo il centrale - largo 3/5 del tutto - e verdi i laterali - larghi ciascuno 1/5 del tutto - caricato dello stemma comunale munito dei suoi ornamenti, accostato in capo e in punta della scritta "Comune di Trambileno". Il tutto bordato e frangiato d'oro, sarà appeso ad un'asta mediante un cordone a nappe dello stesso. (D.G.P. 08/04/1988) |           |          |
|        | Trento D'argento, all'aquila spiegata di nero, rostrata, armata e munita sulle ali di due gambi trifogliati d'oro, linguata e cosparsa di fiammelle di rosso. Ornamenti esteriori da Città. (stemma tradizionale, riconosciuto con DCG 06/05/1930) Gonfalone (come approvato): Gonfalone a forma di bandiera: il drappo interzato in fascia di giallo, celeste e giallo, il celeste caricato dello stemma sopradescritto, l'asta ricoperta di velluto azzurro, cravatta e nastri tricolorati dai colori nazionali. (DCG 06/05/1930) Gonfalone in uso da ca. 1956 (senza approvazione da D.P.R. o D.G.P.): Drappo di bianco, terminante al ventame in doppia coda di rondine ed al bilico in merli guelfi, caricato nel centro dall'aquila spiegata di nero, rostrata, armata e munita sulle ali di due gambi trifogliati d'oro, linguata e cosparsa di fiammelle di rosso; in alto la dicitura "TRIDENTUM" d'oro. (Retro del gonfalone: interzato in palo di giallo, di azzurro e di giallo o interzato in palo di azzurro, di giallo e di azzurro) Bandiera: Drappo interzato in fascia di giallo, di azzurro e di giallo; la striscia centrale caricato dello stemma comunale. (anche in uso sono bandiere senza stemma) |           |          |
|        | Tre Ville Blasonatura: "Scudo francese antico. In cuore allo scudo, sovrapposti ad un monte verde che termina nel capo dello stemma, tre rami di frassino intrecciati, d'argento, cimati rispettivamente di tre, quattro e una foglia, nascenti da un monte di porpora movente dalla punta". Corona: "Murale di Comune". Ornamenti: "A sinistra una fronda d'alloro fogliata al naturale fruttifero di rosso; a destra una fronda di quercia fogliata e ghiandifera al naturale. La scritta Tre Ville, su due righe, marrone, in caratteri maiuscoli (font Cambria Bold)". (D.G.P. 31/03/2016) Gonfalone: Drappo grigio chiaro, caricato dallo stemma sopra descritto semplice e non ornato, con l'iscrizione centrata sotto lo stemma ricamata, recante la denominazione del Comune. Il drappo rettangolare avrà un solo lato frangiato, quello inferiore, dello stesso colore della corona. Le parti in metallo saranno in ferro anticato e i cordoni marrone scuro. (D.G.P. 31/03/2016) |           |          |
|        | Valdaone Interzato in fascia d'azzurro, di verde e di rosso. Nel primo al camoscio saliente al naturale, la testa volta a sinistra, tra due fiori d'arnica d'oro. Nel secondo al caratteristico ponte di Tringoi stilizzato d'argento. Nel terzo ad un fiore d'arnica d'oro centrato. Ornamenti esteriori di Comune. Sopra la corona, la scritta in capitali maiuscole COMUNE DI / VALDAONE. Le fronde legate da un nastro tricolore. (D.G.P. 13/06/2016) Gonfalone: Il gonfalone è composto da un drappo rettangolare frangiato con fondo verde, riproduce con ricami lo stemma, gli ornamenti e la scritta. È sospeso per tramite di un “bilico” ad un’asta ricoperta di velluto dei colori del drappo con bullette metalliche disposte a spirale, terminante in punta con una “freccia” sulla quale è riprodottolo stemma del Comune. Il gambo, in alto, riporta una “cravatta” frangiata tricolore. Le parti metalliche, i cordoni, i ricami, le bullette dovranno essere argentate. Le decorazioni si adeguano alla normativa. Quanto a dimensioni e forma, corrisponde in sostanza alle disposizioni del D.P.C.M. 28 gennaio 2011. (D.G.P. 13/06/2016) |           |          |
|        | Valfloriana Blasonatura: Di rosso al S. Floriano nella sua tradizionale iconografia sopra una campagna di verde. Corona: Murale di Comune. Ornamenti: A destra una fronda d'alloro fogliata al naturale fruttifera di rosso; a sinistra una fronda di quercia fogliata e ghiandifera al naturale. (D.G.P. 29/07/1988) Gonfalone: Gonfalone del rapporto di 5/8 terminante al battente in coda di rondine ed al bilico in cinque merli guelfi, costituito da tre teli, verticalmente disposti, dei quali il centrale, bianco, largo il doppio di ciascuno dei laterali, rossi. Il drappo sarà bordato e frangiato d'oro e porterà al centro lo stemma munito dei suoi ornamenti soprastante l'aurea dicitura "Comune di Valfloriana", concavemente disposta. Il bilico sarà unito all'asta, ricoperta da guaina di velluto rosso ornata da una spirale d'argento, mediante un cordone a nappe, d'oro. (D.G.P. 29/07/1988) (viene utilizzato anche un gonfalone partito di bianco e di rosso) Bandiera: Interzato in palo di rosso, di bianco e di rosso; al centro lo stemma comunale. |           |          |
|        | Vallarsa Di rosso, alla fontana zampillante d'argento, a due orsi di nero, affrontati, in atto di bere nella vasca della fontana, il tutto su pianura di verde. (stemma tradizionale, riconosciuto con D.C.G. 10/04/1930) Gonfalone: Vessillo rettangolare partito di bianco e di azzurro del rapporto di 5/7 terminante al bilico in tre merli guelfi ed in punta secondo tre pendoni scalari, ornato e frangiato d'argento, portante al centro lo stemma comunale munito dei suoi ornamenti, e la sovrastante dicitura, in argento, - Comune di Vallarsa -. Il bilico sarà unito ad un'asta metallica mediante cordone con nappe pure d'argento. (D.G.P. 13/12/1988) (Retro del gonfalone: di azzurro) Bandiera: Partito di bianco e di azzurro. |           |          |
|        | Vallelaghi - Blasonatura: "Interzato in fascia. Capo partito, a destra in smalto bianco a sinistra in smalto rosso. Caricato - in punto del capo - da testa rossa strappata di leone, stilizzata, linguata di ugual colore. Fascia d'oro caricata nel cuore da una fronda d'ulivo fruttifero al naturale, coricata, stilizzata. Campagna in smalto azzurro troncata da tre righe ondulate in bianco, sovrapposte, e in punta della punta caricata da una barca azzurra bordata e fasciata in bianco, postata sulle onde, stilizzata. Bordura in smalto nero. - Corona: "Murale di Comune, stilizzata". - Ornamenti: "A destra una fronda d'alloro incurvata e fogliata al naturale; a sinistra una fronda di quercia specchiata alla prima, fogliata al naturale, entrambe stilizzate e legate in basso da un nastro tricolorato dei colori nazionali, stilizzato. (D.G.P. 31/03/2016) Gonfalone: Drappo, che costituisce il gonfalone, con misura di cm 90x180 come fissato dalla normativa, ha colore di fondo azzurro identico allo smalto della banda inferiore dello stemma (quella riferita all'originario Comune di Terlago), è sospeso mediante un bilico mobile ad un'asta ricoperta di velluto dello stesso colore del drappo, fissato a spirale con bullette. L'asta termina in alto con una freccia sulla quale è riprodotto lo stemma ed è ornata da una cravatta frangiata in nastro tricolorato dai colori nazionali. Le parti metalliche del gonfalone, le frange, i cordoni, le bullette, oltre che l'iscrizione, sono argentati, essendo il gonfalone riferito all'ente comune. Lo stemma del nuovo Comune è caricato nella parte bassa del drappo; lo scudo e le fronde sono contornate in bianco affinché risaltino sullo sfondo azzurro. L’iscrizione è collocata sopra lo stemma, su due righe centrate, con il titolo “Vallelaghi” disposto su un tracciato convesso verso l’alto, come prescritto. Per l’iscrizione è utilizzato il font Bodoni BT, in maiuscolo per la dicitura “COMUNE DI” e in minuscolo per “Vallelaghi”, quest’ultima con corpo doppio di quello della dicitura “COMUNE DI”. (D.G.P. 31/03/2016) |           |          |
|        | Vermiglio Blasonatura: Troncato. Nel primo d'azzurro alla catena montuosa di verde, attraversante, nascente dalla partizione, terminante in una sommità d'argento, il tutto al naturale; nel secondo di rosso a tre armille d'oro disposte 2, 1. Corona: Murale di Comune. Ornamenti: A destra una fronda d'alloro fogliata al naturale fruttifera di rosso; a sinistra una fronda di quercia fogliate e ghiandifera al naturale legate da un nodo d'oro. (D.G.P. 27/09/1991) (una versione precedente dello stemma fu concesso con R.D. 11/02/1929: D'argento, al monte di tre colli di verde, movente dalla punta e sormontato da un albero sradicato di pino al naturale.) Gonfalone: Drappo azzurro del rapporto di 9/15, terminante in tre pendoni di cui maggiore quello centrale, bordato e frangiato d'argento, recante al centro lo stemma comunale completo nei suoi ornamenti sovrastante la dicitura in argento Comune di Vermiglio centrata e disposta su tre righe. Il drappo sarà appeso ad un bilico unito all'asta ricoperta da una guaina di velluto azzurro mediante un cordone a nappe, d'argento. (D.G.P. 27/09/1991) |           |          |
|        | Vignola-Falesina Scudo gotico antico partito, il primo oro, il secondo verde, caricato nel centro con ruota dentata e lampada accesa da minatore. Al centro della ruota tre pini, su montagna verde sottobosco sovrastata da cielo azzurro. (D.G.P. 11/04/1986) (N.B. blasonatura non contiene né corona né ornamenti) Gonfalone: Drappo rettangolare cadente, partito oro-verde, caricato di stemma del Comune, con alla base Vignola-Falesina colore nero. (D.G.P. 11/04/1986) (Retro del gonfalone: di giallo) |           |          |
|        | Villa Lagarina Blasonatura: Troncato ondato nel 1° d'azzurro alla villa dalle caratteristiche lagarine d'oro fondata su una pianura erbosa di verde; nel 2° fasciato ondato d'azzurro e d'argento. Corona: Murale di Comune. A destra una fronda d'alloro fogliata al naturale fruttifera di rosso, a sinistra una fronda di quercia fogliata e ghiandifera al naturale, legate da un nastro d'argento e di rosso. (D.G.P. 17/04/1987) Gonfalone: Drappo rettangolare azzurro chiaro del rapporto di 5/9, appeso a un bilico bordato e frangiato d'argento, caricato al centro dello stemma comunale munito dei suoi ornamenti, accostato in capo dalla dicitura "Comune" ed in punta "di Villa Lagarina" disposta su due righe. Il bilico sarà unito all'asta, foderata di velluto azzurro, contornata da una serie di bullette d'argento disposte a spirale, mediante un cordone a nappe d'argento. (D.G.P. 10/11/1989) |           |          |
|        | Ville d'Anaunia Campo - interzato in pergola rovesciata: In A - di rosso, un castello altomedioevale d'argento costituito da una torre con balcone sporgente circondata da una palizzata, la torre finestrata di tre di ferro poste uno e due in aderenza al balcone; In B - di azzurro, la "Torre Valeria" in tonalità d'argento in base alla geometria, di colori più tenui a destra e più scuri a sinistra, finestrata di tre di ferro poste due e uno e bertesca d'argento brillante fra le due, posta sulla centrale e maggiore di tre cime di verde chiaro poste in ombilico, accompagnata in capo da cinque stelle d'oro disposte ad arco, delle quali una centrale e quattro laterali, due meli di verde chiaro con tronco al naturale, fruttati di rosso, posti sui due monti laterali. In C - di bianco caricato da tre piante di abete (7 punte) di verde scuro con tronchi al naturale, non fruttati, nodriti su di un prato verde scuro posto in ombilico con andamento superiore piatto. Alla base di ogni albero è presente un cippo in pietra. È presente una stella in capo di color topazio. Corona - Murale di Comune d'oro a 16 merli ghibellini, di cui 9 visibili. Ornamenti - a destra una fronda d'alloro d'oro fogliata e fruttifera d'oro, a sinistra una fronda di quercia d'oro fogliata e ghiandifera d'oro, legate da un nodo di rosso. (D.G.P. 26/05/2023) Gonfalone (non ancora realizzato): Drappo rettangolare cadente di verde molto scuro; lato inferiore con tre code, bordato e frangiato, caricato nel centro dallo stemma comunale munito dei suoi ornamenti, contornato dall'iscrizione centrale disposta su tre righe Comune di Ville d'Anaunia. Asta in metallo. (D.G.P. 26/05/2023) |           |          |
|        | Ville di Fiemme Semipartito troncato. Il primo di azzurro, al sole d’oro; il secondo d’oro, al corvo sorante; entrambi sostenuti dal massiccio della Rocca in smalto verde, con le affiancate cime Cugola e Ronchesei. Il terzo interzato in fascia di giallo, di bianco, di rosso. All’esterno fregio ornamentale con ramo di alloro e quercia fruttati. (D.G.P. 21/01/2022) No gonfalone |           |          |
|        | Volano Campo di cielo, a due alberi sradicati di nocciolo, fruttati al naturale, con i rami in decusse, sormontato da una ed accostati da due stelle (6) d'argento. (stemma tradizionale, riconosciuto con D.C.G. 15/05/1931) Gonfalone: Drappo formato da tre teli, il centrale bianco, largo cinque settimi della larghezza totale, i laterali azzurri larghi ciascuno un settimo di essa. |           |          |
|        | Ziano di Fiemme D'azzurro, alla figura di Venere, al naturale. Ornamenti esteriori da Comune. (R.D. 12/02/1930) Gonfalone (non approvato con D.P.R./D.G.P.): Il gonfalone ha forma di stendardo a barre verticali bianche e rosa alternate in numero di tre con ricamato al centro lo stemma comunale sovrastato dalla scritta in filo dorato "COMUNE DI ZIANO DI FIEMME". Bandiera: Partito di bianco e di rosa, al centro lo stemma comunale. Bandiera storica: Fasciato di sei pezzi di bianco e di rosa. |           |          |

### Comuni soppressi
| Stemma | Comuni soppressi e blasonatura | Gonfalone        | Bandiera |
| ------ | --- | ---------------- | -------- |
|        | Amblar (dal 1º gennaio 2016 soppresso per la costituzione del nuovo comune di Amblar-Don) Blasonatura: "Troncato: nel primo d'azzurro a tre abeti male ordinati d'argento; nel secondo di rosso, alla ruota di mulino dello stesso; la caratteristica porta di Vallavena, d'oro, attraversante sopra la partizione". Corona: "Murale di Comune". Ornamenti: "A destra una fronda d'alloro fogliata al naturale fruttifera di rosso; a sinistra una fronda di quercia fogliata e ghiandifera al naturale legate da un nodo d'oro". (D.G.P. 30/12/1991) Gonfalone (mai realizzato): Drappo del rapporto di 1/2, troncato di rosso e d'azzurro, bordato e frangiato d'argento appeso ad un bilico mediante tre merli guelfi, terminante al ventame in tre pendoni appuntiti di cui maggiore il centrale caricato dello stemma comunale munito dei suoi ornamenti e della argentea dicitura COMUNE DI AMBLAR, concavemente disposta. Il bilico sarà appeso all'asta - ricoperta di una guaina di velluto azzurro ornata di borchie argentate disposte a spirale - mediante un cordone a nappe, d'argento. (D.G.P. 30/12/1991) |                  |          |
|        | Bersone (dal 1º gennaio 2015 soppresso per la costituzione del nuovo comune di Valdaone) Blasonatura: Partito d'azzurro e di verde al ponte in cemento armato, d'argento, posto in fascia. Corona: Murale di comune. Ornamenti: A destra una fronda d'alloro fogliata al naturale fruttifera di rosso; a sinistra una fronda di quercia fogliata e ghiandifera al naturale legate da un nodo d'oro. (D.G.P. 02/06/1989) Gonfalone: Drappo rettangolare partito di verde e d'azzurro, bordato e frangiato d'argento, del rapporto di 5/9, terminante al ventame ed al bilico in sei merli guelfi, caricato al centro dello stemma comunale, munito dei suoi ornamenti, sovrapposto alla dicitura "Comune di Bersone" concavemente disposta. Il bilico sarà unito all'asta, foderata da una guaina di velluto dai colori del campo, marcati da argentee bullette lungo la loro partizione, da un cordone a nappe d'argento. (D.G.P. 02/06/1989) |                  |          |
|        | Beseno (dal 24 giugno 1947 soppresso per la ricostituzione dei comuni di Besenello e Calliano) D'argento, al castello merlato e torricellato, al naturale, fondato su di un monte erboso di verde. (R.D. 17/03/1930) |                  |          |
|        | Bezzecca (dal 1º gennaio 2010 soppresso per la costituzione del nuovo comune di Ledro) Troncato: nel 1° ritroncato, d'azzurro e d'oro, all'albero di verde attraversante; nel 2° partito di rosso e di argento, a due spade al naturale, decussate ed attraversanti sulla partizione. Ornamenti esteriori da Comune. (R.D. 15/10/1931) Incongruenza tra disegno e blasonatura: la miniatura annessa al R.D. mostra soltanto la corona, senza le fronde; anche sul gonfalone mancano le fronde. Gonfalone: Il gonfalone sarà della forma prescritta, avente il Drappo di colore verde, riccamente ornato di ricami d'argento e caricato dello stemma sopra descritto con l'iscrizione centrata in argento: "COMUNE DI BEZZECCA" Le parti di metallo ed i nastri saranno argentati; l'asta verticale sarà ricoperta di velluto verde con bullette argentate poste a spirale. Nella freccia sarà rappresentato lo stemma del Comune e sul gambo inciso il nome. Cravatta e nastri tricolorati dai colori nazionali, frangiati d'argento. (R.D. 15/10/1931) |                  |          |
|        | Bleggio (dal 10 gennaio 1947 soppresso per la ricostituzione dei comuni di Bleggio Inferiore e Bleggio Superiore) Troncato di rosso e d'azzurro, alla croce patente aguzza d'oro, attraversante. (R.D. 03/10/1929) (riadottato come stemma del comune di Bleggio Superiore e con modificazioni di Bleggio Inferiore |                  |          |
|        | Bleggio Inferiore (dal 1º gennaio 2010 soppresso per la costituzione del nuovo comune di Comano Terme) Blasonatura: Troncato d'azzurro e di rosso, alla croce patente aguzzata d'oro, bordato di 12 pezzi in successione d'oro, di rosso, d'oro, di rosso, d'oro, d'azzurro, d'oro, d'azzurro, d'oro, di rosso. Corona: Murale di Comune. Ornamenti: A destra una fronda d'allora fogliata al naturale fruttifera di rosso; a sinistra una fronda di quercia fogliata e ghiandifera al naturale legate da un nodo d'azzurro, d'oro e di rosso. (D.G.P. 02/02/1990) (versione modificata dello stemma di Bleggio) Gonfalone: Drappo rettangolare del rapporto di 1/2, troncato d'azzurro e di rosso, pendente direttamente dal bilico e terminante al ventame in tre pendoni di cui maggiore il centrale, bordato e frangiato, recante al centro lo stemma comunale munito dei suoi ornamenti accostato in capo della dicitura convessa "Comune" ed in punte da "di" sovrastante "Bleggio Inferiore" concavemente disposta il tutto in argento. Il bilico sarà unito all'asta, foderata da una guaina di velluto dai colori rosso e azzurro disposti a spirale, mediante un cordone a nappe d'argento. (D.G.P. 02/02/1990) |                  |          |
|        | Bolbeno (dal 1º gennaio 2016 soppresso per la costituzione del nuovo comune di Borgo Lares) Scudo sannitico tagliato: il primo d'azzurro, alla torre campanaria; il secondo d'oro, al ramo di larice fruttato. (D.G.P. 18/01/1985) (N.B. blasonatura non contiene né corona né ornamenti) Gonfalone (mai realizzato): drappo rettangolare frangiato cadente in colore azzurro carico, caricato nel centro dello stemma comunale con al di sopra la scritta Bolbeno e fregio floreale costituito da sorte di foglie di vite colore verde. (D.G.P. 18/01/1985) |                  |          |
|        | Bondo (dal 1º gennaio 2016 soppresso per la costituzione del nuovo comune di Sella Giudicarie) Blasonatura: Inquartato; nel primo d'azzurro all'abete d'oro, affiancato in punta a sinistra dal Monumento locale ai Caduti, d'argento; nel secondo di rosso, al sole d'oro, uscente dal cantone destro della punta; nel terzo di verde, al fiume ondoso d'argento, attraversante in banda; nel quarto di verde, al fiume ondoso d'argento attraversante in sbarra. Corona: Murale di Comune. Ornamenti: A destra una fronda d'alloro fogliata al naturale fruttifera di rosso, a sinistra una fronda di quercia fogliata e ghiandifera al naturale, legate da un nodo d'oro. (D.G.P. 13/12/1988) Inquartato; nel 1° d'azzurro all'abete d'oro di cinque palchi, (as)sinistrato in punta dal caratteristico monumento ai Caduti, d'argento; nel 2° di rosso ad un'ombra di sole a 12 raggi patenti, il tutto d'oro, movente dal cantone destro della punta; nel 3° di verde al fiume ondato d'argento fluttuoso di nero attraversante in banda; nel 4° di verde ad analogo fiume attraversante in sbarra. Gonfalone: Drappo rettangolare rosso carminio, del rapporto di 1x2, bordato e frangiato d'argento, caricato al centro dallo stemma comunale munito dei suoi ornamenti, sovrastante la dicitura in argento, disposta su 3 righe "Comune di Bondo" e pendente da un bilico unito all'asta da un cordone a nappe, il tutto d'argento. L'asta sarà foderata da una guaina di velluto giallo-oro, ornata da un nastro a spirale rosso. (D.G.P. 13/12/1988) |                  |          |
|        | Bosentino (dal 1º gennaio 2016 soppresso per la costituzione del nuovo comune di Altopiano della Vigolana) D'azzurro, alla bifora d'argento aperta in una muraglia attraversante dello stesso, murata di nero, fondata su un colle di verde posto in punta, caricato da una fronda di felce e da un germoglio di sequoia d'oro, legate da un nastro dai colori della Provincia di Trento (bianco e porpora). Corona: Murale di Comune. Ornamenti: A destra una fronda d'alloro fogliata al naturale fruttifera di rosso, a sinistra una fronda di quercia fogliata e ghiandifera al naturale, legate da un nodo d'argento. (D.G.P. 22/01/1988) Gonfalone: Drappo rettangolare tagliato d'azzurro e di verde, del rapporto di 5/9, frangiato e bordato d'argento, caricato al centro dello stemma comunale munito dei suoi ornamenti, sovrastato dalla dicitura arcuata, in argento, Comune di Bosentino, terminante al bilico in sei merli ghibellini. Il bilico sarà unito all'asta, ricoperta da una guaina in velluto azzurro ornata da bullette d'argento disposte a spirale, mediante un cordone a nappe, d'argento. (D.G.P. 06/07/1992) |                  |          |
|        | Breguzzo (dal 1º gennaio 2016 soppresso per la costituzione del nuovo comune di Sella Giudicarie) Blasonatura: Inquartato, in croce di S. Andrea, d'azzurro e d'argento. Nel 1º all'aquila dal volo abbassato, d'oro; nel 2º e nel 3º al giglio di S. Giovanni di rosso; nel 4º al martello e alla pala da minatore, d'oro, posti in decusse. Corona: Murale di Comune. Ornamenti: A destra una fronda d'alloro fogliata al naturale fruttifera di rosso; a sinistra una fronda di quercia fogliata e ghiandifera al naturale legate da un nastro d'oro. (D.G.P. 01/09/1989) Gonfalone: Drappo rettangolare bianco del rapporto di 1/2, accostato ai lati e caricato al centro da pali rossi larghi ciascuna 1/9 del totale, bordato e frangiato d'argento, terminante al bilico in 5 merli rovesciati, ricaricato al centro dello stemma comunale munito dei suoi ornamenti sovrastante la dicitura, in argento, "Comune di Breguzzo" disposta su tre righe. Il bilico sarà unito all'asta, foderata da una guaina di velluto dai colori argento e rosso disposti a spirale, mediante un cordone a nappe, d'argento. (D.G.P. 01/09/1989) (Retro del gonfalone: di rosso) |                  |          |
|        | Brez (dal 1º gennaio 2020 soppresso per la costituzione del nuovo comune di Novella) Blasonatura: Partito: nel I° d'oro all'aquila di nero uscente dalla partizione, armata e rostrata del campo, linguata di rosso; nel II° palato d'azzurro e d'oro di quattro pezzi.(i.r. Decreto 03/06/1896) Ornamenti: Corona civica di Comune.(D.G.P. 26/04/1985) (un altro stemma era stato adottato con D.P.R. 18/04/1951: Troncato, nel 1° d'argento alla testa di moro rivolta; nel 2° d'azzurro a tre stelle d'oro.) Gonfalone (a foggia di bandiera): Drappo: Stendardo del rapporto (altezza, fratto, larghezza) di 0,96, svolazzante di giallo, palato d'azzurro di due, il centro caricato dello stemma comunale. Ornamenti: Cravatta d'oro al recto e azzurra al verso, frangiata dei medesimi colori, recante sulla prima falda la dicitura "Comunitas Bretii" e sulla seconda il motto "Deo et virtuti", entrambi ricamati in azzurro. (i.r. Ministero dell'Interno 06/08/1897) / (D.G.P. 26/04/1985) (gonfalone di 1951: Drappo di azzurro al palo di bianco, caricato dello stemma comunale con l’inserzione centrata in argento “Comune di Brez”.(D.P.R. 18/04/1951)) |                  |          |
|        | Brione (dal 1º gennaio 2016 soppresso per la costituzione del nuovo comune di Borgo Chiese) Blasonatura: Trinciato nel 1° d'azzurro al monte d'argento caricato di due conifere al naturale; nel 2° di verde alla chiesa locale di argento sovrastante un fiume d'azzurro ondato spigoloso prospettico disposto in sbarra dalla partizione alla punta. Corona: Civica di Comune. Ornamenti: A destra una fronda d'alloro fogliata al naturale fruttata di rosso, a sinistra una fronda di quercia fogliata e fruttifera al naturale legate da un nodo d'argento e d'azzurro. (D.G.P. 18/12/1987) Trinciato: nel 1° d'azzurro a due conifere di verde nodrite sui fianchi di un monte d'argento movente dalla partizione; nel 2° di verde alla chiese locale addestrata dalla sua torre campanaria, il tutto d'argento, chiuso dello stesso e murato di nero, accompagnata da una riviera d'azzuro ondata spigolosa prospettica scorrente dalla partizione alla punta. Gonfalone (non approvato con D.G.P.): Drappo cadente rettangolare, partito di verde e di azzurro, con al centro lo stemma comunale munito dei suoi ornamenti sotto la dicitura di oro "COMUNE DI BRIONE". |                  |          |
|        | Cagnò (dal 1º gennaio 2020 soppresso per la costituzione del nuovo comune di Novella) Blasonatura: Trinciato di rosso e di nero al cane rampante d'argento collarinato d'oro. Corona: Murale di Comune. Ornamenti: A destra una fronda d'alloro fogliata al naturale fruttifera di rosso; a sinistra una fronda di quercia fogliata e ghiandifera al naturale legate da un nodo nero, argento, rosso. (D.G.P. 10/11/1989) Gonfalone: Drappo rettangolare del rapporto di 1/2, interzato in fascia di nero, di bianco, di rosso, terminante al bilico in 4 merli guelfi ed al ventame in 3 pendoni, più lungo il centrale, bordato e frangiato d'argento, caricato al centro dello stemma comunale munito dei suoi ornamenti, sovrastante l'argentea dicitura "Comune di Cagnò" concavemente disposta. Il bilico sarà unito all'asta, foderata di una guaina di velluto dai colori bianco, rosso, nero intercalati e disposti a spirale, mediante un cordone a nappe d'argento. (D.G.P. 10/11/1989) (Retro del gonfalone: di rosso) |                  |          |
|        | Calavino (dal 1º gennaio 2016 soppresso per la costituzione del nuovo comune di Madruzzo) Blasonatura: Inquartato nel 1. e 4. di rosso al grappolo d'oro pendente da un tralcio fogliato al naturale, nel 2. e 3. d'azzurro al busto di leone d'oro linguato di rosso - rivoltato nel 3.; sul tutto uno scudetto bandato d'azzurro e d'argento. Corona: Murale di Comune. Ornamenti: A destra una fronda d'alloro fogliata al naturale fruttifera di rosso; a sinistra una fronda di quercia fogliata e ghiandifera al naturale legate da un nodo dai colori argento e azzurro. (D.G.P. 10/11/1989) (derivato dal sigillo tradizionale, mostrando un grappolo d'uva) Gonfalone: Drappo rettangolare azzurro del rapporto di 1/2, appeso al bilico mediante tre merli guelfi, terminante al ventame in tre pendoni appuntiti di cui maggiore il centrale, bordato e frangiato d'argento, caricato di un riquadro bianco, ricaricato a sua volta dello stemma comunale munito dei suoi ornamenti, con 4 grappoli d'uva (dello stemma) accantonati. Sotto il riquadro la dicitura in argento "Comune di Calavino" disposta su tre righe accompagnata da ricami con tralci fruttiferi di vite. Il bilico sarà unito all'asta, ricoperta da una guaina di velluto dai colori alternati argento e azzurro disposti a spirale, mediante un cordone a nappe d'argento. (D.G.P. 10/11/1989) (Retro del gonfalone: di azzurro) |                  |          |
|        | Carano (dal 1º gennaio 2020 soppresso per la costituzione del nuovo comune di Ville di Fiemme) Scudo con contorno lavorato in argento, interzato in fasce: nel primo di giallo; nel secondo di bianco con croce con fregi; nel terzo di rosso. All’esterno fregio ornamentale con ramo di alloro e quercia fruttati. (D.G.P. 08/06/1984) (N.B. blasonatura non contiene corona; nastro legando le fronde è di argento) (Scudo accartocciato, campo ovale. Interzato in fascia: nel 1° d'oro, nel 2° d'argento alla croce patente vuotato di nero, con la spera del medesimo; nel 3° di rosso.) Gonfalone (non approvato con D.G.P.): Drappo interzato in fascia di giallo, di bianco e di rosso, con al centro lo stemma comunale munito dei suoi ornamenti. (Retro del gonfalone: di beige) |                  |          |
|        | Castelfondo (dal 1º gennaio 2020 soppresso per la costituzione del nuovo comune di Borgo d'Anaunia) Blasonatura: Partito. Nel 1° d'argento alla muraglia di rosso passante, turrita di un pezzo, merlato alla guelfa; nel 2° d'azzurro alla banda d'oro caricata di tre stelle (6) del campo. Corona: Murale di Comune. Ornamenti: A destra una fronda d'alloro fogliata al naturale fruttifera di rosso, a sinistra una fronda di quercia fogliata e ghiandifera al naturale legate da un nodo d'azzurro e d'oro. (D.G.P. 13/12/1988) Gonfalone: Vessillo rettangolare del rapporto di 5/9 terminante in punta secondo tre pendoni, di cui più lungo il centrale, partito d'azzurro e di giallo, bordato e frangiato d'argento, caricato al centro dello stemma comunale munito dei suoi ornamenti, sovrastante la dicitura - Comune di Castelfondo - pure in argento, disposta su tre righe; esso sarà unito ad un bilico appeso all'asta con un cordone a nappe, d'argento, mediante 5 merli guelfi; l'asta sarà ricoperta da una guiana di velluto azzurro ornata da una spirale d'oro. (D.G.P. 13/12/1988) |                  |          |
|        | Cembra (dal 1º gennaio 2016 soppresso per la costituzione del nuovo comune di Cembra Lisignago) Di rosso, al grappolo d'uva moscatella, fogliato e pampinoso, al naturale. (D.C.G. 30/03/1930) (derivato dallo stemma tradizionale, mostrando alternativamente un ramo di cembra o un grappolo d'uva) Gonfalone: Drappo di rosso, alla fascia di verde… (R.D. 23/01/1930) |                  |          |
|        | Centa San Nicolò (dal 1º gennaio 2016 soppresso per la costituzione del nuovo comune di Altopiano della Vigolana) Blasonatura: Troncato nel 1° di rosso alla lepre corrente d'argento; nel 2° scaccato di verde e d'argento di 28 pezzi. Corona: Murale di Comune. Ornamenti: A destra una fronda d'alloro fruttata di rosso, a sinistra una fronda di quercia ghiandifera al naturale, legate da un nastro d'argento, rosso e nero. (D.G.P. 27/11/1987) (parzialmente derivato dal sigillo tradizionale: troncato: sopra un cavallo galoppante, sotto una colonna.) Gonfalone: Drappo rettangolare del rapporto di 5/8 formato da tre teli posti in palo, di cui verdi i laterali larghi ciascuno 1/3 di quello bianco centrale, bordato e fregiato d'argento, unito d'asta mediante un bilico sospeso ad essa con un cordone a nappe dello stesso. Il palo potenziato centrale sarà caricato dello stemma completo dei suoi ornamenti e sovrastante le scritta in oro "Comune di Centa S. Nicolò". Il tutto sostenuto da un'asta ricoperta di velluto rosso ornata da un nastro a spirale d'argento. (D.G.P. 27/11/1987) |                  |          |
|        | Cimego (dal 1º gennaio 2016 soppresso per la costituzione del nuovo comune di Borgo Chiese) Blasonatura: Interzato in fascia d'azzurro, d'argento, di rosso nel 1° alla sega da falegname d'oro; nel 2° al mazzuolo da lapicida posto in palo, accollato a scalpello e punteruolo incrociati in croce di S. Andrea, il tutto di nero; nel 3° al maglio da fabbro, d'oro. Corona: Murale di Comune. Ornamenti: A destra una fronda d'alloro fogliata al naturale fruttifera di rosso; a sinistra una fronda di quercia fogliata e ghiandifera al naturale legate da un nodo d'oro. (D.G.P. 01/09/1989) Gonfalone: Drappo rettangolare azzurro del rapporto di 5/9 bordato e frangiato d'argento terminante in punta a coda di rondine e al bilico in 4 merli guelfi caricato al centro dello stemma comunale munito dei suoi ornamenti sovrastante la dicitura "Comune di Cimego" concavemente disposta. Il bilico sarà unito all'asta, foderata da una guaina di velluto azzurro contornata da una serie di bullette d'argento disposte a spirale mediante un cordone a nappe d'argento. (D.G.P. 01/09/1989) |                  |          |
|        | Cloz (dal 1º gennaio 2020 soppresso per la costituzione del nuovo comune di Novella) Blasonatura: Troncato; nel I°, di rosso al grifo rampante d’argento, armato e rostrato d’oro, linguato del campo; nel II°, di argento al melo al naturale, fruttifero d’oro, nodrito sopra una campagna di verde. Ornamenti: Corona civica di Comune e in alternativa Corona d’argento di tre torri merlate alla guelfa aperte di nero. (D.G.P. 26/04/1985) (N.B. blasonatura non contiene fronde) Gonfalone: Drappo del rapporto di 5/8, troncato di bianco e di rosso bordato e frangiato d'argento, caricato al centro dallo stemma comunale munito dei suoi ornamenti sovrastante la dicitura in argento Comune di Cloz, disposta su tre file terminante al ventame a coda di rondine, appeso ad un bilico mediante 6 merli guelfi. Il bilico è unito all'asta, ricoperta da una guiana di velluto dai colori alternati bianco e rosso disposti a spirale, da un cordone a nappe d'argento. (D.G.P. 27/09/1991) (N.B. sul gonfalone lo stemma contiene fronde) |                  |          |
|        | Concei (dal 1º gennaio 2010 soppresso per la costituzione del nuovo comune di Ledro) D'azzurro alla vallata contornata da cime montuose al naturale, seminata da tre chiese stilizzate, fondata su un prato di verde, nodrito di due abeti. La parte centrale del prato caricata dalla lettera maiuscola C che racchiude le lettere maiuscole LEL in sequenza. (D.G.P. 23/03/1984) (N.B. blasonatura non contiene né corona né fronde) (Scudo (...) quadrato, con la punta delimitata da due archi concavi partenti dagli angoli inferiori. (...) Troncato [in fascia centrata]: nel 1° di cielo alla catena montuosa attraversante al naturale, caricata di tre chiese male ordinate, prospettiche, di nero; nel 2° di verde alla letter C maiuscola d'argento, posta a racchiudere le lettere maiuscole L E L di nero ordinate in sbarra, accostata da due abeti del medesimo attraversanti sulla partizione.) No gonfalone |                  |          |
|        | Condino (dal 1º gennaio 2016 soppresso per la costituzione del nuovo comune di Borgo Chiese) D'azzurro, alla croce vuotata d'oro. [Capo del Littorio] (D.C.G. 22/10/1936) (N.B. nastro legando le fronde è di azzurro) (derivato dallo stemma tradizionale) Gonfalone: Drappo d'azzurro al palo di giallo riccamente ornato di ricami d'argento e caricato dello stemma comunale con l'iscrizione centrata in argento: "Comune di Condino". Le parti di metallo ed i cordoni saranno argentati: L'asta verticale sarà ricoperta di velluto azzurro con bullette argentate poste a spirale. Nella freccia sarà rappresentato lo stemma del Comune e sul gambo inciso il nome. Cravatta e nastri tricolorati dai colori nazionali frangiati di argento. (D.P.R. 22/12/1949) |                  |          |
|        | Coredo (dal 1º gennaio 2015 soppresso per la costituzione del nuovo comune di Predaia) Partito: nel PRIMO di azzurro al castello di nero merlato alla guelfa di cinque ed aperto e finestrato del campo di due, sormontato da una torre di nero merlata di tre alla guelfa e finestrata di uno del campo; nel SECONDO di oro alla lettera C capitale di nero. Ornamenti esteriori di Comune. (D.P.R. 17/12/1953) (N.B. nastro legando le fronde è di rosso) Gonfalone (come approvato): Partito di azzurro e di giallo. (D.P.R. 17/12/1953) Incongruenza tra disegno e blasonatura: effettivamente in uso fu un gonfalone troncato di giallo e di azzurro. | Gonfalone in uso |          |
|        | Cunevo (dal 1º gennaio 2016 soppresso per la costituzione del nuovo comune di Contà) Forma di scudo tripartito: 1) nel primo a sinistra in alto d'argento torre con tre merli alla sommità e due finestre aperte; 2) nel secondo in centro d'argento chiesa con campanile incorporato, una porta aperta e quattro finestre aperte nel campanile; 3) nel terzo a destra in basso d'argento casa con sovrastante una torricella a due piani coperta, nella casa ci sono tre finestre aperte e due nella torricella pure aperte. Nella parte alta a destra fascie ondate spigolose d'azzurro e bianco, nella parte in basso a sinistra fascie oblique rosse e bianche. Corona superiore da Comune. Ornamenti: a destra una fronda d'alloro fogliata al naturale fruttata di rosso, a sinistra una fronda di quercia fogliata e ghiandifera al naturale, legata da un nodo d'oro. (D.G.P. 07/06/1985) (Tagliato: nel 1° ondato spigoloso d'azzurro e d'argento di 10 pezzi; nel 2° sbarrato di rosso e d'argento di 24 [?] pezzi; caricato sulla partizione da tre scudetti rettangolari d'argento ordinati in sbarra: alla torre quadrata merlata alla ghibellina, murata e finestrata di nero; alla caratteristica chiesetta di san Lorenzo; alla caratteristica chiesetta del castel La Santa.) Gonfalone (non approvato con D.G.P.): Drappo rettangolare, di bianco ai due pali laterali di verde, terminante in tre pendoni rettangolari, recante al centro lo stemma comunale munito dei suoi ornamenti, sopra la dicitura di argento "Comune di Cunevo", disposta su tre righe. (Retro del gonfalone: di bianco) |                  |          |
|        | Daiano (dal 1º gennaio 2020 soppresso per la costituzione del nuovo comune di Ville di Fiemme) Blasonatura: D'oro al monte di tre cime di verde, sovrastato da due corvi soranti, affrontati, di nero, caricato di un daino accovacciato, al naturale. Corona: Civica di Comune, d'argento. Ornamenti: A destra una fronda d'alloro fogliata al naturale fruttata di rosso, a sinistra una fronda di quercia fogliata e fruttifera al naturale entrambe legate da un nastro d'oro e verde. (D.G.P. 06/02/1987) Gonfalone: Vessillo del rapporto di 5/8 composto di nove teli, uniti fra loro per lungo, terminante al bilico - al quale sarà appeso mediante i teli dispari - in merlatura guelfa e foggiato al battente a coda di rondine. Il telo verde, mediano, sarà progressivamente affiancato su entrambi i lati da teli di colore giallo, blu, bianco, rosso, caricati al centro con lo stemma comunale, munito dei suoi ornamenti e sovrastante la scritta "Comune di Daiano", concavemente disposta. L'asta sarà foderata in velluto verde ornato da un nastro a spirale d'oro. (D.G.P. 06/02/1987) |                  |          |
|        | Daone (dal 1º gennaio 2015 soppresso per la costituzione del nuovo comune di Valdaone) Blasonatura: Partito nel 1°, d'argento all'albero d'abete al naturale nodrito su una montagna di verde solcata da un torrente d'argento; nel 2°, d'argento al monte di tre cime di rosso cimate da un camoscio di nero, solcato da un torrente di argento. Corona: Murale di Comune. Ornamenti: A destra una fronda di alloro fogliata al naturale fruttifera di rosso a sinistra una fronda di quercia fogliata e ghiandifera al naturale. (D.G.P. 18/03/1988) Gonfalone: Drappo rettangolare del rapporto di 5/9 terminante al ventame in coda di rondine ed al bilico in 6 merli guelfi, interzato in fascia d'azzurro, di bianco e di verde, bordato e frangiato d'argento caricato al centro dello stemma comunale munito dei suoi ornamenti, accostato in capo e in punta dalla dicitura in argento "Comune di Daone". (D.G.P. 20/07/1988) Incongruenza tra disegno e blasonatura: in contrasto alla blasonatura e al disegno allegato al D.G.P. in realtà la dicitura è totalmente sopra lo stemma. |                  |          |
|        | Darè (dal 1º gennaio 2016 soppresso per la costituzione del nuovo comune di Porte di Rendena) D'argento, all'aquila di nero, rivolta. Ornamenti esteriori da Comune. (D.P.R. 06/10/1953) (N.B. il nastro legando le fronde è di argento e di nero) Gonfalone: Drappo partito di bianco e di nero riccamente ornato di ricami d'argento e caricato dello stemma sopradescritto con l'iscrizione centrata in argento: "Comune di Darè". Le parti di metallo ed i cordoni saranno argentati. L'asta verticale sarà ricoperta di velluto dai colori bianco e nero, alternati con bullette argentate poste a spirale. Nella freccia sarà rappresentato lo stemma del Comune e sul gambo inciso il nome. Cravatta e nastri tricolorati dai colori nazionali frangiati di argento. (D.P.R. 06/10/1953) |                  |          |
|        | Dimaro (dal 1º gennaio 2016 soppresso per la costituzione del nuovo comune di Dimaro Folgarida) Trinciato di rosso alla ruota dentata di bianco imperniata di giallo; di bianco di tre abeti di verde, con segni esterni del Comune. (D.G.P. 13/03/1980) (N.B. il disegno allegato al D.G.P. mostra no nastro legando le fronde) Gonfalone: Drappo rettangolare, partito (sic!) bordeaux; lato inferiore ornato di arabeschi e frange, caricato nel centro dello stemma comunale contornato dall'iscrizione centrale "Comune di Dimaro" e da corona di rami di quercia e di rami di alloro uniti da nastro. Asta in metallo. (D.G.P. 18/06/1982) |                  |          |
|        | Don (dal 1º gennaio 2016 soppresso per la costituzione del nuovo comune di Amblar-Don) Blasonatura: Partito semitroncato. Nel 1.: d'argento alla collina di verde posta in punta accompagnata in campo da un ramoscello d'olmo fogliato e fruttifero al naturale. Nel 2.: sopra: troncato d'azzurro e d'oro al fascio di tre verghe, legate da un nastro, posto in verticale, in tutto dell'uno all'altro; sotto: di rosso alla banda d'argento. Corona: Murale di Comune. Ornamenti: A destra una fronda d'alloro fogliata al naturale fruttifera di rosso; a sinistra una fronda di quercia fogliata e ghiandifera al naturale legate da un nodo oro e rosso argento e azzurro. (D.G.P. 07/07/1989) Gonfalone (mai realizzato): Vessillo bianco rettangolare del rapporto di 5/9, accostato da due pali d'azzurro larghi 2/11 del totale, caricato al centro di un palo giallo largo 1/11 del totale, bordato e frangiato d'argento, terminante al ventame in 6 merli guelfi, appeso ad un bilico, recante al centro lo stemma comunale munito dei suoi ornamenti, sovrastante la dicitura in argento "Comune di Don", disposta su tre righe. Il bilico sarà unito all'asta, foderata da una guaina di velluto dai colori alternati oro e azzurro disposti a spirale, mediante un cordone d'argento terminante in due analoghe nappe. (D.G.P. 07/07/1989) |                  |          |
|        | Dorsino (dal 1º gennaio 2015 soppresso per la costituzione del nuovo comune di San Lorenzo Dorsino) Blasonatura: Semipartito, troncato. Superiormente: nel primo di rosso allo scaglione d'argento caricato di tre conifere del campo; nel secondo d'argento allo scaglione di rosso caricato di tre conifere del campo. Inferiormente: d'argento all'orso bruno, passante, al naturale. Corona: Murale di Comune. Ornamenti: A destra una fronda d'alloro fogliata al naturale fruttifera di rosso; a sinistra una fronda di quercia fogliata e ghiandifera al naturale legate da un nodo d'argento e di rosso. (D.G.P. 23/06/1989) Gonfalone (mai realizzato): Vessillo azzurro, del rapporto di 5/8, bordato e frangiato d'argento, caricato al centro dello stemma comunale munito dei suoi ornamenti, sovrastante l'argentea dicitura "Comune di Dorsino", concavemente disposta, terminante in tre pendoni al ventame e in 4 merli guelfi al bilico. Il bilico sarà unito all'asta, foderata da una guaina dai colori alternati argento e rosso disposti a spirale, mediante un cordone a nappe, d'argento. (D.G.P. 23/06/1989) |                  |          |
|        | Faedo (dal 1º gennaio 2020 soppresso per incorporazione al comune di San Michele all'Adige) Blasonatura: D'azzurro al martello da minatore d'argento manicato al naturale posto in palo accostato da due falci messorie del primo manicate del medesimo incrociate su di esso. Il tutto sovrastante un uccello acquatico rivoltato di nero posto in punta sulla sua ombra dello stesso. Corona: Murale di Comune. Ornamenti: Due fronde legate da un nastro di argento e rosso. (D.G.P. 12/02/1987) (derivato dallo stemma tradizionale) Gonfalone: Drappo azzurro bordato d'oro del rapporto di 5/8 pendente da un bilico unito ad un'asta da cordone d'oro ad analoghe nappe, terminante in punta in 7 merli guelfi rovesciati, caricato dallo stemma comunale munito dei suoi ornamenti. (D.G.P. 12/02/1987) |                  |          |
|        | Faver (dal 1º gennaio 2016 soppresso per la costituzione del nuovo comune di Altavalle) Blasonatura: Di rosso alla fascia d'argento caricata del monogramma F. II in stampatello di nero. Corona: Civica di Comune. Ornamenti: A destra una fronda d'alloro fogliata al naturale, fruttata di rosso, a sinistra una fronda di quercia fogliata e ghiandifera al naturale, legate da un nastro bifido d'argento, di rosso nel verso. (D.G.P. 29/11/1984) Gonfalone: Drappo del rapporto di 5/8 merlato in alto alla guelfa e terminante in basso a coda di rondine formato da tre teli equipollenti, rossi al battente ed al bilico, bianco al centro, caricato dello stemma comunale, munito dei suoi ornamenti, sovrastante l'argentea dicitura "Comune di Faver", concavemente disposta, bordato e frangiato d'argento; il bilico sarà unito all'asta da un argenteo cordone ad analoghe nappe; l'asta con freccia dorata sarà foderata di rosso ed ornata con un nastro d'argento elicoidalmente disposto. (D.G.P. 06/02/1987) |                  |          |
|        | Fiera di Primiero (dal 1º gennaio 2016 soppresso per la costituzione del nuovo comune di Primiero San Martino di Castrozza) Blasonatura: Troncato d’argento e di rosso alla rosa a sei petali, tre e tre, dell’uno nell’altro, con il talamo del campo. Corona: Murale del Comune con le porte arcate d’oro. Ornamenti: A destra una fronda d’alloro fogliata al naturale fruttifera di rosso; a sinistra una fronda di quercia fogliata e ghiandifera al naturale legate da un nodo d’argento e di rosso. (D.G.P. 07/07/1989) (parzialmente derivato dallo stemma tradizionale: Nello scudo troncato sopra un cane rivoltato passante, sotto una rosa a sei petali.) Gonfalone: Drappo azzurro intenso del rapporto di 5/8 ornato, frangiato, ricamato d’oro, terminante in tre pendoni appuntiti, maggiore il centrale, caricato dello stemma comunale munito dei suoi ornamenti, sovrastato dall’aurea dicitura, disposta su tre righe “Comune di Fiera di Primiero” appeso al bilico mediante 6 straccali. Il bilico sarà unito all’asta, ricoperta da una guaina a colori alternati bianco e rosso disposti a spirale, mediante un cordone a nappe, d’oro. (D.G.P. 07/07/1989) Bandiera: Drappo partito di bianco e di rosso, al centro lo scudo dello stemma comunale. |                  |          |
|        | Flavon (dal 1º gennaio 2016 soppresso per la costituzione del nuovo comune di Contà) Blasonatura: Trinciato d'argento e di rosso, a due stelle a 6 punte dell uno nell'altro, poste in sbarra; sul tutto uno scudetto d'azzurro alla croce ricrociata, d'oro. Corona: Murale di Comune Ornamenti: A destra una fronda d'alloro fogliata al naturale fruttifera di rosso; a sinistra una fronda di quercia fogliata e ghiandifera al naturale legate da un nastro d'argento e di rosso. (D.G.P. 13/12/1988) Gonfalone: Drappo del rapporto di 5/8 d'azzurro alla fascia di giallo, bordato e frangiato d'argento, caricato al centro dello stemma comunale, completo dei suoi ornamenti, sovrastante la scritta in argento - Comune di Flavon - concavemente disposta, terminante a coda di rondine, pendente da un bilico unito all'asta, foderata da guaina in velluto azzurro ornata da spirale d'oro, mediante un cordone a nappe il tutto d'argento. (D.G.P. 13/12/1988) |                  |          |
|        | Fondo (dal 1º gennaio 2020 soppresso per la costituzione del nuovo comune di Borgo d'Anaunia) Partito di rosso e di azzurro alla iniziale F. puntata, d’argento sulla partizione accompagnata in capo da una stella dello stesso ed accostata da due alberi di abete di verde nodriti sulla campagna erbosa dello stesso. Lo scudo sarà fregiato di ornamenti dello stesso. (stemma tradizionale, approvato dalla Giunta di Tirolo 18/02/1870, riconosciuto con D.C.G. 15/08/1929) Gonfalone: Drappo rettangolare del rapporto di 95/150 cadente a punta, aperto di tre finestrelle orizzontali al bilico, partito d’azzurro e di rosso, frangiato e rabescato d’argento caricato al centro dallo stemma comunale, timbrato dalla competente corona sovrastata dalla dicitura, in argento: "Comune di Fondo" convessamente disposta. Il bilico sarà unito all’asta, foderata di rosso ed ornata da spirale d’argento, da un cordone argenteo ad analoghe nappe. (D.G.P. 08/04/1988) |                  |          |
|        | Grauno (dal 1º gennaio 2016 soppresso per la costituzione del nuovo comune di Altavalle) Troncato ribassato nel primo d'argento a un monte di tre colli di verde ciascuno caricato da un abete al naturale, nel secondo due file di cinque scacchi di rosso e di argento la prima, d'argento e di rosso la seconda. Esso sarà fregiato dai normali ornamenti di Comune, cioè la corona muraria comunale e le palme d'alloro e di quercia legate da un nastro d'oro. (D.G.P. 27/01/1984) / (D.G.P. 06/07/1984) No gonfalone |                  |          |
|        | Grumes (dal 1º gennaio 2016 soppresso per la costituzione del nuovo comune di Altavalle) D'azzurro al monte scosceso di verde nascente dalla punta, seminata di tre muri d'argento e caricato di un castello dello stesso, merlato alla ghibellina; finestrato e chiuso al naturale, il tutto murato di nero. Nel punto di onore la sfera a cinque punte d'oro. Esso sarà fregiato dai normali ornamenti di Comune, cioè la corona muraria comunale e le palme d'alloro e di quercia. Queste sosterranno un breve o cartiglio d'oro con la dicitura a carattere stampatello e colore nero COMUNITÀ LIBERA GRUMES. (D.G.P. 27/01/1984) / (D.G.P. 06/07/1984) No gonfalone |                  |          |
|        | Ivano-Fracena (dal 1º luglio 2016 soppresso per incorporazione al comune di Castel Ivano) Troncato ribassato: nel primo d'azzurro, ad un monte al naturale rosato, nel secondo un colle di verde caricato di un castello artificiale d'argento, finestrato e chiuso al naturale, il tutto murato di nero. Superiormente corona civica di Comune. Ornamenti: a destra un ramo fruttato d'alloro, a sinistra un ramo fruttato di quercia, entrambi legati sotto la punta da un nastro di oro con scritta "IVANO FRACENA". (D.G.P. 07/06/1985) / (D.G.P. 17/09/2004) Gonfalone: Drappo del rapporto di 1x2, partito di due teli, bianco ed azzurro larghi rispettivamente ½ e ½ della larghezza totale, verticalmente disposti, terminante aperto in alto di due finestrelle quadrate, una in capo al palo azzurro, di tutto bordato e frangiato d’argento. Al centro sarà lo stemma comunale, composto dei suoi ornamenti, con intorno la scritta in oro: “COMUNE DI IVANO FRACENA”, disposta su tre righe, una sopra e due sotto. D’argento sarà anche il cordone ad analoghe nappe che lega il bilico all’asta, questa foderata di rosso, con guarnizione a spirale d’argento. (D.G.P. 17/09/2004) |                  |          |
|        | Lardaro (dal 1º gennaio 2016 soppresso per la costituzione del nuovo comune di Sella Giudicarie) Scudo riportante costruzione fortificata di smalto rosso e fortificazione austro-ungarica di metallo argento in campo azzurro e argento, opportunamente delineanti due montagne con all'orizzonte una stella d'oro a cinque punte. (D.G.P. 20/02/1981) No gonfalone |                  |          |
|        | Lasino (dal 1º gennaio 2016 soppresso per la costituzione del nuovo comune di Madruzzo) Blasonatura: D'argento a due fronde di rosaio al naturale fiorite, a destra, di una rosa rossa, a sinistra di una rosa canina, legate da un nastro d'oro, accompagnate da due cotisse di rosso, disposte la prima dal capo al fianco, la seconda nel cantone sinistro dello scudo. Corona: Murale di comune. Ornamenti: A destra una fronda d'alloro fogliata al naturale fruttifera di rosso; a sinistra una fronda di quercia fogliata ghiandifera al naturale, legate da un nodo d'oro. (D.G.P. 02/03/1992) Gonfalone: Drappo rettangolare del rapporto di 5/8, di colore verde, recante al centro lo stemma comunale sovrastante la dicitura in argento "COMUNE DI LASINO”. Fodero dell'asta verde. (D.G.P. 02/03/1992) |                  |          |
|        | Lisignago (dal 1º gennaio 2016 soppresso per la costituzione del nuovo comune di Cembra Lisignago) Effige di S. Biagio Vescovo martire e protettore contro il male della gola, patrono della Parrocchia di Lisignago, fregiato dei suoi attributi, cioè la spada, il pastorale e la mitria vescovili, nonché il piviale rosso in memoria del martirio, che campeggia in una ancona lignea dal fondo d’argento, posta sullo sfondo dorato dello scudo. Il tutto, accostato dalle fronde al naturale di alloro e di quercia, legate da un nodo bianco e rosso e dalla argentea corona murale spettante ai comuni, si blasona come segue: “D’oro alla ancona d’argento, sagomata in legno naturale, recante al centro l’effige di S. Biagio." (D.G.P. 19/01/2007) (una versione precedente dello stemma fu approvato con D.G.P. 29/10/1982: Scudo sormontato da corona, fregiato da un ramo di alloro e un ramo di quercia e così distinto: S. Biagio vescovo racchiuso in una pala lignea su sfondo giallo.) Gonfalone: Drappo rettangolare cadente a coda di rondine, bordato e frangiato d’oro, partito in bianco e rosso caricato al centro con lo stemma del Comune munito dei suoi ornamenti e, nella parte superiore la scritta “COMUNE DI” e nella parte inferiore “LISIGNAGO”, in canuttiglia oro. (D.G.P. 19/01/2007) |                  |          |
|        | Lomaso (dal 1º gennaio 2010 soppresso per la costituzione del nuovo comune di Comano Terme) D’oro, alla fascia d’azzurro, accompagnata in capo da una corona d’alloro ed in punta dello scudo, da una fiamma di rosso. Ornamenti esteriori da Comune. (R.D. 22/08/1930) Gonfalone: Drappo di colore azzurro, riccamente ornato di ricami d'argento e caricato dello stemma sopradescritto, con l'iscrizione centrata in argento: "COMUNE DI LOMASO". Le parti di metallo ed i nastri saranno argentati. L'asta verticale sarà ricoperta di velluto azzurro con bullette argentate poste a spirale. Nella freccia sarà rappresentato lo stemma del Comune e sul gambo inciso il nome. Cravatta e nastri tricolorati dai colori nazionali. (R.D. 22/08/1930) |                  |          |
|        | Malosco (dal 1º gennaio 2020 soppresso per la costituzione del nuovo comune di Borgo d'Anaunia) Blasonatura: Di rosso alla rosa araldica stilizzata a 4 petali d'argento con l'androceo e sepali d'oro. Corona: Murale di Comune. Ornamenti: A destra una fronda d'alloro fogliata al naturale fruttifera di rosso, a sinistra una fronda di quercia fogliata e ghiandifera al naturale sostenenti un breve di colore rosso recante la scritta: "Comunitas Malusci". (D.G.P. 14/04/1988) Gonfalone (non approvato con D.G.P.): Drappo bianco accompagnato ai lati da 2 pali di rosso, ciascuna della larghezza di 1/5 del totale, terminante in punta secondo 3 pendoni ed al bilico secondo 4 merli guelfi; caricato al centro dallo stemma comunale munito dei suoi ornamenti, accompagnato in capo dalla dicitura in argento "Comune" ed in punta da quella di "Malosco" disposta su 2 righe. |                  |          |
|        | Mezzano Imer (dal 15 marzo 1947 soppresso per la ricostituzione dei comuni di Mezzano e Imer) Interzato in fascia, di azzurro, d'argento e di rosso, la seconda e la terza fascia caricata ciascuna di una lontra al naturale, posta in fascia. (R.D. 16/01/1930) Gonfalone: (R.D. 20/11/1933) |                  |          |
|        | Molina di Ledro (dal 1º gennaio 2010 soppresso per la costituzione del nuovo comune di Ledro) Scudo con sfondo azzurro, con sovrapposto un'aquila ritta ad ali aperte, tenente una serpe con gli artigli. Al basamento dello scudo con sfondo in bianco, la scritta Molina. D'intorno ornamenti di rami fruttati d'albero d'ulivo e di quercia. (D.G.P. 08/05/1986) Gonfalone: Drappo rettangolare cadente di colore azzurro e bianco a tre punte frangiate caricato nel centro dello stemma comunale con sopra la scritta in oro Comune di Molina di Ledro e ornamento di rami fruttati d'ulivo e di quercia. (D.G.P. 08/05/1986) |                  |          |
|        | Monclassico (dal 1º gennaio 2016 soppresso per la costituzione del nuovo comune di Dimaro Folgarida) Blasonatura: D'argento alla quercia ghiandifera al naturale nodrita sopra un monte di verde, accostata in capo da una fascia d'azzurro caricata di due stelle ad otto punte, d'oro. Corona: Civica di Comune. Ornamenti: A destra una fronda d'alloro fogliata al naturale fruttifera di rosso; a sinistra una fronda di quercia fogliata e ghiandifera al naturale, legate da un nastro d'oro. (D.G.P. 03/02/1989) (una versione precedente dello stemma, incluso gonfalone, fu concesso con D.P.R. 14/03/1962) Gonfalone: Drappo rettangolare partito di giallo e d'azzurro del rapporto di 5/9, terminante in tre pendoni a punta, di cui più lungo il centrale, bordato, frangiato, ornato di ricami d'argento, caricato dello stemma comunale completo dei suoi ornamenti, accostato in capo dalla dicitura ricamata in argento "Comune" ed in punta di "Monclassico" disposta, quest'ultima, su due righe; il drappo è appeso ad un bilico, unito all'asta, foderata da guaina di velluto azzurro ornata da spirale d'oro, mediante un cordone a nappe d'argento. (D.G.P. 03/02/1989) |                  |          |
|        | Montagne (dal 1º gennaio 2016 soppresso per la costituzione del nuovo comune di Tre Ville) D'azzurro a tre monti d'argento, maggiore il centrale; Corona: Murale di Comune; Ornamenti: A destra una fronda d'alloro fogliata al naturale fruttata di rosso, a sinistra una fronda di quercia fogliata e fruttifera al naturale, entrambe ornate da un anello d'oro. (D.G.P. 21/03/1986) Gonfalone: Drappo rettangolare del rapporto di 5/8 formato da tre teli posti in palo, di cui azzurri i laterali ciascuno 1/3 di quello bianco centrale, bordato e frangiato, unito all'asta mediante un bilico sospeso ad essa con un cordone a nappe dello stesso colore. Il palo potenziato centrale caricato dallo stemma comunale completo dei suoi ornamenti e sovrastante la scritta in oro, concavamente disposta: Comune di Montagne; il tutto sostenuto da un'asta ricoperta di velluto azzurro ornata da un nastro a spirale d'argento. (D.G.P. 21/03/1986) |                  |          |
|        | Nanno (dal 1º gennaio 2016 soppresso per la costituzione del nuovo comune di Ville d'Anaunia) Blasonatura: Di rosso alla torre medievale d'argento, finestrata di nero, circondata da una palizzata del primo. Corona: Murale di Comune. Ornamenti: A destra una fronda d'alloro fogliata al naturale fruttifera di rosso; a sinistra una fronda di quercia fogliata e ghiandifera al naturale legate da un nodo d'argento e di rosso. (D.G.P. 19/01/1990) Gonfalone (mai realizzato): Drappo rosso, al merlo alla guelfa e base di bianco, del rapporto di 20/33 pendente da un bilico, bordato e frangiato d'argento, caricato al centro dello stemma comunale munito dei suoi ornamenti, sovrastante la dicitura lineare in argento Comune di Nanno. Il bilico sarà unito all'asta, foderata da una guaina di velluto rosso ornata da una spirale in bullette d'argento, mediante un cordone a nappe, dello stesso. (D.G.P. 19/01/1990) |                  |          |
|        | Nave San Rocco (dal 1º gennaio 2019 soppresso per la costituzione del nuovo comune di Terre d'Adige) Blasonatura: Partito di verde e di rosso caricato d'una mela d'oro sulla partizione, alla sbarra arcuata d'argento portante un traghetto al naturale; nel primo un ciuffo d'erbe palustri d'oro. Corona: Murale di Comune. Ornamenti: A destra una fronda d'alloro fruttata di rosso, a sinistra una fronda di quercia fruttifera al naturale legate da un nastro recante la scritta Vias Jungo. (D.G.P. 14/04/1988) (N.B. in realtà lo scudo mostra una banda arcuata, e non una sbarra arcuata) Incongruenza tra disegno e blasonatura. Gonfalone: Drappo del rapporto di 5/8, appeso ad un bilico, terminante in punta a coda di rondine, formato da tre teli verticali di cui il centrale, largo 3/5 del totale, bianco ed i due laterali larghe ciascune 1/5 del totale, verdi, bordato e frangiato d'oro caricato al centro dallo stemma comunale munito dei suoi ornamenti sovrastato dalla dicitura in oro: "Comune di Nave San Rocco" convessamente disposta. Il bilico sarà unito all'asta, ricoperto da guaina di velluto verde ornata da un nastro a spirale d'argento, mediante un cordone d'oro ad analoghe nappe. (D.G.P. 14/04/1988) |                  |          |
|        | Padergnone (dal 1º gennaio 2016 soppresso per la costituzione del nuovo comune di Vallelaghi) Blasonatura: D'oro, al ramoscello d'olivo fruttifero, il tutto al naturale, posto in palo. Corona: Murale di Comune. Ornamenti: A destra una fronda d'alloro fogliata al naturale fruttifera di rosso; a sinistra una fronda fogliata e ghiandifera al naturale legate da un nodo d'oro e nastro verde. (D.G.P. 16/03/1990) Gonfalone: Drappo rettangolare bianco accostato verticalmente da due pali azzurri, del rapporto di 5/9, bordato e frangiato d'argento recante al centro lo stemma comunale munito dei suoi ornamenti sovrastante la dicitura Comune di Padergnone disposta su tre righe, terminante a tre pendoni rettangolari; il tutto pendente da un bilico. Il bilico sarà unito all'asta, foderata da una guaina di velluto dai colori argento e azzurro a spirale, mediante un cordone a nappe d'argento. (D.G.P. 16/03/1990) Bandiera: Drappo di bianco accostato da due pali azzurri, con al centro lo stemma comunale munito dei suoi ornamenti sovrastante la dicitura Comune di Padergnone. |                  |          |
|        | Pieve di Bono (dal 1º gennaio 2016 soppresso per la costituzione del nuovo comune di Pieve di Bono-Prezzo) Troncato, nel primo di rosso al castello d'argento, su una pianura ristretta di verde, nel secondo d'azzurro al monte di nove cime, pure di verde. [Capo del Littorio]. (R.D. 14/11/1935) (N.B. dal Capo del Littorio rimane un capo di rosso porpora) Gonfalone: Drappo di colore rosso e d'azzurro riccamente ornato di ricami d'argento e caricato dello stemma sopra descritto con l'iscrizione centrata in argento: "COMUNE DI PIEVE DI BONO". Le parti di metallo ed i nastri saranno argentati. L'asta sarà ricoperta di velluto azzurro con bullette argentate poste a spirale. Nella freccia sarà rappresentato lo stemma del Comune e sul gambo inciso il nome. Cravatta e nastri tricolorati dai colori nazionali frangiati d'argento. (R.D. 14/11/1935) |                  |          |
|        | Pieve di Ledro (dal 1º gennaio 2010 soppresso per la costituzione del nuovo comune di Ledro) Blasonatura: Troncato. Nel 1° d'oro, alla pianticella d'alloro al naturale, sradicata, calzato di rosso; nel 2° d'azzurro alla barca a vela d'argento navigante su onde increspate dello stesso banderuolata di rosso a due pali d'oro. Corona: Murale di Comune. Ornamenti: A destra una fronda d'alloro fogliata al naturale fruttifera di rosso; a sinistra una fronda di quercia fogliata e ghiandifera al naturale legate da un nodo di rosso e d'oro. (D.G.P. 02/06/1989) Gonfalone: Drappo rettangolare, del rapporto di 5/9, terminante in tre punti appuntivi, troncato ondoso di bianco e d'azzurro, al capo inquartato in Croce di Sant'Andrea di rosso e di giallo, bordato e frangiato d'argento, recante al centro lo stemma comunale munito dei suoi ornamenti e la dicitura, ricamata in argento "Comune di Pieve di Ledro" disposta su tre righe, sulla parte azzurra. Il drappo sarà appeso ad un bilico, unito all'asta foderata di velluto azzurro ornato di spirale d'oro, mediante un cordone a nappe, d'argento. (D.G.P. 02/06/1989) |                  |          |
|        | Pozza di Fassa / Poza (dal 1º gennaio 2018 soppresso per la costituzione del nuovo comune di Sèn Jan di Fassa, oggi San Giovanni di Fassa) Scudo gotico moderno tagliato, il primo di bianco, il secondo di azzurro, con stella dorata a otto punte in entrambi, al cavallo rampante d'argento. (D.G.P. 30/08/1985) No gonfalone |                  |          |
|        | Praso (dal 1º gennaio 2015 soppresso per la costituzione del nuovo comune di Valdaone) Blasonatura: d'argento alla punta rialzata d'azzurro, caricata di tre fiori (1; 2) d'arnica d'oro Corona: Murale di Comune Ornamenti: A destra una fronda d'alloro fogliata al naturale fruttata di rosso, a sinistra una fronda di quercia fogliata e fruttifera al naturale, legate da un nodo d'argento di rosso. (D.G.P. 13/11/1987) Gonfalone: Drappo rettangolare troncato d'azzurro e di bianco del rapporto di 5/9 e frangiato d'argento, recante al centro lo stemma comunale munito dei suoi ornamenti, sovrastante la dicitura concavemente disposta e ricamata in argento - COMUNE DI PRASO - terminante al ventame in ampia coda di rondine ed al bilico secondo 4 merli guelfi. (D.G.P. 31/05/1990) |                  |          |
|        | Preore (dal 1º gennaio 2016 soppresso per la costituzione del nuovo comune di Tre Ville) Scudo centrale, raffigurante le tre colonne delle fontane storiche, colorato di rosso e di blu, ornato con fregi di contorno e chiuso in basso con un panneggio portante la scritta del Comune. (D.G.P. 17/12/1982) Gonfalone: Drappo rettangolare cadente, partito rosso-blu; lato inferiore ornato di frange; caricato nel centro dello stemma comunale contornato dall'iscrizione centrale "Preore" e da rami di vite. Asta in metallo. (D.G.P. 10/06/1983) (N.B. in realtà il gonfalone, come lo stemma, è gheronato, non partito) |                  |          |
|        | Prezzo (dal 1º gennaio 2016 soppresso per la costituzione del nuovo comune di Pieve di Bono-Prezzo) Blasonatura: Troncato semipartito; nel primo d'azzurro al santuario stilizzato d'argento chiuso e ornato al naturale, nel secondo di rosso alla borsa pecuniaria d'oro sovrastata da una stadera dello stesso, nel terzo d'argento al trifoglio al naturale. Corona: Murale di Comune. Ornamenti: A destra una fronda d'alloro fogliata al naturale fruttifera di rosso; a sinistra una fronda di quercia fogliata e ghiandifera al naturale legate da un nodo d'oro e di nero. (D.G.P. 13/04/1990) Gonfalone: Vessillo rettangolare del rapporto di 5/8, semipartito troncato di bianco, di rosso, d'azzurro, bordato e frangiato d'argento, terminante la ventame in tre grandi pendoni appuntiti ed al bilico in 6 merli guelfi, caricato al centro dello stemma comunale munito dei suoi ornamenti, sovrastante l'argentea dicitura "Comune di Prezzo" concavemente disposta. Il bilico sarà unito all'asta, ricoperta da una guaina di velluto azzurro ornata da una serie di argentee bullette disposte a spirale, mediante un cordone a nappe, d'argento. (D.G.P. 13/04/1990) |                  |          |
|        | Primiero (dal 9 gennaio 1947 soppresso per la ricostituzione dei comuni di Fiera di Primiero, Sagron Mis, Siror, Tonadico e Transacqua) Partito d'argento e di rosso: alla rosa dell'uno all'altro, bottonata dei campi. (D.C.G. 25/07/1929) |                  |          |
|        | Ragoli (dal 1º gennaio 2016 soppresso per la costituzione del nuovo comune di Tre Ville) Interzato in palo: di rosso, d'azzurro e di rosso, ad una spada manicata d'oro e ad uno scettro d'oro decussati, sormontati da una corona all'antica, pure d'oro. (D.C.G. 26/09/1929) Gonfalone: Drappo di colore rosso al palo d’azzurro riccamente ornato di ricami d’argento e caricato dello stemma comunale con l’inserzione centrata in argento “Comune di Ragoli”. Le parti di metallo ed i cordoni sono argentati. L’asta verticale è ricoperta di velluto dai colori rosso e azzurro con bullette argentate poste a spirale. Nella freccia è rappresentato lo stemma del Comune e sul gambo inciso il nome. Cravatta e nastri tricolori dai colori nazionali frangiati di argento. (D.P.R. 12/05/1953) |                  |          |
|        | Revò (dal 1º gennaio 2020 soppresso per la costituzione del nuovo comune di Novella) Blasonatura: D'oro al grappolo di Groppello pampinoso e fogliato, il tutto al naturale. Corona: Civica di Comune, d'argento. Ornamenti: A destra una fronda d'alloro fruttata di rosso, a sinistra una fronda di quercia ghiandifera al naturale, legate da un anello d'oro. (D.G.P. 14/04/1988) Gonfalone: Drappo rettangolare rosso vermiglio del rapporto di 1/2, terminante al bilico in 4 merli guelfi ed in punta in tre pendoni dei quali maggiore il centrale, recante al centro un riquadro bianco ricaricato dello stemma comunale munito dei suoi ornamenti e accantonato in ciascun angolo del grappolo d'uva dello stemma. Il riquadro sovrasterà la dicitura in argento COMUNE DI REVÒ. D'argento saranno frange, bordure e ricami sparsi sul drappo. Il bilico sarà unito all'asta, foderata da una guaina di velluto dai colori bianco e rosso disposti a spirale, mediante un cordone a nappe, d'argento. (D.G.P. 27/07/1992) |                  |          |
|        | Romallo (dal 1º gennaio 2020 soppresso per la costituzione del nuovo comune di Novella) Blasonatura: D'azzurro, alla torre d'argento rotonda merlata di 9 pezzi alla guelfa, murata di nero, aperta del campo. Corona: Murale di Comune. Ornamenti: A destra una fronda d'alloro fogliata al naturale fruttifera di rosso; a sinistra una fronda di quercia fogliata e ghiandifera al naturale legate da un nodo d'oro. (D.G.P. 15/06/1990) Gonfalone: Drappo rettangolare del rapporto di 5/9 pendente da un bilico e terminante in tre pendoni rettangolari, corrispondenti a 5 pali - bianco, azzurro, bianco, azzurro, bianco - di cui doppio il centrale, bordato e frangiato d'argento, caricato al centro dello stemma comunale munito dei suoi ornamenti, sovrastante l'argentea dicitura COMUNE DI ROMALLO concavemente disposta. Il bilico sarà unito all'asta, ricoperta da una guaina di velluto azzurro, ornata da una serie di bullette argentee disposte a spirale, mediante un cordone a nappe d'argento. (D.G.P. 15/06/1990) |                  |          |
|        | Roncone (dal 1º gennaio 2016 soppresso per la costituzione del nuovo comune di Sella Giudicarie) Blasonatura: Troncato d'azzurro e di verde; sul tutto la dea runcina di carnagione, il peplo d'oro, la benda d'argento, la destra recante un fascio di messi, la sinistra un falcetto, entrambi al naturale. Corona: Murale di Comune. Ornamenti: A destra una fronda d'alloro fogliata al naturale fruttata di rosso, a sinistra una fronda di quercia ghiandifera al naturale, legate da un nastro d'argento al recto d'azzurro al verso. (D.G.P. 19/02/1988) (uno stemma precedente, incluso gonfalone, fu concesso con D.P.R. 03/10/1956) Gonfalone: Drappo rettangolare cadente color oro a tre code, orlato d'argento, caricato nel centro dello stemma comunale con sovrastante scritta in argento Comune di Roncone. (D.G.P. 19/02/1988) |                  |          |
|        | San Lorenzo in Banale (dal 1º gennaio 2015 soppresso per la costituzione del nuovo comune di San Lorenzo Dorsino) Semipartito troncato. Sopra: nel primo d'oro a tre archi d'azzurro sovrapposti in fascia; nel secondo troncato d'oro e di rosso. Sotto: d'azzurro seminato di sette bisanti d'argento attornianti la punta dello stemma del Principato Vescovile trentino, posto sul tutto. Corona: Murale di Comune. Ornamenti: A destra una fronda d’alloro fogliata al naturale fruttifera di rosso; a sinistra una fronda di quercia fogliata e ghiandifera al naturale legate da un nastro d’argento e di nero. (D.G.P. 07/07/1989) Gonfalone: Drappo interzato in palo di giallo, rosso, azzurro del rapporto di 5/9 terminante in punta in coda di rondine ed al bilico in quattro merli guelfi, bordato e frangiato d'argento, recante al centro lo stemma comunale munito dei suoi ornamenti sovrastante la dicitura in argento - disposta su tre righe - "Comune di San Lorenzo in Banale". Il bilico sarà unito all'asta - ricoperta da una guaina di velluto dai colori alternati argento, azzurro, rosso disposti a spirale - mediante un cordone a nappe, d'argento. (D.G.P. 07/07/1989) |                  |          |
|        | Siror (dal 1º gennaio 2016 soppresso per la costituzione del nuovo comune di Primiero San Martino di Castrozza) Scudo sannitico, di rosso alla campana d'oro con nastro azzurro con scritta nella parte sinistra "Piubago", contornata in alto a sinistra di S. Martino d'oro su cavallo nero, a destra di chiesetta bianca. Esso sarà fregiato dei normali ornamenti del Comune, cioè la corona muraria comunale e le palme d'alloro e di quercia legate da un nastro d'oro. (D.G.P. 05/10/1984) (derivato dal sigillo tradizionale: una campana, la corona decorata con nastri) Gonfalone: Drappo rettangolare terminante a due punte, suddiviso in tre bande verticali di cui quelle laterali rosse e la centrale bianca, recante la riproduzione dello stemma comunale sovrastato dalla corona muraria comunale e la denominazione ufficiale del Comune "Comune di Siror" ambedue in oro. (D.G.P. 05/10/1984) |                  |          |
|        | Smarano (dal 1º gennaio 2015 soppresso per la costituzione del nuovo comune di Predaia) Blasonatura: D'argento alla sbarra d'azzurro caricato da una sbarra ondata d'oro, affiancata superiormente da 4 conifere ed inferiormente da altrettante piante di granoturco, il tutto al naturale. Corona: Civica di Comune. Ornamenti: A destra una fronda d'alloro fogliata al naturale fruttifera di rosso; a sinistra una fronda di quercia fogliata e ghiandifera al naturale legate da un nodo d'oro e d'azzurro. (D.G.P. 03/02/1989) Gonfalone (mai realizzato): Drappo rettangolare azzurro bordato e frangiato d'argento del rapporto di 1/2, palato, ondoso di giallo, centralmente caricato dallo stemma comunale munito dei suoi ornamenti sovrastante la dicitura, in argento - Comune di Smarano - disposta su tre righe centrate, terminante al bilico in 5 merli guelfi. Il bilico sarà unito all'asta, ricoperta da una guaina di velluto azzurro ornata da una spirale d'oro, mediante un cordone a nappe, il tutto d'argento. (D.G.P. 03/02/1989) |                  |          |
|        | Spera (dal 1º gennaio 2016 soppresso per la costituzione del nuovo comune di Castel Ivano) Blasonatura: D'azzurro all’ancora d'argento cordata d'oro". Corona: Civica di Comune. Ornamenti: A destra una fronda d'alloro fogliata al naturale fruttata di rosso, a sinistra una fronda di quercia ghiandifera al naturale legate da un nastro d'oro. (D.G.P. 06/02/1987) Gonfalone: Drappo azzurro a tre punte, del rapporto 3/4 unito ad un bilico mediante un cordone d'oro munito di analoghe nappe caricato dallo stemma comunale munito dai suoi ornamenti sovrastato dalla scritta "Comune di Spera". (D.G.P. 06/02/1987) |                  |          |
|        | Strigno (dal 1º gennaio 2016 soppresso per la costituzione del nuovo comune di Castel Ivano) D'azzurro, a due pali d'argento, al monte di tre cime movente dalla punta e cimato da una croce pomata d'oro. (D.C.G. 03/10/1930) (derivato dallo stemma approvato 30/12/1893: D'azzurro, al monte di tre cime cimato da una croce pomata d'oro.) Gonfalone: Drappo di colore azzurro riccamente ornato con ricami d'argento e caricato dello stemma comunale, con l'iscrizione centrata in argento: "COMUNE DI STRIGNO". Le parti di metallo e i nastri saranno argentati. L'asta verticale sarà ricoperta di velluto azzurro con bullette argentate poste a spirale, sulla freccia sarà inciso lo Stemma del Comune e sul gambo il nome. Cravatta e nastri tricolorati dai colori nazionali, frangiati d'argento. (R.D. 27/05/1929) |                  |          |
|        | Taio (dal 1º gennaio 2015 soppresso per la costituzione del nuovo comune di Predaia) Di rosso, alla torre a due piani, merlati alla ghibellina al naturale, aperta, chiusa e murata di nero. Ornamenti esteriori da Comune. (R.D. 03/04/1930) Gonfalone (non approvato con D.G.P.): Drappo bianco accompagnato ai lati da 2 pali di rosso. |                  |          |
|        | Tassullo (dal 1º gennaio 2016 soppresso per la costituzione del nuovo comune di Ville d'Anaunia) D'azzurro alla "Torre Valeria" d'argento, finestrata di tre di rosse e bertesca d'oro, posta su tre cime di verde, accompagnata in capo da cinque stelle d'oro disposte ad arco, delle quali una centrale e quattro laterali, due meli di verde fruttate d'oro e di rosse posti su due monti laterali. Lo stemma è accollato di due rami di verde, fruttati, d'alloro e di quercia che lo circondano, uniti da due nastri d'oro e d'azzurro in punta che li riuniscono in Croce di S. Andrea. Sopra lo scudo la civica corona di competenza. (D.G.P. 23/03/1984) Gonfalone: Vessillo rettangolare rosso del rapporto 1x2, bordato e frangiato d'oro, pendente da un bilico unito all'asta metallica mediante cordone a nappe pure d'oro; caricato al centro dello stemma comunale, munito dei suoi ornamenti, sovrastante la dicitura in oro disposta su 3 righe "Comune di Tassullo", terminante in 3 merli frangiati d'oro. (D.G.P. 26/01/1990) |                  |          |
|        | Terlago (dal 1º gennaio 2016 soppresso per la costituzione del nuovo comune di Vallelaghi) Blasonatura: D'azzurro a due fasce d'argento diminuite; i tre campi del primo solcati ognuno da tre barche del secondo disposte a palo, ciascuna pilotata da un giovane in carnagione naturale manovrante una pagaia d'argento. Corona:Murale di Comune. Ornamenti: A destra una fronda d'alloro fogliata al naturale fruttifera di rosso, a sinistra una fronda di quercia fogliata e fruttifera al naturale entrambe legate da un nastro dai colori blu - bianco - blu longitudinalmente disposti. (D.G.P. 14/04/1988) Gonfalone: Drappo del rapporto di 5/8, formato da tre teli azzurro, bianco, azzurro larghi 2, 3, 2 settimi rispettivamente del totale, bordato e frangiato d'oro, caricato al centro dello stemma comunale munito dei suoi ornamenti, sottostante l'aurea scritta: "Comune di Terlago" terminante al battente in coda di rondine, appeso ad un bilico mediante quattro merli alla guelfa, unito all'asta mediante un cordone a nappe d'oro. (D.G.P. 14/04/1988) |                  |          |
|        | Terres (dal 1º gennaio 2016 soppresso per la costituzione del nuovo comune di Contà) Troncato. Nel 1° tagliato d'argento e di rosso alla genziana blu in argento, argento rosso; nel 2° d'argento all'aquila bicipite d'azzurro. Corona: Murale di Comune. Ornamenti: A destra una fronda d'alloro fogliata al naturale fruttifera di rosso a sinistra una fronda di quercia fogliata e ghiandifera al naturale legate da un nastro azzurro. (D.G.P. 22/01/1988) Gonfalone (non approvato con D.G.P.): Drappo rettangolare, di bianco, con al centro lo stemma comunale munito dei suoi ornamenti, e la dicitura d'oro "Comune di Terres". |                  |          |
|        | Tiarno (dal 24 giugno 1947 soppresso per la ricostituzione dei comuni di Tiarno di Sopra e Tiarno di Sotto) Stemma: (R.D. 10/09/1936) Gonfalone: (R.D. 10/09/1936) |                  |          |
|        | Tiarno di Sopra (dal 1º gennaio 2010 soppresso per la costituzione del nuovo comune di Ledro) Foglie di quercia circoscritte ad uno scudo con fiamma in alto e albero in basso. (D.G.P. 09/03/1979) Trinciato d'argento e di rosso: nel 1º al fuoco di legna accesa al naturale; nel 2º alla latifoglia al naturale nodrita su una campagna incalzata di verde movente dalla punta. Gonfalone (non approvato con D.G.P.): Drappo rettangolare con tre pendoni a punta nel ventame, di bianco, con al centro lo stemma comunale munito dei suoi ornamenti, sotto la dicitura d'oro "Comune" / "Tiarno di Sopra". |                  |          |
|        | Tiarno di Sotto (dal 1º gennaio 2010 soppresso per la costituzione del nuovo comune di Ledro) Scudo sannitico interzato in punta: il primo di blu al campanile d'argento su cime montuose d'azzurro; il secondo di blu all'albero di tiglio al naturale su cime montuose d'argento; in punta di verde ai ceppi di legno da cui sorge una fiamma. D'intorno ornamenti di rami fruttati d'albero d'ulivo e di quercia legate sotto la punta dello scudo ad un nastro d'azzurro con fascia con la scritta "Tiarno di Sotto". Corona da Comune superiormente. (D.G.P. 15/06/1984) Gonfalone: Drappo di bianco cadente a tre punte frangiate caricato nel centro dello stemma comunale con la scritta sovrastante in oro "Comune di Tiarno di Sotto" e sotto lo stemma comunale ricami in oro. (D.G.P. 15/06/1984) |                  |          |
|        | Tonadico (dal 1º gennaio 2016 soppresso per la costituzione del nuovo comune di Primiero San Martino di Castrozza) Blasonatura: Partito; nel 1° troncato di verde e d'azzurro, alla lontra d'argento posta in palo sulla troncatura; nel 2° di rosso al castello d'argento movente da una roccia al naturale posti in cuore. Corona: Civica di Comune. Ornamenti: A destra una fronda d'alloro fogliata al naturale fruttifera di rosso; a sinistra una fronda di quercia fogliata e ghiandifera al naturale legate da un nastro d'argento e di rosso. (D.G.P. 13/12/1988) Gonfalone: Vessillo di bianco affiancato su entrambi i lati, da un palo di rosso ciascuno di larghezza pari a 1/6 della larghezza totale del drappo, terminante con tre punte al ventame, recante al centro lo stemma comunale, munito dei suoi ornamenti, sovrastante la dicitura in argento – Comune di Tonadico -, disposta su tre file, appeso ad un bilico unito all'asta mediante un cordone a nappe, il tutto d'argento. (D.G.P. 13/12/1988) |                  |          |
|        | Transacqua (dal 1º gennaio 2016 soppresso per la costituzione del nuovo comune di Primiero San Martino di Castrozza) Blasonatura: Semipartito, troncato; d'azzurro e di verde caricato di una lontra d'argento sulla partitura; di rosso al leone di San Marco d'oro. Corona: Murale di Comune. Ornamenti: A destra una fronda di alloro fogliata al naturale fruttifera di rosso; a sinistra una fronda di quercia fogliata e ghiandifera al naturale legate da un nastro rosso. (D.G.P. 08/04/1988) / (D.G.P. 13/12/1988) Gonfalone: Drappo rettangolare del rapporto di 5/8 di tinta grigia, ornato e frangiato d'oro terminante al bilico in cinque merli guelfi e in punta di tre pendoni di cui più largo il mediano, caricato al centro dallo stemma comunale munito dei suoi ornamenti sovrastante la scritta in oro «Comune di Transacqua». Il bilico sarà unito all'asta mediante un cordone dorato terminante in analoghe nappe. L'asta porterà in sommità una cravatta tricolore e sarà ricoperta da una fodera di velluto rosso ornata da una spirale d'argento. (D.G.P. 08/04/1988) / (D.G.P. 13/12/1988) |                  |          |
|        | Tres (dal 1º gennaio 2015 soppresso per la costituzione del nuovo comune di Predaia) Blasonatura: D'oro al ramoscello di tre rami sfogliati di verde cimati di un fiore a quattro petali rossi bottonato del secondo, nodrito sopra un monte di tre cime dello stesso. Corona: Murale di Comune. (D.G.P. 06/02/1987) Gonfalone: Drappo rosso del rapporto di 2/1 caricato al centro dallo stemma comunale, timbrato della relativa corona, frastagliato in punta a merlatura guelfa rovesciata di 5 merli, pendente da un bilico appeso all'asta mediante un cordone a nappe d'oro. (D.G.P. 06/02/1987) |                  |          |
|        | Tuenno (dal 1º gennaio 2016 soppresso per la costituzione del nuovo comune di Ville d'Anaunia) Di bianco a tre alberi di abete al naturale non fruttati, nodriti su di un prato di verde. (D.G.P. 23/03/1984) Gonfalone: Drappo rettangolare cadente; lato inferiore con tre code, ornate di frangia; di colore azzurro caricato nel centro dello stemma comunale, contornato dall'iscrizione Comune di Tuenno. (D.G.P. 23/03/1984) |                  |          |
|        | Valda (dal 1º gennaio 2016 soppresso per la costituzione del nuovo comune di Altavalle) Scudo sannitico - Inquartato nel 1° e nel 4° d'argento alla conifera al naturale, nel 2° e nel 3° d'azzurro al ceduo d'oro; sul tutto uno scudetto di rosso caricato di tre stelle d'argento. A destra dello scudo una fronda d'alloro fogliata al naturale fruttata di rosso, a sinistra una fronda di quercia ghiandifera al naturale, il tutto legato da un nastro d'argento e di rosso, in testa allo scudo corona civica di Comune. (D.G.P. 20/07/1984) No gonfalone |                  |          |
|        | Varena (dal 1º gennaio 2020 soppresso per la costituzione del nuovo comune di Ville di Fiemme) D'azzurro alla campagna di verde sostenente una montagna rocciosa accompagnata in capo da un sole d'oro. (D.G.P. 16/09/1983) (N.B. blasonatura non contiene né corona né ornamenti) Gonfalone: Drappo con rapporto di 5/8 appeso a un bilico mediante quattro passanti rossi, terminante in punta a merlatura guelfa capovolta, formato da cinque teli verticali, rosso al centro, giallo a destra, azzurro a sinistra, larghi ciascuno 1/7 del totale, intercalati da due teli bianchi larghi ciascuno 2/7 del totale. Il tutto bordato e frangiato d’oro sarà caricato al centro dello stemma comunale munito dei suoi ornamenti soprastante la scritta in argento “Comune di Varena”. (D.G.P. 29/07/1988) |                  |          |
|        | Vattaro (dal 1º gennaio 2016 soppresso per la costituzione del nuovo comune di Altopiano della Vigolana) Blasonatura: Semipartito - semitroncato - troncato: di rosso al corno da postiglione d'oro ornato di cordone e nappe dello stesso; d'oro e d'azzurro alla cicogna ferma d'argento, beccuta, membrata, armata di rosso, tenente con gli artigli un sasso del primo, attraversante in palo sul tutto; di verde allo scaglione rovesciato d'argento. Corona:Murale di Comune. Ornamenti: A destra una fronda d'alloro fogliata al naturale fruttifera di rosso, a sinistra una fronda di quercia fogliata e ghiandifera al naturale legate da un nodo d'argento e di verde. (D.G.P. 08/04/1988) Gonfalone: Drappo rettangolare azzurro del rapporto di 5/8 fasciato di bianco terminante al battente a coda di rondine ed al bilico in tre merli guelfi, bordato e fasciato (sic!) d'oro, caricato al centro dello stemma munito dei suoi ornamenti, sovrastante la dicitura in oro: "Comune di Vattaro". Il bilico sarà unito all'asta da un cordone in oro ad analoghe nappe. (D.G.P. 08/04/1988) |                  |          |
|        | Vervò (dal 1º gennaio 2015 soppresso per la costituzione del nuovo comune di Predaia) Scudo partito: nel primo di azzurro e nel secondo d'oro, caricato da Torre Romana. (D.G.P. 18/11/1983) (N.B. blasonatura non contiene né corona né ornamenti) Gonfalone: Drappo rettangolare cadente, di colore verde caricato nel centro dallo stemma comunale contornato dall'iscrizione "Comune di Vervò". (D.G.P. 18/11/1983) |                  |          |
|        | Vezzano (dal 1º gennaio 2016 soppresso per la costituzione del nuovo comune di Vallelaghi) Inquartato d'argento e di rosso, a quattro teste di leone strappate dall'uno nell'altro. (stemma tradizionale, riconosciuto con D.C.G. 09/07/1931) (N.B. blasonatura non contiene fronde.) Gonfalone: Drappo rettangolare cadente, partito (sic!) verde; lato inferiore con tre code ornate di arabeschi e di frange; caricato nel centro dello stemma comunale contornato dall'iscrizione centrata "Comune di Vezzano" e da corona di rami di lauro e di rami di quercia - Asta in metallo dorato. (D.G.P. 01/07/1977) |                  |          |
|        | Vigo di Fassa / Vich (dal 1º gennaio 2018 soppresso per la costituzione del nuovo comune di Sèn Jan di Fassa, oggi San Giovanni di Fassa) Blasonatura: Partito; nel primo di rosso alla torre quadrata merlata, d'argento, coperta, chiusa, finestrata di nero, sostenuta da un piano di verde; nel secondo d'azzurro al monte di tre cime d'argento, movente da un piano di rosso, caricato da una fascia ondata nel primo, sormontato da un'ombra di sole d'oro. Corona: Civica di Comune. Ornamenti: A destra una fronda d'alloro fogliata al naturale fruttifera di rosso; a sinistra una fronda di quercia fogliata e ghiandifera al naturale legate da un nastro dai colori argento e rosso, oro e azzurro. (D.G.P. 30/03/1990) (un altro stemma era stato adottato con R.D. 24/10/1929: D'argento, a due fasce di rosso, al pastore al naturale, vestito d'oro, in atto di suonare il corno, attraversante le fasce e posto sopra una campagna erbosa di verde. Gonfalone (a foggia di bandiera): Vessillo rettangolare del rapporto di 21/28 a 7 fasce dai caratteristici colori della Valle di Fassa - porpora, verde, bianco, celeste, giallo, azzurro, rosso - caricato al centro dallo stemma comunale munito dei suoi ornamenti, accostato in capo dalla dicitura Comun de Vich - delineata in argento sulla fascia purpurea - ed in punta da quelle Comune di Vigo di Fassa - delineata in argento sulla fascia azzurra. Esso sarà unito all'asta, ricoperta da una guaina di velluto dai colori fassani disposti a spirale, secondo il lato minore. (D.G.P. 30/03/1990) Bandiera (verticale): Drappo cadente, partito di azzurro e di rosso, con al centro lo stemma comunale senza corona e ornamenti. |                  |          |
|        | Vigo Rendena (dal 1º gennaio 2016 soppresso per la costituzione del nuovo comune di Porte di Rendena) D'azzurro, alla banda d'argento, attraversata da un abete nodrito su un monte movente dalla punta, il tutto al naturale. Ornamenti esteriori da Comune. (D.P.R. 14/01/1954) Gonfalone: Drappo d'azzurro… (D.P.R. 14/01/1954) |                  |          |
|        | Vigolo Vattaro (dal 1º gennaio 2016 soppresso per la costituzione del nuovo comune di Altopiano della Vigolana) Blasonatura: D'azzurro all'albero d'olivo d'oro, nodrito su una campagna di rosso accostato da due colombe d'argento affrontate poggianti sulla stessa. Corona: Murale di Comune. Ornamenti: A destra una fronda d'alloro al naturale fruttata di rosso, a sinistra una fronda di quercia fogliata e fruttifera al naturale legate da un nodo d'oro. (D.G.P. 29/04/1988) Gonfalone: Drappo del rapporto di 5/8 formato da 3 teli, azzurro, bianco, rosso, alti rispettivamente 1/4, 1/2, 1/4 dell'altezza totale posti in fascia foggiati al bilico in una merlatura guelfa di sei pezzi ed al battente in coda di rondine. Il telo centrale sarà caricato dello stemma comunale munito dei suoi ornamenti sovrastante la scritta in oro: "Comune di Vigolo Vattaro" concavemente disposta. Il drappo sarà bordato e frangiato d'oro come d'oro saranno cordoni e nappe. L'asta sarà ricoperta da una guaina dai colori rosso e azzurro avvolti a spirale. (D.G.P. 29/04/1988) Bandiera: Drappo interzato in palo (1/4, 1/2, 1/4) di azzurro, di bianco e di rosso; nella striscia centrale lo stemma comunale munito dei suoi ornamenti. |                  |          |
|        | Villa Agnedo (dal 1º gennaio 2016 soppresso per la costituzione del nuovo comune di Castel Ivano) Blasonatura: Partito; nel primo d'azzurro alla torre d'argento merlata alla guelfa, murata, chiusa, finestrata di nero, nel secondo di rosso all'agnello pasquale; il tutto posto sopra una campagna di verde. Corona: Murale di Comune. Ornamenti: A destra una fronda d'alloro fogliata al naturale fruttifera di rosso; a sinistra una fronda di quercia fogliata e ghiandifera al naturale legate da un nodo d'argento e di verde. (D.G.P. 03/02/1989) Gonfalone: Drappo rettangolare del rapporto di 5/8 partito di rosso e d'azzurro al capo verde, bordato e frangiato d'argento, terminante in punta in tre pendoni ed al bilico in 6 merli guelfi, cariacato al centro da un disco di bianco contenente lo stemma munito dei suoi ornamenti sormontato dalla dicitura "Comune" e soprastante quella di "Villa Agnedo" disposta su 2 righe, in lettere d'argento. Il bilico sarà unito all'asta, foderata da una guaina a spirale d'argento e di verde mediante un cordone a nappi di argento. (D.G.P. 03/02/1989) (Retro del gonfalone: di rosso) |                  |          |
|        | Villa Rendena (dal 1º gennaio 2016 soppresso per la costituzione del nuovo comune di Porte di Rendena) D'argento, all'abete al naturale, accompagnato da tre stelle d'azzurro, due in capo e una in punta. Ornamenti esteriori da Comune. (D.P.R. 25/08/1953) Gonfalone: Drappo partito di verde e di azzurro. (D.P.R. 25/08/1953) |                  |          |
|        | Zambana (dal 1º gennaio 2019 soppresso per la costituzione del nuovo comune di Terre d'Adige) D'argento alla torre di rosso, murata di nero, merlata alla guelfa di tre, aperta e finestrata del campo e nascente da un monte pietroso al naturale. (D.P.R. 18/06/1952) Gonfalone: Drappo di colore azzurro riccamente ornato di ricami d'argento e caricato dello stemma con l'iscrizione centrata in argento: COMUNE DI ZAMBANA. Le parti di metallo ed i cordoni saranno argentati. L'asta verticale sarà ricoperta di velluto azzurro con bullette argentate poste a spirale. Nella freccia sarà rappresentato lo stemma del Comune e sul gambo inciso il nome. Cravatta e nastri tricolorati dai colori nazionali frangiati d'argento. (D.P.R. 18/06/1952) |                  |          |
|        | Zuclo (dal 1º gennaio 2016 soppresso per la costituzione del nuovo comune di Borgo Lares) Scudo sannitico: tagliato il primo d'oro ai tre pini al naturale alle tre cime di monte in violetto; il secondo di verde all'orso bruno al naturale. (D.G.P. 23/11/1984) (N.B. blasonatura non contiene né corona né ornamenti) Gonfalone: Vessillo del rapporto 5/8 merlato in alto alla guelfa e terminante in basso a tre pendoni, più lungo il centrale, formato da tre teli, verdi al battente ed al bilico, bianco al centro, caricato dello stemma comunale, munito dei suoi ornamenti, sovrastante la scritta in oro "Comune di Zuclo" concavamente disposta, bordato e frangiato d'argento; il bilico a terminali dorati sarà unito all'asta da un argenteo cordone ad analoghe nappe; l'asta con freccia dorata sarà foderata di verde ed ornata con nastro d'argento. (D.G.P. 29/07/1988) (Retro del gonfalone: di verde) |                  |          |

## Unioni di Comuni
| Stemma | Unione di Comuni e blasonatura      | Gonfalone |
| ------ | ----------------------------------- | --------- |
|        | Unione dei Comuni dell'Alta Anaunia |           |

### Unioni di Comuni soppresse
| Stemma | Unione di Comuni e blasonatura | Gonfalone |
| ------ | --- | --------- |
|        | Unione dell'Alto Primiero |           |
|        | Unione dei Comuni di Bleggio Inferiore e Lomaso (dal 1º gennaio 2010 soppressa per la costituzione del nuovo comune di Comano Terme) |           |
|        | Unione dei Comuni della Valle di Ledro (dal 1º gennaio 2010 soppressa per la costituzione del nuovo comune di Ledro) Scudo ovale caricato all'apice lungo la curvatura marginale dalla scritta COMUNITAS LEUDRI contornante un cartiglio di carta pecora arriciato ai bordi a significare i poteri giudiziario e legislativo esercitati dal governo della Comunitas. Al centro del cartiglio troneggia una pianta di pino silvestre dal verde fogliame e tronco unico eretto con al suolo un tappeto di felci ad indicare le selve nostrane ed all'orizzonte una linea leggermente ondulata di colore blu che attraversa lo spazio raccolto dal cartiglio per rappresentare il lago di Ledro. Lo scudo sarà bordato in oro ed oro sarà la scritta COMUNITAS LEUDRI. (D.G.P. 25/07/2003) Gonfalone: Drappo di formato standard 5/8 tagliato in diagonale risalente verso destra, di colore verde la parte superiore ed azzurra l'inferiore, ove il verde sta ad indicare il bosco e la civiltà delle persone e l'azzurro il colore del lago nostro, intagliato superiormente in 6 merli ghibellini. Nella parte centrale sarà caricato dallo stemma con i suoi ornamenti, stemma sormontato dalla denominazione UNIONE DEI COMUNI VALLE DI LEDRO. Nella parte inferiore (ventone), il drappo terminerà intagliato in tre bandoni, il centrale più lungo. Il drappo sarà bordato e frangiato in oro e d'oro saranno le lettere maiuscole componenti la scrittura di denominazione UNIONE DEI COMUNI VALLE DI LEDRO. Il bilico, che attraversa i merli, sarà unito all'asta con cordone d'oro ed analoghe nappe. (D.G.P. 25/07/2003) |           |

## Comunità di valle e Comprensori

### Comunità di valle (dal 2006)
| Stemma (o logo) | Comunità di valle e blasonatura | Gonfalone | Bandiera |
| --------------- | --- | --------- | -------- |
|                 | Alta Valsugana e Bersntol Scudo sannitico moderno in cornice porpora con al suo interno tre fasce orizzontali di cui quella centrale e quella in basso divise in due parti; nella fascia in alto tre monti aguzzi innevati su fondo azzurro con al centro una stella a sei punte; nella fascia centrale parte destra una scacchiera composta da 18 rettangoli colorati, nella parte sinistra l’elemento del castello/centro storico; nella fascia in basso parte destra tre attrezzi da minatore, nella parte sinistra una vasca/fontana termale con piedistallo/colonna sovrapposta a tre fasce orizzontali ondulate bianche. (D.G.P. 30/10/2012) Gonfalone: Drappo rettangolare bicolore porpora/grigio, caricato nel centro dello stemma dell’ente, con sopra l’iscrizione “Comunità Alta Valsugana e Bersntol” centrata e convessa verso l’alto e sotto l’iscrizione “Tolgamoa’ schòft Hoa Valzegu’ ont Bersntol” centrata e convessa verso il basso. (D.G.P. 30/10/2012) |           |          |
|                 | Altipiani cimbri Scudo sannita diviso verticalmente in due parti uguali ed orizzontalmente in due parti a destra e tre a sinistra, riportanti rispettivamente una fortificazione sovrastata dalla montagna innevata e la ripresa degli elementi essenziali dell’emblema dei tre comuni che ne compongono il territorio; la mediana verticale è sovrastata da una maiuscola M riposta in chiave di volta. (D.G.P. 06/05/2011) Gonfalone: A forma di scudo troncato di bianco e di azzurro, caricato dello stemma sorretto da due rami d'abete uniti da un fiocco di colore oro, con l'iscrizione in argento centrata recante in alto MAGNIFICA COMUNITA’ e in basso ALTIPIANI CIMBRI. (D.G.P. 26/08/2011) |           |          |
|                 | Alto Garda e Ledro Logo non blasonabile |           |          |
|                 | Giudicarie Scudo sannitico, troncato d’azzurro e di verde. Sopra ad un monte d’argento stilizzato, di quattro cime di pari altezza, movente dalla partizione; sotto allo stesso monte, rovesciato, cucito d’azzurro scuro e movente anch’esso dalla partizione. Le due fronde (alloro e quercia) competono come "ornamenti esteriori". (D.G.P. 08/04/2011) Gonfalone: Contorno con tre frange, fondo bianco / argento, bordo color porpora (allusione al fondo dello stemma provinciale, dai tempi di Venceslao). (D.G.P. 08/04/2011) Bandiera: Drappo di bianco, con al centro lo stemma della Comunità, sopra la dicitura di nero "Comunità delle Giudicarie". |           |          |
|                 | Paganella Scudo sannitico, sbarrato di verde e d’azzurro di cinque pezzi. Nel campo, un albero stilizzato. La chioma d’argento, in forma di stella di dieci raggi a contorno ondulato. Il fusto cilindrico, di tanè, alla base arrotondato e non radicato, si sovrappone in alto alla chioma aprendosi a raggiera in cinque rami a contorno rettangolare. In punta, in maiuscole moderne d’argento, su due linee in fascia, il motto: ‘IN PLATEA // SUB ARBORE’. Lo scudo è timbrato dalle maiuscole moderne, di antracite, su tre linee curvate verso l’alto: ‘COMUNITA’// DELLA // PAGANELLA’. (D.G.P. 09/03/2012) Gonfalone: Drappo rettangolare di formato standard 5 x 8, ritagliato in alto in quattro merli, il ventone frangiato d’argento. Sul fondo bianco senza contorni, una sbarra di verde e d’azzurro di otto pezzi. I colori sono meno intensi che nello stemma; in alto ed in basso gli estremi incrociano i bordi del drappo sul mezzo. Gli angoli in alto a sinistra ed in basso a destra (di chi guarda) sono sbarrati di verde e d’azzurro di cinque pezzi con colori intensi come nello stemma, ed orientamento parallelo alla sbarra. Al centro, il drappo è caricato dello stemma, con le maiuscole che lo timbrano. Il suo sbarrato è parallelo a quello sul fondo. Sotto lo stemma, in maiuscole moderne, di antracite, su cinque linee in fascia, i nomi dei Comuni: ‘ANDALO // CAVEDAGO // FAI DELLA PAGANELLA // MOLVENO // SPORMAGGIORE’. Il bilico che attraversa i merli è unito all’asta da cordoni d’argento con analoghe nappe. Le decorazioni dell’asta, rivestita di bianco, corrispondono alle norme relative all’araldica comunale, con cravatta frangiata in nastri tricolorati dei colori nazionali; lo stemma della Comunità è riprodotto nella punta della lancia. (D.G.P. 09/03/2012) |           |          |
|                 | Primiero Scudo ovale ripartito verticalmente con le seguenti figurazioni: - al centro Lontra stilizzata in rilievo di colore nero. Il campo di destra di colore azzurro Il campo di sinistra di colore verde. - Cornice e cartiglio in rilievo d’oro. (Statuto) (derivato dallo stemma tradizionale della Generalgemeinde Primiero: Di azzurro, alla lontra.) Gonfalone: Drappo rettangolare ricadente perpendicolarmente bipartito verticalmente in due fasce: - a sinistra di colore rosso - a destra di colore bianco terminanti ad angolo e frangiate d’oro. Nel centro lo stemma della Comunità di Valle con scritta superiore: “Comunità di Primiero” in oro. (Statuto) Bandiera: Drappo partito di bianco e di rosso, con al centro lo stemma della Comunità. |           |          |
|                 | Rotaliana-Königsberg Scudo circolare diviso diametralmente in due campi e avente le seguenti caratteristiche: il campo inferiore in smalto azzurro ed il campo superiore bianco bordato azzurro. Il lato sinistro in alto rappresenta l’unità culturale resa mediante l’antico castello di Montereale. La pezza è costituita dalla stilizzazione del manufatto reso mediante un quadrato ed un triangolo sovrapposti in smalto rosso; sono rappresentate le sue caratteristiche fisiche prioritarie, il fronte con le merlature a due falde coincidenti, i quattro ordini di finestre resi in bianco, posti in distribuzione e forma irregolare con le prime tre di maggior dimensione nella sequenza a salire di 3, 5, 2, 1 ed il portone principale in posizione destra, aperto in bianco con in sommità un piccolo triangolo blu. La cortina muraria merlata, immediatamente a sinistra dell’edificio è anch’essa resa in blu a perdersi nella pezza di destra. Nel campo destro in alto è rappresentata l’unità economica-produttiva nella vite (vitis vinifera) ricca di foglie e viticci, fruttata d’uva. Simbolo dell’economia primaria legata alla terra, quale relazione cardinale che qui compare dalla notte dei tempi, foriera delle prime forme economico commerciali. La pezza rappresenta una vite stilizzata in smalto verde su fondo bianco movente da sinistra. Il grappolo d’uva è composto da 6 acini di forma rotonda nella sequenza a salire di 1, 2, 3. Unità morfologica-territoriale. Nel campo inferiore destro nel campo azzurro diviso verticalmente con proporzione 2/5 del diametro è rappresentato il fiume, generatore del territorio, “padre” primario nella genesi della Valle dell’Adige qui rappresentato con delle linee ondulate e prospettiche per sottolinearne il lento scorrere. La pezza è limitata sul suo margine destro superiore da un triangolo regolare azzurro con lato superiore coincidente al diametro dello scudo della proporzione di metà del fiume. E limitata, sulla circonferenza dello scudo, da una bordatura dello stesso azzurro del fonda Il fiume è reso con segni bianchi. Nel campo inferiore sinistro con proporzione 3/5 si è scelto di inserire in smalto bianco il motto: “COMUNITÀ” che muove immediatamente sotto il diametro, allineato alla sommità del ‘fiume” e contenuto sul lato sinistro dal motto “ROTALIANA-KÖNIGSBERG” su due linee concentriche seguenti il diametro esterno dello scudo. (D.G.P. 07/06/2013) Gonfalone (mai realizzato): Drappo rettangolare di cm. 90 x cm 180, del colore di tre smalti dello stemma, il blu bianco e verde divisi in tre campi sovrapposti, e avente le seguenti caratteristiche: il drappo è sospeso mediante un bilico mobile ad un'asta ricoperta di velluto blu, con bullette poste a spirale, e terminata in punta da una freccia, sulla quale sarà riprodotto lo stemma, e sul gambo il nome dell’ente, Il gonfalone ornato e frangiato è caricato, nel centro, dello stemma della Comunità, sormontato dall’iscrizione centrata (convessa verso l’alto) e posta su due righe “Comunità Rotaliana-Königsberg” La cravatta frangiata consiste in nastri tricolorati dai colori nazionali Le parti metalliche del gonfalone sono dorate. Sono analogamente dorate ricami cordoni iscrizione e bullette a spirale. Il campo bianco centrale accoglie l’insegna costituita da uno scudo circolare diviso diametralmente in due campi; il campo inferiore in smalto azzurro ed il campo superiore bianco bordato azzurro. (D.G.P. 07/06/2013) |           |          |
|                 | Valle di Cembra Scudo sannitico, al capo interzato in calza di verde, d’azzurro (di cielo) e di porpora. Campo interzato in mantello: a destra d’argento a sette barre di verde; a sinistra d’argento a quattro bande di porpora; nel mezzo, su fondo color verde chiaro, un fiume ondato d’azzurro movente dall’incrocio dell’interzato e terminante poco a sinistra della punta. Lo scudo è timbrato dalle maiuscole moderne di nero, su due linee curvate verso l’alto: “COMUNITA’ DELLA//VALLE Dl CEMBRA". (D.G.P. 01/02/2013) |           |          |
|                 | Comun General de Fascia D'azzurro calzato d'argento confinante con la campagna di verde, sostenente il pastore posto di fronte, di carnagione, indossante una tunica stretta in vita, braghe, scarpe e calcante un cappello alpestre inclinato in banda, il tutto al naturale, con una bisaccia posta in sbarra d’argento e impugnante con il braccio destro piegato un corno d’argento posto in banda e portato alla bocca nell’atto di suonarlo e con il braccio sinistro flesso impugnante un bastone pastorale d’oro in sbarra; esso pastore attraversante sul tutto. Lo stemma in uno scudo rettangolare a punta tonda. (D.G.P. 15/10/2021) Lo stemma è rappresentato dallo storico pastore (Statuto) (derivato dallo stemma tradizionale) Bandiera: Drappo a 7 fasce di porpora, verde, bianco, celeste, giallo, azzurro, rosso. la bandiera è quella a sette colori.(Statuto) |           |          |
|                 | Val di Fiemme Il marchio consiste in un fiore, composto da undici petali di forma diversa tra loro che simboleggiano gli undici comuni della Valle di Fiemme, con al centro un ovale pistillo simbolo di unità e da un segno grafico di sostegno a forma di V, che allo stesso tempo ricorda la forma di una valle. (D.A.C. 21/06/2010) |           |          |
|                 | Vallagarina Blasonatura: Troncato semipartito. Sopra, d'azzurro alla catena montuosa di verde, le cime coperte di neve, percorsa da una fascia ondata d'azzurro accostata da due fasce d'argento, il tutto caricato di una torre d'argento merlata alla ghibellina, finestrata e murata di nero. Sotto, nel primo di rosso al leone d'argento rivoltato trifidamente caudato, nel secondo d'azzurro al leone di S. Marco d'oro. Ornamenti: Un cartiglio d'oro col motto ‘CIVITAS LAGARIS‘ in lettere nere. (Statuto) |           |          |
|                 | Valle dei Laghi Scudo sannitico moderno. In campo bianco un tronco d’albero che emerge dall’acqua. Il fusto cilindrico di tanè si apre in sei piccole ramificazioni a contorno rettangolare. Alle estremità delle ramificazioni, nell’ordine da destra verso sinistra e disposte a semicerchio, sono raffigurate una foglia di vite, una di ulivo, una di faggio, una di leccio, una di alloro e un rametto di pino mugo, tutte rappresentate al naturale. Alla base del tronco, raffigurati in bianco su sfondo azzurro, quattro anelli semiellittici a rappresentare il movimento dell’acqua. A completamento e all’esterno dello scudo gli ornamenti di quercia e alloro. (D.G.P. 28/09/2012) |           |          |
|                 | Val di Non Scudo sannitico, inquartato: nel primo d'oro all'orso passante naturale; nel secondo di argento a tre burelle scorciate ondate di azzurro; nel terzo di argento a tre burelle scorciate dentate di rosso; nel quarto d'oro alla torre naturale coperta di marrone aperta e finestrata di nero; sul tutto uno scudetto sannitico di azzurro, alla croce scorciata d'oro. |           |          |
|                 | Valle di Sole Logo-stemma difficile da blasonare Gonfalone: Drappo cadente, al ventame con tre pendoni rettangolari, di bianco, con al centro lo stemma della Comunità circondato (dal cantone in senso orario) degli stemmi di Caldes, Cavizzana, Terzolas, Rabbi, Malé, Monclassico, Commezzadura, Vermiglio, Peio, Ossana, Pellizzano, Mezzana, Dimaro, Croviana. |           |          |
|                 | Valsugana e Tesino Scudo sannitico di forma franco-italiana a quattro partiti con croce patente piena d’argento bordata di nero. Il primo partito color oro con aquila argento contornata di nero, spiegata e coronata, il secondo spaccato verticalmente di rosso e oro, il terzo color argento con imbarcazione argento contornata di nero con vela e due di bordo, flottante su riviera d’azzurro e d’argento, il quarto d’argento a quattro bande di rosso. Sui lati ramoscelli decussati: a sinistra di alloro di verde fruttato di rosso e a destra di quercia di verde fruttato con ghiande, annodati e legati da un nastro azzurro. Alla base scritta: ‘Comunità Valsugana e Tesino’. (D.G.P. 09/03/2012) Gonfalone (mai realizzato): Drappo color argento, ornato e frangiato rosso, frastagliato a tre bandoni, caricato al centro dello stemma della comunità e della scritta centrata color rosso ‘Comunità Valsugana e Tesino’. Le parti di metallo ed i cordoni color argento. L’asta orizzontale con pomi argentati alle due estremità. L’asta verticale con bullette argentate poste a spirale e cimata da una freccia con gambo di metallo argentato. (D.G.P. 09/03/2012) |           |          |

### Comprensori soppressi (fino al 2006)
| Stemma (o logo) | Comprensorio e blasonatura | Gonfalone | Bandiera |
| --------------- | --- | --------- | -------- |
|                 | Alta Valsugana (C4) Scudo a becco arrotondato, orlato di rosso, fasciato esternamente d'argento caricato dalle scritte di nero superiormente «Comprensorio», e sugli altri due lati scritta di nero e azzurro «Alta Valsugana»; all'interno secondo scudo a becco arrotondato orlato di rosso, d'azzurro alla montagna al naturale con cima coperta di neve, al colle sovrastato da un castello d'oro finestrato di nero, al lago di blu ondato di bianco caricato su di un lato di vele di rosso. (D.G.P. 21/11/1986) Gonfalone: Drappo cadente interzato a pergola, il primo di giallo, il secondo di rosso, il terzo di bianco, caricato nel centro dallo stemma comprensoriale contornato da venti stelle blu, appeso mediante un bilico ad un'asta e avente la parte opposta, cioè quella svolazzante, che con termine tecnico è definita battente, con tre code. (D.G.P. 21/11/1986) |           |          |
|                 | Alto Garda e Ledro (C9) Logo non blasonabile |           |          |
|                 | Bassa Valsugana e Tesino (C3) Logo non blasonabile |           |          |
|                 | Fassa (C11) lo storico pastore (derivato dallo stemma tradizionale) |           |          |
|                 | Giudicarie (C8) no stemma, no logo |           |          |
|                 | Primiero (C2) Scudo ovale inserito in cartiglio in rilievo; scudo bipartito verticalmente con raffigurata al centro una lontra stilizzata in rilievo di colore nero in campo di destra di colore azzurro e in campo di sinistra di colore verde. Cartiglio e cornice in rilievo d'oro. (D.G.P. 03/04/1985) (derivato dallo stemma tradizionale della Generalgemeinde Primiero: Di azzurro, alla lontra.) Gonfalone: Drappo rettangolare ricadente perpendicolarmente bipartito verticalmente in due fasce; quella di sinistra di colore rosso, quella di destra di colore bianco terminante ad angolo e frangiate d'oro. Nel centro lo stemma comprensoriale con scritta sulla parte superiore "Comprensorio di Primiero" in oro. (D.G.P. 03/04/1985) |           |          |
|                 | Valle dell'Adige (C5) Scudo con stemma inquartato (scudo diviso in quattro parti eguali da due linee in direzione del palo e della fascia) con scudo in cuore (piccolo scudo posto nel centro). Il campo dello scudo inquartato è di colore giallo e azzurro; giallo a destra in alto e a sinistra in basso (a destra in alto e a sinistra in basso di chi guarda). I colori usati sono l’azzurro, il grigio e il bianco. Le figure naturali e ideali, che richiamano la storia e la natura, sono inserite nei 4 campi: in alto a destra (a sinistra di chi guarda) il Campanil basso (color grigio) che rappresenta in particolare la zona Rotaliana – Paganella; in alto a sinistra (a destra di chi guarda) le piramidi (color grigio) che rappresentano la zona Valle di Cembra; in basso a destra (a sinistra di chi guarda) una torre merlata – con merli “a coda di rondine” - (color bianco e grigio), che rappresenta i vari castelli della realtà del C5; in basso a sinistra (a destra di chi guarda) l’acqua (fasce di color azzurro ondulate che richiamano le onde) che rappresenta l’Adige, l’Avisio, il Noce e i laghi. Il campo dello scudo in cuore è di colore bianco. Nello scudo in cuore è riportata la seguente denominazione del Comprensorio della Valle dell’Adige: “C5”. Il logo è di colore rosso con ombreggiatura a righe di colore azzurro. (D.G.P. 05/07/2002) Bandiera: Drappo rettangolare del rapporto di 2/3 in campo grigio chiaro, bordato e frangiato di grigio, caricato dello stemma comprensoriale sovrastato dalla scritta in rosso “C5 COMPRENSORIO DELLA VALLE DELL’ADIGE” disposta su tre righe, accostato ai lati dagli stemmi dei 34 comuni facenti parte del Comprensorio della Valle dell’Adige, aperto al bilico di tre finestrelle rettangolari. Il bilico sarà unito all’asta grigia, sormontata da una picca griglia, mediante cordone a nappe, intrecciato in tre tonalità di grigio, legata all’asta da un nastro tricolore. Gli stemmi dei comuni facenti parte la zona: * Rotaliana Paganella (n. 11 comuni) sono posti nella zona limitrofa al campo in alto a destra (in alto a destra di chi guarda); * Valle di Cembra (n. 11 comuni) sono posti nella zona limitrofa al campo in alto a sinistra (in alto a destra di chi guarda); * Trento e comuni dell’Hinterland (n. 6 comuni) sono posti nella zona limitrofa al campo in basso a destra (in basso a sinistra di chi guarda); * Valle dei Laghi (n. 6 comuni) sono posti nella zona limitrofa al campo in basso a sinistra (in basso a destra di chi guarda). (D.G.P. 05/07/2002) |           |          |
|                 | Valle di Fiemme (C1) Stemma-logo difficile da blasonare |           |          |
|                 | Vallagarina (C10) Troncato semipartito. Sopra, d'azzurro alla catena montuosa di verde, le cime coperte di neve, percorsa da una fascia ondata d'azzurro accostata da due fasce d'argento, il tutto caricato di una torre d'argento merlata alla ghibellina, finestrata e murata di nero. Sotto, nel primo di rosso al leone d'argento rivoltato trifidamente caudato, nel secondo d'azzurro al leone di S. Marco d'oro. Ornamenti: Un cartiglio d'oro col motto CIVITAS LAGARIS in lettere nere. (D.G.P. 27/04/1990) |           |          |
|                 | Valle di Non (C6) Scudo sannitico, inquartato: nel primo d'oro all'orso passante naturale; nel secondo di argento a tre burelle scorciate ondate di azzurro; nel terzo di argento a tre burelle scorciate dentate di rosso; nel quarto d'oro alla torre naturale coperta di marrone aperta e finestrata di nero; sul tutto uno scudetto sannitico di azzurro, alla croce scorciata d'oro. |           |          |
|                 | Valle di Sole (C7) Scudo di raggiera rotonda di colore giallo, all’interno un logo raffigurante tre Valli di colore verde con un piccolo sole giallo. Sul bordo esterno la scritta “Comprensorio della Valle di Sole” in colore verde posta in senso orario (ore 10.00 – 17.00). Lo stemma richiama il tema del sole, da cui il nome della Valle, e il territorio contraddistinto dalle tre Valli – Sole Peio e Rabbi. (D.G.P. 25/03/2005) Gonfalone: Drappo rettangolare cadente, di bianco, terminante al ventame in tre pendoni rettangolari, con al centro un sole raggiante a 16 raggi d'oro, circondato dalla dicitura d'oro "Comprensorio Valle di Sole", circondato (dal cantone in senso orario) degli stemmi di Caldes, Cavizzana, Terzolas, Rabbi, Malé, Monclassico, Commezzadura, Vermiglio, Peio, Ossana, Pellizzano, Mezzana, Dimaro, Croviana. |           |          |